# Aspects juridiques de la transidentité
Les aspects juridiques de la transidentité sont des aspects relatifs à la reconnaissance juridique d’un droit au genre pour les personnes transgenres et notamment le changement d’état civil. Ce degré de reconnaissance est très variable dans le monde. Même si des pays permettent plus ou moins facilement la reconnaissance juridique de la transidentité et le changement de la mention du sexe à l'état civil, d'autres excluent notamment la reconnaissance juridique des autres identités et expressions de genres en dehors de celles, masculine ou féminine, assignées à la naissance, en particulier la transidentité, ou en limitent la liberté, ou les pénalisent de diverses façons.

## Aspects juridiques de l'identité de genre

Lois concernant l'expression de l'identité de genre par pays ou territoire.
Changement légal d'identité, sans chirurgie obligatoire
Changement légal d'identité, chirurgie obligatoire
Absence de changement légal d'identité
Inconnu/ambigu

Une personne est transgenre, ou « trans », si son identité de genre ne correspond pas au genre qui lui a été assigné à la naissance, et, par conséquent, au rôle de genre et au statut social habituellement associés au genre légalement déclaré à la naissance.
Cette personne peut avoir l'intention d'établir un nouveau statut de genre conforme à son identité de genre.
La transidentité soulève certaines questions juridiques, liées au droit de la famille, à la problématique du mariage et l'éventuel bénéfice de l'assurance d'un partenaire, ou encore à la sécurité sociale. Le degré de reconnaissance légale ou son absence varie considérablement à travers le monde. De nombreux pays permettent le changement de la mention du sexe à l'état civil. Dans certains pays, ce changement est conditionné à une intervention médicale préalable (chirurgie de réattribution sexuelle (CRS) ou traitement hormonal) ou un diagnostic médical (tel que celui de dysphorie de genre décrit dans le DSM-5); dans d'autres, il est seulement déclaratif et repose sur l'auto-détermination des personnes. Il arrive également que la possibilité de changer de sexe légal, parfois en lien, ou non, avec la possibilité d'un troisième choix, soit conditionnée à la conjugaison de cette transition de genre avec une intersexuation biologique, et une opération chirurgicale parfois non souhaitée peut être une violence s'inscrivant dans ce processus d'autodétermination.
À l'échelle mondiale, la plupart des juridictions reconnaissent les deux identités de genre traditionnelles et leurs rôles sociaux, homme et femme, mais ont tendance à exclure les autres identités et expressions de genre, dont tout écart par rapport à la cisidentité, la transidentité, la non-binarité, et/ou l'intersexuation. En 2015, un rapport du Haut-Commissariat des Nations unies aux droits de l'homme appelle à l’interdiction des thérapies de conversion en soulignant l’inquiétude grandissante face à des « pratiques contraires à l’éthique, dénuées de fondement scientifique, inefficaces et, pour certaines d’entre elles, constitutives de torture ». Le Conseil des droits de l'homme des Nations unies décide en 2016, de nommer pour une période de trois ans, un expert indépendant sur la protection contre la violence et la discrimination en raison de l’orientation sexuelle et de l’identité de genre,. Un groupe de travail de composé de 14 personnes prépare en 2023, au sein de l'OMS, une directive mondiale sur les protocoles médicaux de transition de genre sur le plan physique. Elle souhaite ainsi « lutter contre la propagation rapide des interdictions et des restrictions des traitements », notamment chez les enfants (mineurs trans). Elle sera orientée vers l'amélioration de 
« l’accès et l’utilisation de services de santé de qualité et respectueux par les personnes transgenres et de sexe différent ».
En 2019, selon un rapport de l’Association internationale des personnes lesbiennes, gays, bisexuelles, trans et intersexuées (ILGA), seul un faible nombre de pays criminalisent explicitement la transidentité, le comportement de personnes trans, le comportement de personnes perçues comme trans, ou la transgression des normes de genre. Ces pays sont le Brunei, la Gambie, l’Indonésie, la Jordanie, le Koweït, le Liban, le Malawi, la Malaisie, le Nigeria, Oman, le Soudan du Sud, les Tonga et les Émirats arabes unis. L'association affirme toutefois que le phénomène de la criminalisation est bien plus étendu et se manifeste avant tout dans les faits (de facto) sans forcément se manifester explicitement dans la loi (de jure),.
Certains pays, y compris en une certaine continuité avec la culture et la spiritualité locales, reconnaissent un « troisième sexe ». En Asie, c'est le cas du Népal et de l'Inde. En Inde, les personnes qui s'identifient comme non binaires ou trans peuvent obtenir le statut de troisième genre depuis 2014 ; en revanche, seuls les mariages hétérosexuels sont autorisés.

## Reconnaissance juridique de l'identité de genre par pays
| Pays        | Date           | Législation de l'expression/identité de genre | Chambre haute | Chambre haute | Chambre basse | Chambre basse | Chef d'État | Résultat final |
| Pays        | Date           | Législation de l'expression/identité de genre | Oui           | Non           | Oui           | Non           | Chef d'État | Résultat final |
| ----------- | -------------- | --- | ------------- | ------------- | ------------- | ------------- | ----------- | -------------- |
| Japon       | Juillet 2003   | Loi sur les cas particuliers dans la gestion du statut de genre pour les personnes ayant un trouble de l'identité de genre,; aucune reconnaissance en l'absence de chirurgie de réattribution sexuelle.                 | Passée        | Passée        | Passée        | Passée        | Signée      | Oui            |
| Royaume-Uni | Juillet 2004   | Loi sur la reconnaissance du genre | Passée        | Passée        | Passée        | Passée        | Signée      | Oui            |
| Espagne     | Mars 2007      | Loi régulatrice de la rectification du registre de la mention relative au sexe des personnes, | Passée        | Passée        | Passée        | Passée        | Signée      | Oui            |
| Uruguay     | Novembre 2009  | Réglementation du droit à l'identité de genre, changement de nom et enregistrement du sexe, | 20            | 0             | 51            | 2             | Signée      | Oui            |
| Argentine   | Mai 2012       | Loi sur l'identité de genre, | 55            | 0             | 167           | 17            | Signée      | Oui            |
| Québec      | Décembre 2013  | Loi modifiant le Code civil en matière d’état civil, de successions et de publicité des droits, | Passée        | Passée        | Passée        | Passée        | Signée      | Oui            |
| Pays-Bas    | Décembre 2013  | Loi sur le changement des conditions et de l'autorité concernant le changement de la mention du sexe dans le certificat de naissance,                                                                                   | 51            | 24            | Passée        | Passée        | Signée      | Oui            |
| Danemark    | Septembre 2014 | Loi portant modification de la loi sur le registre central des personnes, | NC            | NC            | Passée        | Passée        | Signée      | Oui            |
| Malte       | Avril 2015     | Loi de l'identité de genre, l'expression de genre et les caractéristiques sexuelles, | NC            | NC            | Passée        | Passée        | Signée      | Oui            |
| Colombie    | Juin 2015      | Loi de la reconnaissance du genre, | Passée        | Passée        | Passée        | Passée        | Signée      | Oui            |
| Irlande     | Juillet 2015   | Loi de la reconnaissance du genre, | Passée        | Passée        | Passée        | Passée        | Signée      | Oui            |
| Viêt Nam    | Novembre 2015  | Loi du droit à la re-détermination du genre, | NC            | NC            | Passée        | Passée        | Signée      | Oui            |
| Équateur    | Février 2016   | Loi organique sur la gestion de l'identité et les données civiles, | NC            | NC            | 82            | 1             | Signée      | Oui            |
| Bolivie     | Mai 2016       | Loi de l'identité de genre, | Passée        | Passée        | Passée        | Passée        | Signée      | Oui            |
| Norvège     | Juin 2016      | Loi sur le changement de sexe légal, | NC            | NC            | 79            | 13            | Signée      | Oui            |
| France      | Novembre 2016  | Loi de modernisation de la justice du XXIe siècle (abolition de la stérilisation), | Passée        | Passée        | Passée        | Passée        | Signée      | Oui            |
| Belgique    | Juillet 2017   | Loi réformant des régimes relatifs aux personnes transgenres en ce qui concerne la mention d'une modification de l'enregistrement du sexe dans les actes de l'état civil et ses effets (abolition de la stérilisation), | Passée        | Passée        | Passée        | Passée        | Signée      | Oui            |
| Grèce       | Décembre 2017  | Loi de l'identité de genre (abolition de la stérilisation), | NC            | NC            | 171           | 114           | Signée      | Oui            |
| Chili       | Mars 2018      | Loi sur l'identité de genre, | En attente    | En attente    | 68            | 35            |             |                |
| Luxembourg  | Inconnue       | Loi relative à la modification de la mention du sexe et du ou des prénoms à l’état civil et portant modification du Code civil (abolition de la stérilisation),                                                         | NC            | NC            | En attente    | En attente    |             |                |
| Brésil      | Inconnue       | Loi de l'identité de genre |               |               | Proposée      | Proposée      |             |                |
| Costa Rica  | Inconnue       | Reconnaissance de l'identité de genre et égalité avant la loi, | NC            | NC            | Proposée      | Proposée      |             |                |
| Pérou       | Inconnue       | Loi sur l'identité de genre | NC            | NC            | Proposée      | Proposée      |             |                |
| Portugal    | Inconnue       | Loi sur l'identité de genre, | NC            | NC            | En attente    | En attente    |             |                |
| Suède       | Inconnue       | Loi sur l'identité de genre | NC            | NC            | En attente    | En attente    |             |                |
| Inde        | Inconnue       | Loi The Transgender Persons (Protection des droits), 2016, | NC            | NC            | En attente    | En attente    |             |                |

## Afrique

### Afrique du Sud
La Constitution sud-africaine de 1996 interdit la discrimination fondée sur le sexe, le genre et l'orientation sexuelle (entre autres). La Cour constitutionnelle interprète en fait le texte en considérant que « l'orientation sexuelle » inclut la transidentité.
En 2003, le Parlement promulgue la loi relative à la modification sexuelle (Alteration of Sex Description and Sex Status Act (en)), qui permet à une personne transgenre ayant subi une intervention médicale ou chirurgicale de changement de sexe de modifier ses documents identifiants - et d'abord son acte de naissance. Ainsi, un nouveau certificat de naissance et une nouvelle pièce d'identité sont fournis et ces personnes sont considérées selon leur nouveau sexe. Ainsi, la législation de ce pays africain est relativement avancée sur le sujet, mais changer officiellement de genre social sans interventions physiques de réassignation n'est pas permis.

### Bénin
Au Bénin, le rapport 2020-2021 d’Amnesty International conclut que les LGBT sont considérés par certains[Qui ?] comme des déviants sociaux, ont du mal à se faire accepter dans la société et voir leurs droits respectés. Des femmes trans sont battues, insultées et menacées par des inconnus puis humiliées par la police en avril et juillet 2020. Elles sont dénudées, lynchées et menacées de mort le 8 août 2021 par un groupe après leur remise en liberté durant le courant du mois de juillet.

### Cameroun
L'homosexualité est criminalisée au Cameroun et les personnes ouvertement homosexuelles encourent jusqu'à 5 ans de prison,. C'est notamment cette législation qui est utilisée, non sans confusions, pour la persécution des personnes trans, sans que ce sujet encore plus tabou ne soit mentionné en soi dans la loi.
Selon Human Rights Watch, le 24 février 2021 à Bafoussam, des policiers se rendent dans une association qui fournit des services de prévention et de traitement du VIH. Ils procèdent à des arrestations temporaires, violentent notamment une femme trans de 26 ans. Il la soumettent à un test de dépistage du VIH et à un examen anal par une pénétration digitale à la demande du procureur. Deux femmes trans sont arrêtées et emprisonnées  pour « tentative d’homosexualité » en mars 2021. Le tribunal refuse leur remise en liberté sous caution. Elles restent incarcérées jusqu'au 26 avril 2021. Shakiro et Patricia sont condamnées le 11 mai 2021 à 5 ans de prison et à une amende de 200 000 Francs CFA pour « tentative d'homosexualité » et « outrage public aux mœurs » en application de l'article 347-1 du code pénal. Leur avocate interjette appel de cette décision. Seuls les États-Unis d'Amérique, par la voie de leur ambassadeur, affichent leur préoccupation par rapport à cette lourde sanction et appellent les gouvernements à agir en faveur du respect des droits de l'homme et des libertés fondamentales. Dans l'attente de son procès en appel, Shakiro trouve refuge en Belgique en 2023.

### Égypte
La transidentité est inconnue du droit égyptien et discriminée mais non sujette à pénalisation légale. Le syndicat des médecins, au regard d'un règlement interne, autorise en outre les opérations de « correction sexuelle » après un avis favorable d'un comité spécial composé de médecins et d'un cheikh de la mosquée Al-Azhar du Caire. Cet avis est subordonné à un « problème biologique et non mental » selon les termes d'une fatwa, ce qui veut dire que dans ce pays la pratique n'est ouverte qu'à l'autodétermination binaire d'individus intersexes (lesquels ne bénéficient pas non plus d'une législation protectrice contre les chirurgies non souhaitées). « Des examens hormonaux, des tests de chromosomes, deux ans minimum de psychothérapie et de traitement hormonal » sont exigés. Dans les années 2010, ledit comité se réunit de manière aléatoire et rarement. Un couple d'hommes trans se voit refuser l'accès au territoire égyptien par les garde-frontières de Taba le jeudi 6 mai 2021 au motif que leur passeport les présente encore comme des femmes.

### Maroc
Au Maroc, les personnes trans ne bénéficient d'aucune protection ni d'aucune reconnaissance juridique. Des lois discriminatoires existent toujours, reliant l'absence de reconnaissance de l'identité sexuelle ou genrée ressentie avec la pénalisation de la pratique homosexuelle, même si l'expression de genre atypique n'est pas une infraction caractérisée. Des personnes trans, essentiellement de genre féminin, sont en fait régulièrement arrêtées au titre de l’article 489 du code pénal qui s’applique pour les relations entre homosexuels. Le 15 novembre 2022, cinq suspects sont présentés devant le procureur du Roi pour "coups et blessures sur la voie publique" contre une femme trans à Tanger.

### Nigeria
L'homosexualité est criminalisée au Nigeria,. Il n'existe en outre aucune possibilité de faire reconnaître une identité de genre ne correspondant pas à son sexe de naissance. La société nigériane tend à considérer comme homosexuelles les personnes s'identifiant comme trans,. Outre des poursuites juridiques, les personnes homosexuelles et trans sont susceptibles de subir différentes formes d'exclusion et de répression communautaire, comme des passages à tabac, des menaces de mort ou tentatives de thérapie de conversion (notamment au sein des églises évangéliques),,. Dans les douze États du nord du pays ayant adopté un code pénal islamique, les personnes trans adoptant des vêtements correspondant au sexe opposé de celui de leur sexe de naissance encourent de surcroît une pénalité spécifique pour « vagabondage », punie d'amendes et/ou d'emprisonnement. Dans ces mêmes États, des personnes ont été condamnées à mort pour homosexualité par des tribunaux islamiques en 2020 et en 2022. Certains politiciens cherchent à criminaliser le travestissement dans l'ensemble du pays,.

### Ouganda
Une Ougandaise, après un parcours de transition mené pendant 10 ans, obtient en 2021 la reconnaissance par l'autorité publique de son nouveau genre féminin socialement exprimé. Il s'agit du premier cas en Ouganda. Malgré cela, des arrestations de transgenres sont organisées, notamment en raison du port d'une tenue vestimentaire jugée non conforme au genre assigné à la naissance. Il est très difficile pour les personnes trans d'obtenir des papiers d'identité correspondant à leur genre.

## Amériques

### Argentine
En 2012, le Congrès argentin a adopté la loi sur l'identité de genre (Ley de identidad de género),, qui permet à des personnes de dix-huit ans et plus de changer la mention du sexe sur leur carte d'identité, sur la base d'une seule déclaration écrite et par la voie administrative. Elle permet également aux personnes mineures de se prévaloir de ce droit au nom du principe de capacité juridique progressive et de leur intérêt supérieur, principes directeurs de la Convention relative aux droits de l'enfant. L'Argentine devient ainsi non seulement un pays à la législation avancée à l'échelle locale mais encore le premier pays du monde à adopter une démarche de reconnaissance politique entièrement basée sur l'autodétermination de la personne, sans aucune obligation de diagnostic médical et/ou de chirurgie de « réassignation sexuelle ». En 2021, la loi est modifiée pour permettre l'inscription d'un genre non binaire sur les documents d'identité.
Un décret publié le 4 septembre 2020 prévoit qu'1 % des emplois de l'administration publique sont réservés aux personnes transgenres « qui remplissent les conditions d'aptitude au poste ». Cette disposition est aussi applicable dans l'armée.

### Brésil
La loi Maria da Penha, votée en 2006, punit les auteurs de violences de genre et protège les personnes trans. Le tribunal suprême brésilien, en 2020, juge et condamne désormais les comportements homophobes et transphobes. Erica Malunguinho a été élue députée transgenre de São Paulo et s'alarme néanmoins des risques permanents d'atteinte à l'intégrité physique des personnes homosexuelles ou trans dans son pays. Une conseillère municipale trans de Rio de Janeiro, militante LGBT, est assassinée en 2019. Erika Hilton, une jeune femme noire et transgenre, est largement élue conseillère municipale au sein de la métropole de São Paulo en 2020
.
Les thérapies de conversion à une identité de genre non ressentie ou thérapies de réorientation sexuelle sont interdites sur le territoire brésilien.

### Canada
La juridiction concernant la classification légale des caractéristiques sexuelles au Canada est attribuée aux provinces et aux territoires. Cela inclut le changement juridique de sexe, dont les exigences varient d'une sous-compétence fédérale à l'autre[réf. nécessaire].
Le Parlement du Canada a adopté la loi C-279 (Bill C-279), qui permettrait de modifier la loi canadienne sur les droits et le Code criminel pour y inclure la protection de l'identité de genre. L'identité de genre « désigne, pour une personne, l’expérience intime, personnelle et profondément vécue de son genre, que celui-ci corresponde ou non au sexe qui lui a été assigné à la naissance ».
Le projet de loi adopté par la Chambre des communes a été modifié au Sénat. Il a été renvoyé à la Chambre des communes, où elle s'est finalement soumise à l'appel de l'élection fédérale canadienne, en 2015.
Le 19 juin 2017, sur l'avis et avec le consentement du Sénat et de la Chambre des communes, Sa Majesté sanctionne la loi modifiant la Loi canadienne sur les droits de la personne et le Code criminel (LC 2017, ch. 13), inscrivant l'identité ou l'expression de genre au nombre des motifs de distinction illicite énoncés par la Loi canadienne sur les droits de la personne (L.R.C. (1985), ch. H-6). Par la même occasion, cette loi inscrit l'identité de genre et son expression au nombre des différences créant les groupes identifiables — énoncées par le Code criminel (L.R.C. (1985), ch. C-46) —, protégeant ainsi les personnes transgenres contre les actes de propagande haineuse, c'est-à-dire, au sens de la loi canadienne, l'encouragement au génocide (au sens large) et l'incitation publique à la haine.
Cette loi, applicable à l'ensemble des sphères juridictionnelles sous compétence fédérale, vient ainsi compléter les lois provinciales qui ont précédé cette législation, notamment celles de la province de Québec, le territoire de la province de Québec étant ainsi devenu un havre de paix pour les personnes transgenres, en ce sens où, ensemble, les gouvernements fédéral et provincial offre, aux personnes transgenres, une protection légale qui s'étend à tous les domaines, que ceux-ci soient de nature publique ou privée.
Le Canada prépare un projet de loi permettant de criminaliser les thérapies de conversion au niveau national.
Une étude basée sur des entretiens auprès de 182 personnes transgenres sur une période de trois ans menée par le barreau du Canada et une association chargée de fournir une aide juridique aux personnes ayant contracté le SIDA, montre que 97 % des répondants estiment que le « système de justice » fonctionne mieux pour les personnes cis que pour les personnes trans.

#### Manitoba
Un député trans (FtM) est élu pour la première fois à l’Assemblée législative du Manitoba avec les néo-démocrates lors des élections du 3 octobre 2023. Il entend offrir une meilleure visibilité et une écoute des LGBT+.

#### Nouveau-Brunswick
Une femme trans est candidate à l'élection législative de 2021 dans la province.

#### Québec

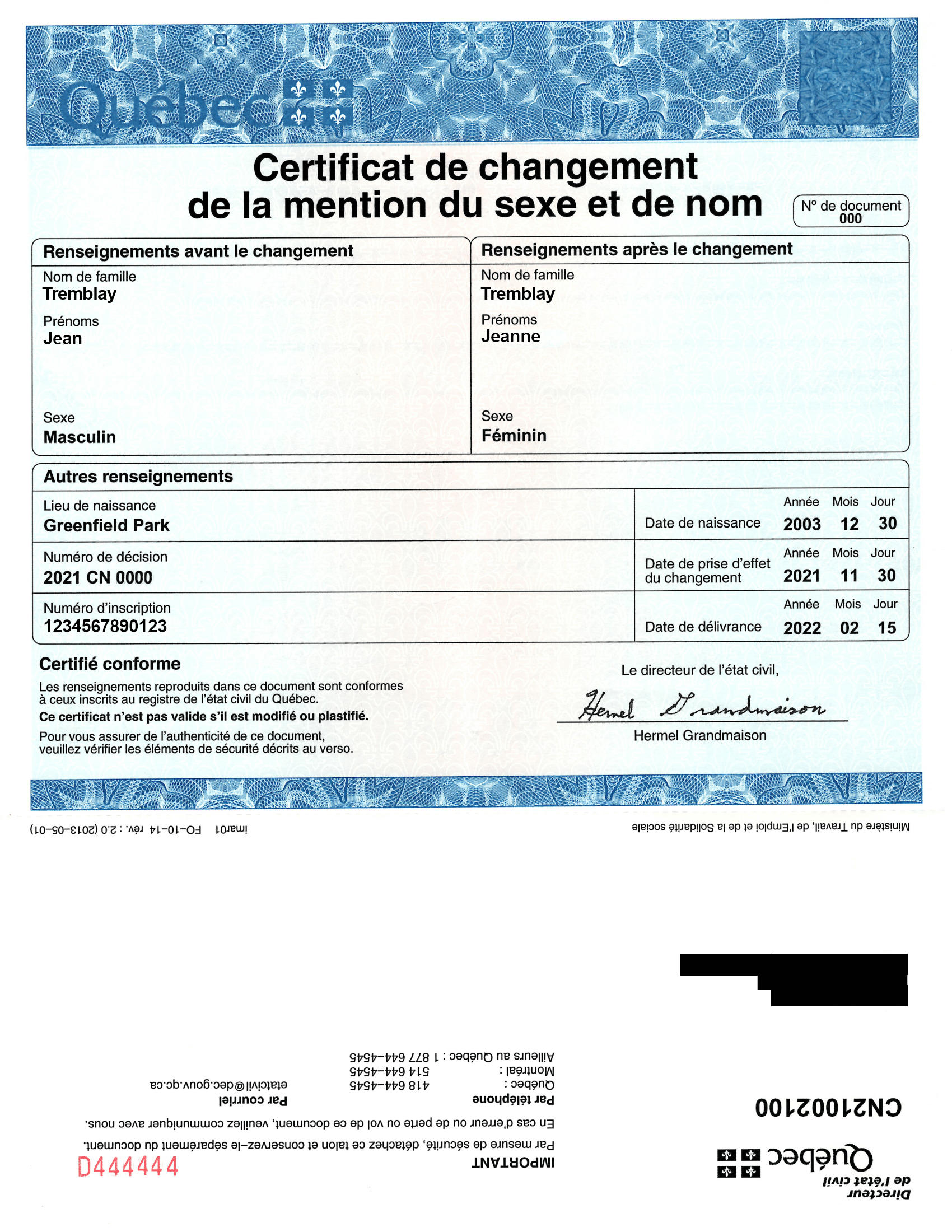
Un certificat de changement de la mention du sexe et du prénom octroyé au Québec.

Cela étant, un an auparavant, soit le 10 juin 2016, l'Assemblée nationale du Québec adopte, puis fait entrer en vigueur, la Loi visant à renforcer la lutte contre la transphobie et à améliorer notamment la situation des mineurs transgenres (2016, chapitre 19), insérant ainsi, à la Charte des droits et libertés de la personne (RLRQ, chapitre C-12), l'identité ou l'expression de genre, au nombre des motifs interdits de discrimination et de harcèlement.
En la matière, la Charte établit depuis lors, à l'article 10, que « toute personne a droit à la reconnaissance et à l’exercice, en pleine égalité, des droits et libertés de la personne, sans distinction, exclusion ou préférence fondée sur […] le sexe, l’identité ou l’expression de genre, […] l’orientation sexuelle […]. Il y a discrimination lorsqu’une telle distinction, exclusion ou préférence a pour effet de détruire ou de compromettre ce droit. » Par surcroît, il y est établi que « nul ne doit harceler une personne en raison de l'un des motifs visés à l'article 10 ».
En droit québécois, le harcèlement est dit discriminatoire lorsqu'il porte sur des caractéristiques personnelles, « c'est-à-dire des caractéristiques propres à une personne qui sont immuables ou difficilement modifiables », tels que les motifs interdits de discrimination énumérés dans la Charte des droits et libertés de la personne. « Il y a harcèlement lorsque la conduite d’un individu porte atteinte à la dignité ou à la santé psychologique ou physique d’un ou plusieurs autres individus. Cette conduite (dite vexatoire) peut se manifester par des paroles ou des comportements offensants, méprisants, hostiles ou non désirés à l'égard d'une ou de plusieurs personnes. Un seul acte grave, s’il entraîne un effet nocif continu sur la personne qui le subit, peut aussi constituer du harcèlement. »
Comme affirmé dans son énoncé de mission, la Commission des droits de la personne et des droits de la jeunesse assure la promotion et le respect de ce droit ; la Charte régissant tous services publics sur le territoire québécois — gouvernementaux (hormis fédéraux), municipaux ou scolaires —, ainsi que tous rapports entre personnes, groupes, organismes, entreprises ou services privés — qu'ils soient de nature commerciale, communautaire, professionnelle, sociale ou autre (hormis les relations de travail dans la fonction publique fédérale, les banques, les entreprises de télécommunications et les services de transport aérien, ferroviaire ou maritime — lesquelles étant sous compétence fédérale).
En plus de la Charte, dont la portée générale s'applique à l'ensemble de la province, la Loi sur les normes du travail (RLRQ, ch. N-1.1) interdit spécifiquement le harcèlement en milieu de travail, c'est-à-dire dans la plupart des entreprises opérant sur le territoire québécois (excepté donc celles sous compétence fédérale), imposant notamment des obligations aux employeurs, en matière de prévention et de gestion. Ainsi la Commission des normes, de l'équité, de la santé et de la sécurité du travail (CNESST) protège les personnes transgenres contre le harcèlement discriminatoire et ses effets néfastes au travail.
Le 22 octobre 2020, le ministre de la justice Simon Jolin-Barrette présente le projet de loi no 70 visant à protéger les personnes contre les thérapies de conversion dispensées pour changer notamment leur identité de genre ou leur expression de genre sous peine d’amende. D'aucuns demandent une définition précise de ces thérapies afin d'éviter que sous couvert d'autres appellations, elles soient mises en œuvre en prétendant cibler uniquement les comportements et non pas l’identité ou l’orientation sexuelle,.
Pour la première fois en 2021, une détenue trans est acceptée dans une prison pour femmes après son opération de réattribution sexuelle. Elle obtient finalement ses médicaments et ses hormones afin de poursuivre sa transition.
La Cour supérieure du Québec invalide le jeudi 28 janvier 2021 plusieurs articles du code civil du Québec jugés discriminatoires à l'égard des personnes trans ou non binaires. Le gouvernement dispose jusqu’au 31 décembre 2021 pour proposer l'adoption de nouveaux textes. Cet arrêt permet désormais aux personnes trans de changer leur identité dans les documents de l’état civil. Par ailleurs, les personnes non binaires disposeront d'une existence juridique pour l’état civil. Ainsi, la Direction de l’état civil devra offrir d’autres options que « homme » ou « femme » pour désigner l’identité de genre. Le législateur l'établira par un nouveau texte. La cour juge que les articles 111, 115 et 116 du code civil obligeant un parent non binaire d’être identifié comme « mère » ou « père » d’un enfant — plutôt que comme « parent » — « violent la dignité et le droit à l’égalité » de cette personne. Elle considère également que le législateur doit modifier la section 23 du règlement relatif au changement de nom et d’autres qualités de l’état civil. En effet, cet article prévoit que la « demande de changement de la mention du sexe d’un enfant mineur [de 14 à 17 ans] doit être accompagnée d’une lettre d’un médecin, d’un psychologue, d’un psychiatre, d’un sexologue ou d’un travailleur social […], qui déclare avoir évalué ou suivi l’enfant et qui est d’avis que le changement de cette mention est approprié » alors que cela a été aboli pour les adultes.

### Colombie
Selon l'organisation non gouvernementale Colombia Diversa, qui œuvre pour la pleine reconnaissance et l'exercice des droits humains des personnes LGBT en Colombie, parmi les sentences de la Cour constitutionnelle colombienne qui tiennent compte des droits des personnes trans en termes de common law, figurent les suivantes:
Jugement T-152 de 2007
Elle conclut qu'au moment de contracter, il ne doit y avoir aucune différence fondée sur le sexe, la race, la catégorie sociale et qu'un traitement différent est réservé aux phénomènes qui peuvent survenir, même s'il est fondé sur des motifs raisonnables justifiant la différence.
Jugement  T-062 de 2011
Droit de porter des vêtements qui réaffirment l'identité de genre des personnes trans en prison.
Jugement  T-314 de 2011
Exhorte la Surintendance de la surveillance, la Surintendance de l'industrie et du commerce et la Police nationale à articuler de manière coordonnée la protection des groupes respectifs face à la communauté LGBTI, dans les établissements ouverts au public, dans le respect réciproque entre eux, juste comme lui et du reste de la population.
Jugement  T-977 de 2012
Droit de changer de nom une deuxième fois pour des raisons d'identité de genre.
Jugement T-565 de 2013
Protection de l'orientation sexuelle et de l'identité de genre dans les manuels de coexistence scolaire.
Jugement  T-552 de 2013
Droit de subir une opération de changement de sexe pour les personnes trans par l'intermédiaire de l'entité de prestation de soins de santé.
Jugement  T-552 de 2013
Droit de subir toutes les procédures médicales nécessaires à l'affirmation sexuelle des personnes transgenres par l'intermédiaire de l'Entité Prestataire de Santé.
Jugement  T-804 de 2014
Droit à l'éducation pour les femmes trans. Une distinction est faite entre l'orientation sexuelle et l'identité de genre.
Jugement  T-622 de 2014
Déclare comme une obligation des Entités Prestataires de Santé d'effectuer toutes les études médicales nécessaires pour avoir un consentement éclairé lors de la décision d'une opération de changement de sexe.
Jugement  T-478 de 2015
Ordonne une révision des Manuels de coexistence dans les établissements d'enseignement préscolaire, fondamental et secondaire pour déterminer s'ils sont respectueux de la diversité, de l'orientation sexuelle et de l'identité de genre des élèves. Ordonne au ministère de l'Éducation d'adapter et d'adopter la politique publique d'enseignement supérieur inclusif.
Jugement  T-099 de 2015
Selon laquelle les femmes trans ne sont pas bénéficiaires de la loi sur le service militaire obligatoire (loi 48 de 1993). Le Congrès est invité à promulguer une loi sur l'identité de genre qui protège les droits fondamentaux des femmes et des hommes trans.
Jugement  T-063 de 2015
Droit de corriger le sexe dans le registre civil et autres documents d'identité des personnes trans.
Depuis 2015, il est possible pour les Colombiens de changer officiellement de genre et de nom en manifestant solennellement sa volonté devant un notaire. Une opération de réattribution sexuelle ou une décision judiciaire ne sont pas nécessaires.

### Cuba
Après des années de persécutions par le régime castriste au titre d'infractions comme "être habillée en femme" (pour une femme trans ou considérée comme travestie), les hommes et les femmes transgenres obtiennent une loi d'identité de genre qui leur accorde le droit d'officialiser leur genre social sans obligation d'interventions médicales, pénalise l'homophobie, la transphobie et garantit le droit des personnes trans à bénéficier d'une éducation protégée et des emplois dignes. Un projet de loi référendaire est adopté en 2022 qui légalise le mariage homosexuel, la possibilité de reconnaître plus de deux parents et la gestation pour autrui à des fins non lucratives. Depuis plus de 10 ans, le Centre national d'éducation sexuelle, dirigé par la fille de l'ex-président Raul Castro, défend les droits des personnes LGBT.

### États-Unis
Le dixième amendement de la Constitution des États-Unis réserve aux États (ou aux personnes) tous les pouvoirs qui ne sont pas du ressort du gouvernement fédéral. Le principe est généralement étendu pour le District de Columbia et les territoires des États-Unis, bien que le gouvernement fédéral a le pouvoir d'annuler toute décision de ces entités non étatiques. Ainsi, le genre légal d'une personne trans ou d'une personne intersexe aux États-Unis n'a pas une réponse, mais 56 réponses un pour chaque état, le District de Columbia, et les cinq territoires associés (Samoa américaines, Guam, les îles Mariannes du Nord, Porto Rico et Îles Vierges américaines).
En Amérique, les deux catégories « transsexualisme » et « trouble de l'identité de genre ne résultant pas de déficiences physiques » sont expressément exclues du champ d'application de l'Americans with Disabilities Act, Section 12211 ; la dysphorie de genre n'en est pas exclue.
Aux États-Unis, une loi fédérale pour protéger les travailleurs de la discrimination basée sur l'orientation sexuelle et l'identité de genre a été proposée et rejetée plusieurs fois au cours des deux dernières décennies. Les États et les villes individuelles ont commencé à adopter leurs propres ordonnances de non-discrimination. À New York, par exemple, le gouverneur David Paterson a signé le premier statut pour inclure les protections transgenres en septembre 2010. Plus de la moitié des États n'interdisent pas la discrimination dans l'emploi en raison de l'identité de genre ou de l'orientation sexuelle alors que la décision de la Cour suprême de 2015 considère comme légal le mariage homosexuel dans l'ensemble du territoire. L’Affordable Care Act, plus connu sous le nom d’Obamacare dans son article 1557 interdisait, en application de la jurisprudence, la discrimination notamment de genre en matière d'accès aux soins,. Dans un règlement daté du 19 juin 2020, le département de la Santé et des Services sociaux des États-Unis supprime ces dispositions,. Également, une circulaire limitant l'accès aux soins des transgenres dans les structures de santé et des services sociaux gérées ou financées par l'État fédéral (HHS) est abrogée par le ministre de la santé du gouvernement Biden. Elle était discriminante en fonction de « l'orientation sexuelle» et «l'identité de genre » et rédigée sous l'administration Trump en novembre 2019. Elle violait les droits civiques inscrits dans la loi de 1964 sur les droits civiques, la section 1557 de l'Obamacare et la jurisprudence de la Cour Suprême sur ce sujet,.
Les personnes transgenres sont aussi refusées dans l'armée américaine, mais le secrétaire à la Défense des États-Unis sous le mandat du Barack Obama, Chuck Hagel, est cité comme indiquant que les militaires devraient « continuellement » examiner cette interdiction des personnes transgenres et déclarant : « Tout Américain qualifié qui veut servir notre pays devrait avoir une opportunité s'il correspond aux qualifications et qui peut le faire ». Un organisme affilié à l'université d'État de San Francisco estime en mars 2014 que plus de 15 000 personnes transgenres servent dans l'armée, la garde nationale et la réserve militaire. Barack Obama prévoit que l’armée commence à accueillir des recrues transgenres à partir du 1er juillet 2017. Le gouvernement Trump reporte cette possibilité puis décide de revenir complètement sur cette politique et saisit le Cour suprême,. Le Président Joe Biden envisage d'adopter rapidement des mesures visant notamment à mettre fin à l’interdiction quasi totale d'effectuer son service militaire, mise en œuvre par l’administration Trump pour les personnes transgenres. Le Pentagone balaye les dispositions de l'ère Trump en mars 2021, qui interdisent largement aux personnes transgenres de servir dans l'armée, publiant de nouvelles règles qui leur offrent un accès plus large aux soins médicaux et à l'aide à la transition de genre. Les nouvelles réglementations du ministère permettent aux personnes transgenres qui répondent aux normes militaires de s'engager et de servir ouvertement dans leur genre auto-identifié, et elles pourront obtenir les soins médicalement nécessaires liés à la transition autorisés par la loi, déclare le porte-parole principal du Pentagone. Selon une étude menée par celui-ci, les deux tiers des troupes sont favorables à l'autorisation des membres transgenres dans l'armée,.
Avant la fin de son mandat Trump nomme Amy Coney Barrett juge à la Cour suprême en octobre 2020. Elle se déclare hostile aux personnes notamment transféminines et souhaite remettre en cause leurs droits fondamentaux[réf. nécessaire]. Le Président Joe Biden adopte 15 décrets dès le premier jour de sa prise de fonction à la Maison Blanche. L'un d'entre eux concerne la prévention et la lutte contre les discriminations basées sur le genre et l'orientation sexuelle par un traitement égal. Le chef de chaque organisme public doit, dès que possible et en consultation avec le Procureur Général, le cas échéant, examiner tous les décrets, règlements, documents d'orientation, politiques, programmes ou autres actions de l'organisme qui existent. Il doit convenir s'il convient de réviser, de suspendre ou d'annuler ces actions, ou de promulguer de nouvelles actions, selon ce qui est nécessaire nonobstant une clause de revoyure dans les 100 jours qui suivent la promulgation de ce texte. Un projet de loi est adopté le 25 février 2021 à la chambre des députés afin d'interdire la discrimination basée sur l’orientation sexuelle et l’identité de genre. Les républicains y sont hostiles. Il est examiné par le Comité judiciaire du Sénat au regard de ses implications constitutionnelles. Joe Biden nomme Rachel Levine, une femme transgenre, secrétaire adjoint au département de la Santé et des Services sociaux des États-Unis. Sa nomination est entérinée par le Sénat. Elle estime qu'éventuellement un président transgenre pourrait être élu aux États-Unis.
[voir infra Pennsylvanie]. L'administration Biden prévoit d'ajouter un marqueur de genre passé en la forme d'un "X" sur tous les documents fédéraux et les cartes de sécurité sociale voire un jour d'envisager la disparition du genre sur les cartes d'identité. À partir du 11 avril 2022 une case “X” est apposé sur les passeports des personnes “non-binaires”. D'autres mesures à destination des personnes transgenres seront mises en œuvre: l'adaptation des scanners corporels utilisés dans les aéroports  afin de prendre en considération les personnes non-binaires et intersexes, la simplification de nombreuses démarches administratives, la création d’un site web d’information sur la transition de genre à destination des jeunes et de leurs parents. Une pluralité d'États (voir infra) adoptent des textes afin d'interdire la présence d'enfants transgenre dans le cadre de la pratique du sport scolaire alors que le décret présidentiel du 20 janvier 2021 l'écarte expressément: « Les enfants devraient pouvoir apprendre sans s'inquiéter de savoir si on leur refusera l'accès aux toilettes, aux vestiaires ou aux sports scolaires ». Certaines Universités s'adaptent (New York, Harvard) laissant le choix des pronoms avec lesquels un étudiant souhaite être nommé ou bien être appelé simplement par le nom de famille, sans être précédé de “Monsieur” ou “Madame”.
Chaque État dispose d'un droit spécifique sous le contrôle judiciaire de la Cour suprême et des Procureurs fédéraux.

#### Alabama
Le Sénat de l'Alabama adopte en mars 2020 un texte interdisant aux médecins de prescrire, dispenser, administrer ou fournir aux mineurs de moins de 19 ans des hormones sexuelles opposées à celles de leur sexe de naissance ou des médicaments bloquant la puberté. Il prévoit aussi l'interdiction des interventions chirurgicales qui modifient l’anatomie d’un mineur aux fins de changement de sexe. La peine encourue irait jusqu'à 10 ans de prison. Pour être définitivement adoptée, cette mesure doit être également approuvée par la Chambre des représentants de cet État dont le président indique qu'il savait pas « quand ce projet de loi arriverait devant la Chambre pour un vote ». Définitivement adopté le 7 avril 2022, ce texte devrait entrer en vigueur le 22 mai 2022. Une action en justice est cependant introduite par 2 familles d'enfants trans (13 et 17 ans) et par 2 médecins afin de le faire annuler. Ces derniers lui font grief de devoir se trouver dans une position inqualifiable: choisir entre ignorer les besoins médicaux de leurs patients ou de risquer la prison. Les demandeurs sont soutenus par la Human Rights Campaign, la Southern Poverty Law Center et d'autres groupes. La Gouverneur de l'État a également signé une mesure distincte obligeant les élèves à utiliser des toilettes conformes à leur certificat de naissance original et interdisant l’enseignement du genre et de l’identité sexuelle de la maternelle à la cinquième année.

#### Alaska
Une cour de district de l'État d'Alaska accorde à une bibliothécaire le remboursement des dépenses médicales de chirurgie de réaffectation sexuelle. Le refus de son employeur (l'État d'Alaska) de lui accorder cette prise en charge, viole le Civil Rights Act de 1964 interdisant la discrimination sexuelle. Celle-ci constitue selon la demanderesse une discrimination fondée sur la non-conformité de genre, l'identité de genre, le statut de transgenre et la transition de genre. En l'occurrence, les frais chirurgicaux auraient été remboursés si elle n'était pas transgenre. Il s'agit donc d'une discrimination fondée sur le sexe. La décision peut cependant être portée en appel.

#### Arizona
La Chambre des représentants de cet État adopte un projet de loi le 3 mars 2020 qui, promulgué après un vote conforme du Sénat, interdit aux athlètes féminines transgenres de participer aux compétitions scolaires en catégorie féminine. Une élève est en mesure d'établir la nature de son sexe en présentant une déclaration signée d'un médecin et une analyse de son ADN,.

#### Arkansas
Depuis une loi du 19 février 1981, les personnes transgenres peuvent modifier leur certificat de naissance en produisant une décision de justice attestant qu'elles ont subi une opération de réassignation sexuelle et que leur nom a été modifié. Elle entérine une pratique menée par d'autres États,,.
À côté de « homme » et « femme », les documents officiels permettant d'identifier les habitants sont aussi disponibles avec un descripteur de sexe passé en la forme d'un "X". Le département des finances de cet État délivre de tels documents depuis décembre 2010. Il en est également ainsi pour le permis de conduire et d'autres cartes officielles nominatives.
Un sénateur dépose cependant un projet de loi le 22 février 2021 visant à interdire aux professionnels de santé d'utiliser des fonds de l'État pour procéder à une réassignation de genre (chirurgie ou traitement) pour les mineurs,. Le gouverneur républicain, Asa Hutchinson, promulgue en le signant le texte visant à interdire aux jeunes transgenres de prendre part à des équipes sportives scolaires conformes à leur identité de genre.
Par ailleurs, un autre texte est adopté en avril 2021. Il permet aux professionnels du soin, en invoquant une clause de conscience, de ne pas pratiquer des actes ou délivrer des produits permettant de réaliser une transition sexuelle,,. Mais en juillet 2021, un juge fédéral saisi par l'Union américaine pour les libertés civiles ordonne la suspension de la loi par une injonction interlocutoire en raison de la violation de la Constitution des États-Unis,.

#### Californie
La Californie vote solennellement en 2019 une résolution dénonçant les méfaits psychologiques de la thérapie de conversion, notamment de genre, en soulignant qu'elle « est inefficace sur des adolescents, contraire à l'éthique et nuisible ». L'État de Californie rappelle qu'il procède « d'un intérêt majeur de protéger le bien-être physique et psychologique des mineurs, y compris les jeunes LGBTQ, et de protéger ces mineurs contre l'exposition à de graves préjudices causés par le rejet de la famille et de porter atteinte au changement de l'orientation sexuelle ou l'identité de genre » . In fine, l'État en appelle aux« chefs religieux à conseiller sur les questions LGBTQ dans l'amour, la compassion et la connaissance des méfaits psychologiques et autres de la thérapie de conversion » et s'adresse aussi aux éducateurs, législateurs, universités, collèges et autres écoles, centres de conseil, groupes d'activistes et centres religieux pour s'attaquer à la stigmatisation des personnes LGBTQ en donnant l'exemple d'un traitement équitable à tous les habitants de l'État. Victoria Kolakowski (née le 29 août 1961 dans l'arrondissement du Queens à New York) est une avocate américaine devenue depuis janvier 2011 juge à la Cour supérieure du comté d'Alameda en Californie,. Elle est la première personne ouvertement transgenre à siéger en tant que juge au sein d'une juridiction aux États-Unis. Depuis 2018, la reconnaissance par le tribunal du changement de genre et la rectification de l'acte d'état civil sont possibles par une simple déclaration sous serment écrite : « Je, [nom complet du demandeur], certifie, sous peine de parjure, que la demande de changement de sexe en [féminin, masculin ou non binaire] vise à conformer mon sexe légal à mon identité de genre et à aucune fin frauduleuse »,.
Un projet de loi déposé 2019 devant l'assemblée souveraine permet de placer dans les détenus en fonction de leur identité de genre nonobstant l'emploi du pronom du genre correspondant ou la pratique des fouilles corporelles par le personnel pénitentiaire. Après l'adoption de ce texte en 2020, plus de deux cents transferts de condamnés (essentiellement des femmes trans) se sont déroulés mais inquiètent les gardiennes de prisons au regard de risques élevées d'insécurité sexuelle ou bien lors de la fouille. (voir aussi infra dans le comté de Steuben dans l'État de New York)
Malgré l'adoption d'une loi sur l'identification des électeurs, la vérification de l'identité de la personne après le passage dans l'isoloir demeure problématique. Les apparences peuvent ne pas correspondre au genre du prénom sur les papiers d'identité. Caitlyn Jenner est candidate en 2021 au poste de gouverneur sous les couleurs du parti républicain.
Le California Department of Insurance rappelle en décembre 2020 aux compagnies d'assurance maladie par l'intermédiaire du Procureur général de Californie, qu'en application de l'article 12921.9 du code des assurances, refuser la prise en charge pour la mastectomie et la reconstruction d'un thorax masculin uniquement sur la base de l'âge est interdit en vertu des lois de l'État exigeant la couverture de la chirurgie reconstructive. Les compagnies d'assurance maladie doivent tenir compte de la situation clinique spécifique du patient pour déterminer la nécessité d'une intervention médicale.
Le conseil municipal de la ville Palm Springs vote en 2022, à l’unanimité en faveur du versement d'un revenu de base, pendant deux ans, estimé entre 600 et 900 euros par mois, à 20 habitants transgenres et non binaires. La maire est une personne trans.

#### Caroline du Nord
Le projet de loi no 2 de la Chambre des représentants de cet État, adopté par une majorité républicaine en mars 2016, exigeait que les personnes transgenres dans les bâtiments gouvernementaux et publics utilisent les toilettes correspondant au sexe figurant sur leur certificat de naissance. Le texte rendait également illégale l'adoption par les municipalités de mesures antidiscriminatoires destinées à protéger les personnes LGBT. Face à l'indignation de tout le pays et aux graves conséquences économiques pour la Caroline du Nord (boycott par des entreprises ou des fédérations sportives), le texte est modifié en 2017. Il maintient le contrôle du gouvernement de l'État sur l'accès des personnes transgenres aux toilettes mais met fin à l'arrêt de la mise en œuvre des règles locales en matière de lutte contre la discrimination jusqu'à la fin de l'année 2020. Un juge fédéral de Caroline du Nord approuve en juillet 2019 un accord qui interdit au gouvernement de l'État de faire obstacle aux personnes transgenres d'utiliser les toilettes des bâtiments publics de l'État correspondant à leur identité sexuelle, mettant ainsi fin à une bataille juridique de plusieurs années. Une partie de l'action en justice contestant un moratoire sur les arrêtés municipaux contre la discrimination n'est cependant pas résolue.

#### Caroline du Sud
La modification du nom ou du marqueur de genre sur un certificat de naissance nécessite une décision d'un tribunal. Le ministère de la santé a des instructions précises sur ce dont doit tenir compte un tel jugement, et il n'exige pas de preuve d'une opération de réassignation sexuelle. Un projet de loi est déposé devant la chambre des représentants de cet État le 12 janvier 2021  afin d'interdire aux filles transgenres de participer aux sports féminins dans les lycées et collèges. Les opposants - dont plusieurs organisations de défense des droits des LGBTQ+ et des dizaines de professionnels de la santé - soutiennent que le projet de loi portera préjudice aux jeunes transgenres en les dévoilant involontairement et en leur refusant l'accès à des activités bénéfiques pour leur développement,. Un député démocrate, soutenu par les républicains, dépose un autre projet de loi en mars de la même année afin d'interdire aux médecins de procéder à des opérations chirurgicales ou d'administrer des médicaments d'affirmation du genre aux jeunes transgenres,,.

#### Colorado
Brianna Titone, candidate trans, est réélue avec une nette majorité à la chambre des représentants pour le parti démocrate en 2020. Pendant la campagne électorale elle est la cible d'attaques transphobes agressives.

#### Connecticut
La secrétaire d'État à l’Éducation, en 2020, envisage de retirer 18 millions de dollars de subventions destinées aux écoles si elles ne se retirent pas d'une conférence sportive interscolaire autorisant les filles trans à pratiquer le sport avec les filles cis. En 2021, le Procureur spécial du département de la Justice des États-Unis se dessaisit d'une instance de premier niveau, visant à interdire la présence d'athlètes trans des compétitions scolaires. Le Procureur général du Connecticut se déclare satisfait de cette décision. Elle était introduite par l'Alliance Defending Freedom et soutenue par l'administration Trump. Le Bureau des droits civils du ministère de l’Éducation, se retire également de ce procès.

#### Dakota du Nord
Un acte de naissance modifié est délivré sur réception d'une demande écrite de "la personne qui a subi l'opération", d'une déclaration sous serment d'un médecin indiquant « que le médecin a pratiqué une opération sur la personne et qu'en raison de cette opération, la désignation du sexe figurant dans l'acte de naissance de cette personne doit être modifiée », et d'une ordonnance judiciaire autorisant le changement de prénom le cas échéant. Le dossier portera la mention " modifié " avec une description des modifications (article 33-04-12-02 du code administratif du Dakota du Nord). Pour obtenir un changement de prénom, le demandeur doit présenter une requête au tribunal (Nord Dakota Century Code  § 32-28-02).
Le département des transports met à jour le marqueur de genre sur le permis de conduire et la carte d'identité d'État à la réception d'une lettre signée par un médecin ou un thérapeute indiquant que le demandeur a effectué un changement de sexe permanent.
La Chambre des représentants du Dakota du Nord adopte le 11 février 2021 le projet de loi no 1298 qui limite la présence des athlètes transgenres des lycées aux compétitions sportives correspondant au sexe qui leur a été attribué à la naissance,.

#### Dakota du Sud
Le projet de loi no 1057 est déposé le 12 janvier 2020 par un groupe d'élus républicains de l'assemblée législative et du sénat de cet État. Le texte prévoit: « Un professionnel de la santé qui se livre à l'une des pratiques suivantes sur un mineur, y compris un mineur émancipé, dans le but de tenter de changer ou de confirmer la perception du sexe du mineur, si cette perception est incompatible avec le sexe du mineur, est coupable d'un délit de la classe 1 » [ jusqu'à 1 an de prison et 2 000 $ d'amende]. Il s'agit notamment d'interventions chirurgicales (castration, vasectomie, hystérectomie, mastectomie, ovariectomie, pénectomie, phalloplastie et vaginoplastie…) et de la prescription, la délivrance, l'administration ou la fourniture par toute autre manière de certains médicaments (bloquant la puberté, la testostérone pour les femmes, des œstrogènes pour les hommes),. Un projet de loi visant à interdire aux femmes trans de participer à des sports féminins est adopté lors de la Journée internationale des droits des femmes 2021. Il ne sera pas signé par la gouverneur de l'État au regard de l'emploi d'« un langage vague et trop large [qui] pourrait avoir des conséquences imprévues importantes ». Elle souhaite que des « clarifications de style et de forme protègent les sports féminins tout en montrant de l’empathie pour les jeunes qui luttent avec ce qu’ils considèrent comme leur identité de genre »[réf. nécessaire].

#### Delaware
Une femme trans membre du Parti démocrate (États-Unis) est en mesure d'être élue au Sénat de cet État après avoir remporté la primaire en 2020. Il n'existe pas de précédent. Sarah McBride devient effectivement la première sénatrice ouvertement transgenre aux États-Unis en novembre 2020. Elle  envisage en 2024 de devenir la première femme trans de la chambre des représentants des États-Unis,. Elle y parvient la même année. Précédemment, elle est la première personne trans à occuper une fonction au sein de la Maison-Blanche sous le mandat de Barack Obama.

#### Géorgie
Un arrêt rendu le 6 décembre 2011 par la Cour d'appel pour le onzième circuit confirme la décision d'une juridiction de premier degré, selon laquelle Vandy Beth Glenn est licenciée à tort de son poste de rédactrice juridique à l'Assemblée générale de Géorgie après avoir informé son employeur de son intention de changer de genre (homme à celui de femme). L'arrêt énonce : « Toutes les personnes, qu'elles soient transgenres ou non, sont protégées contre la discrimination fondée sur un stéréotype de genre ». Il poursuit: « Une personne ne peut être punie en raison de la perception de son identité de genre. Étant donné que ces protections sont accordées à tout le monde, elles ne peuvent être refusées à une personne transgenre ». Cette décision trouve son fondement juridique dans le titre 7 de la loi sur les droits civiques de 1964,.
Cet État autorise, à la suite d'une opération de réattribution sexuelle la modification de la mention du sexe sur le certificat de naissance à la réception d'une copie certifiée d'une ordonnance du tribunal indiquant que le sexe d'un individu né dans cet État a été modifié par une procédure chirurgicale et que son prénom a été changé" . Les certificats de naissance seront délivrés en tant que nouveaux certificats et ne porteront pas la mention "modifié". Le demandeur doit présenter également: une déclaration écrite sous serment de demande modification de l'acte de naissance, un certificat médical du cabinet du médecin portant la signature originale du médecin, une copie d'une pièce d'identité valide avec photo délivrée par le gouvernement et un mandat ou un chèque de banque pour les frais associés. (Code officiel de la Géorgie § 19-12-1 et § 31-10-23(e)),,.

#### Hawaï
Les changements de prénom sont gérés par le gouverneur de l'État. Les demandes peuvent être remplies et suivies en ligne. Le site génère une demande de changement de prénom. Le demandeur doit la faire certifier avant de l'envoyer auprès des services du gouverneur. Une fois le changement de prénom approuvé, le demandeur doit publier un avis de changement de nom dans un journal à grand tirage puis soumettre une preuve de cette publication au bureau du gouverneur. L'obligation de publication peut être levée si un procureur dépose un acte authentique attestant sous serment de la nécessité de lever cette formalité pour la sécurité du demandeur. Les demandeurs ayant fait l'objet d'une condamnation pour délinquance sexuelle ne peuvent pas obtenir un changement, sauf si le tribunal estime que le changement de prénom est dans le meilleur intérêt de la justice et que le changement de prénom ne portera pas atteinte à la sécurité publique. (Hawaii Revised Statutes article 574-5).
À partir du 1er juillet 2020, l'État mettra à jour le marqueur de genre sur une carte d'identité hawaïenne / le permis de conduire en homme, femme ou X sur auto-attestation par le demandeur de son genre, aucun document médical n'étant requis. Depuis juillet 2015, le ministère de la Santé d'Hawaï peut modifier le sexe figurant sur un certificat de naissance à la réception d'une déclaration sous serment d'un médecin agréé américain indiquant que le demandeur « a suivi un traitement clinique approprié pour une transition de genre ». Aucune preuve de chirurgie n'est requise (Hawaii Revised Statutes article 338-17.7),.

#### Idaho
Une décision d'une cour fédérale de 2018 défend au secrétariat d'État à la santé de l'Idaho et à ses agents de « pratiquer ou d'appliquer la politique de rejet automatique des demandes des personnes transgenres pour changer le sexe indiqué sur leur certificat de naissance » mais au contraire « d'accepter les demandes faites par des personnes transgenres pour changer le sexe indiqué sur leur certificat de naissance » et d'ajouter que tout certificat de naissance réémis ne doit pas comprendre de mentions portant la modification du sexe ou du prénom précédemment indiqué. La décision se fonde sur la violation du 14e amendement de la constitution en matière d'égale protection. Malgré cela un texte similaire est adopté à nouveau en 2020 par l'assemblée législative de cet État,. La Cour d'appel des États-Unis pour le neuvième circuit oblige l’État de l'Idaho à financer les frais de l'opération chirurgicale de réassignation sexuelle d'une femme transgenre détenue dénommée Adree Edmo. Au cours de ses huit années de détention, elle tente de se castrer par deux fois alors qu'elle est diagnostiquée pour la première fois en prison selon des documents judiciaires. Cette décision de 2019 se base sur la violation du huitième amendement, qui protège contre « une peine cruelle et inhabituelle» ». Elle ajoute: « les autorités pénitentiaires n’ont pas fourni ce traitement malgré la pleine connaissance des souffrances et des besoins médicaux actuels et extrêmes d’Edmo ». Le gouverneur de l’Idaho forme un pourvoi auprès de la Cour suprême des États-Unis afin de censurer la décision.
La loi no 500 est entrée définitivement en vigueur le 1er juillet 2020 en ce qui concerne les compétitions scolaires sportives uniquement féminines. Ainsi, « les équipes sportives ou les sports désignés pour les féminines, les femmes et les filles ne doivent pas être considérés comme des étudiants de sexe masculin » car elles sont « basées sur le sexe biologique ». « En cas de litige, l'étudiant peut établir son sexe en présentant une déclaration signée du médecin qui indique le sexe de l'étudiant en se basant uniquement sur : l'anatomie reproductrice interne et externe de l'étudiant, la production normale endogène de testostérone, et l'analyse de la composition génétique de l'étudiant ». Les actions en justice contre cette mesure menées par des organismes organisateurs, des fédérations sportives ou des entités gouvernementales sont irrecevables. Tout étudiant ou organisme scolaire subissant un préjudice résultant d'une violation de ce texte peut intenter une action en réparation pendant les 2 ans qui suivent le fait générateur. L'adoption de ce texte est accueillie favorablement par l’Alliance Defending Freedom, une association catholique ultraconservatrice située en Arizona,,. David Nye (en), juge de district, accorde en août 2020 une injonction préliminaire, visant à suspendre l'application de cette loi au regard de son caractère inconstitutionnel, avant de se prononcer sur le fond dans le cadre d'un procès mené notamment par l'Union américaine pour les libertés civiles (ACLU),. Plus de 170 sportifs apportent leur soutien à cette instance en déposant un mémoire d'amicus curiae devant la Cour d'appel des États-Unis pour le neuvième circuit. Après avoir entendue les parties le 3 mai 2021, la cour met sa décision en délibéré sans préciser la date à laquelle sera rendu l'arrêt.

#### Illinois
L'Illinois reconnait à un homme trans le droit d'être inscrit sur le certificat de naissance comme le père de l'enfant dont il a accouché. Son épouse, une femme transgenre, est, quant à elle, mentionnée comme la mère de cet enfant. Pour la première fois cet État américain reconnait que le genre des parents doit être reconnu sur l'acte de naissance.

#### Indiana
Pour obtenir un changement de prénom officiel, l'intéressé doit soumettre une demande au tribunal. Le demandeur doit publier un avis de la demande dans un journal pendant trois semaines, la dernière semaine de publication devant avoir lieu au moins 30 jours avant l'audience. Le demandeur doit déposer une copie de l'avis de changement de prénom publié, vérifiée par le témoignage d'une personne étrangère à la cause. Les personnes incarcérées dans un établissement pour un délit ne peuvent pas bénéficier d'un changement de prénom. Les personnes qui ne sont plus  incarcérées mais qui ont été condamnées pour un crime au cours des dix dernières années sont soumises à des obligations supplémentaires de signalement (code de l'Indiana  §§ 34-28-2-1 à 34-28-2-4),,,. En outre, les personnes ayant fait l'objet de condamnations antérieures pour certains délits violents ou sexuels ne peuvent obtenir un changement de prénom à vie, sauf en cas de mariage, de divorce, d'adoption ou pour des raisons de conviction religieuse avérée. Dans ces cas, des obligations de signalement s'appliquent (code de l'Indiana). Des dispositions spécifiques s'appliquent pour les changements de prénom officiel pour les mineurs de moins de 17 ans. L'État de l'Indiana autorise les ajouts ou les corrections aux certificats de naissance, mais ne prévoit pas de mention spécifique pour la correction du sexe (code de l'Indiana § 16-37-2-10). Le service des corrections de l'état civil de l'Indiana délivrera un certificat de naissance modifié à la réception d'une ordonnance du tribunal. Pour demander un certificat de naissance modifié, le demandeur doit présenter : 
- une ordonnance certifiée d'un tribunal valide des États-Unis comportant le nom, la date et le lieu de naissance de la personne, et doit indiquer le changement du sexe original de la personne sur l'acte de naissance ;
- une demande d'acte de naissance ;
- une copie d'une pièce d'identité avec photo et l'adresse postale actuelle ;
- les frais applicables.

Afin de mettre à jour le nom et/ou le sexe sur la carte d'identité, le demandeur doit soumettre au Bureau des Véhicules Motorisés de l'Indiana : 
- si la demande porte sur un changement de prénom, une ordonnance du tribunal approuvant le changement de prénom ou un certificat de naissance modifié indiquant le changement de prénom ;
- si la demande porte sur un changement de sexe : un certificat de naissance indiquant un changement de sexe ou un formulaire signé par un médecin certifiant que le demandeur a subi avec succès tous les traitements nécessaires pour changer définitivement de sexe[222] ou une déclaration signée et datée du médecin, sur papier à en-tête (code administratif de l'Indiana article 140 7-1.1-3 alinéa K5)[223],[224].

#### Iowa
Pour obtenir un changement officiel de prénom, le demandeur doit présenter une requête au tribunal. Celui-ci peut demander discrétionnairement à l'intéressé une publication du bordereau de la demande dans un quotidien du comté (code de l'Iowa art 618.13 et art 674.1 à 674.14). Des instructions spécifiques sont prévues pour les mineurs de moins de 18 ans,,.
La demande de modification du certificat s'opère auprès du département de la Santé de l'Iowa (IDPH) avec la document précité, un formulaire de "modification du certificat de naissance de l'Iowa", une copie certifiée d'un changement de prénom ordonné par un tribunal (le cas échéant), une copie d'une carte d'identité avec photo.
Le greffier de l'État délivrera un nouveau certificat de naissance à la réception d'une déclaration certifiée sous serment d'un médecin et d'un chirurgien indiquant qu'« en raison d'une intervention chirurgicale ou d'un autre traitement effectué par le praticien autorisé d'exercer, la désignation du sexe de la personne a été modifiée. Le greffier peut procéder à une enquête plus approfondie ou exiger d'autres informations nécessaires pour déterminer si un changement de sexe a eu lieu » (code de l'Iowa art 144.23 et 641-99.20). Pour mettre à jour le prénom figurant sur la carte d'identité de l'Iowa, le demandeur doit présenter une ordonnance judiciaire de changement de prénom. Pour mettre à jour le sexe figurant sur la carte d'identité, le demandeur doit présenter un certificat de naissance mis à jour. Le demandeur né en dehors de l'Iowa doit présenter un document attestant de la transition afin de mettre à jour le sexe figurant sur la carte d'identité,,.
Une ligne directe accessible 24 heures sur 24 destinée au signalement des violences commises à l'encontre des femmes cisgenres est également ouverte aux femmes trans ("femme de (…) tout genre").

#### Kansas
Stephanie Byers (en) est une femme trans élue à la Chambre des représentants des États-Unis en novembre 2020. Elle est membre du parti démocrate.
Une loi anti-trans (Kansas SB 180 (en)), entrée en vigueur le 1er juillet 2023, interdit la modification des marqueurs de genre (modification autorisée dans l'État depuis 2019). Le Kansas Department of Health and Environment (en) indique que les modifications de marqueurs de genre effectuées à l'état-civil entre 2019 et 2023 ne seront pas reprises dans les certificats délivrés ultérieurement.

#### Kentucky
Le projet de loi no 321 est déposé le 24 janvier 2020 devant l'assemblée législative de cet État par une élue républicaine avec le soutien de la Family Foundation of Kentucky, une association chrétienne fondamentaliste. Il prévoit: « d'interdire aux professionnels de la santé de pratiquer des opérations chirurgicales ou de prescrire des médicaments à un mineur dans l'intention de modifier le sexe qui lui a été attribué à la naissance » et la création d'une infraction de nature criminelle de classe D en cas de violation de cette interdiction nonobstant une action en réparation des préjudices voire une interdiction d'exercice jugée par le conseil de l'ordre dont il dépend. Les mineurs « blessés » par les pratiques précitées sont enclins à intenter une action en justice pendant leur minorité par l'intermédiaire d'un parent ou d'un ami proche, ou bien peuvent intenter une action en leur nom à partir de leur majorité. La prescription extinctive pour cette action est de 20 ans à partir de la majorité. Le texte ajoute :« aucun agent fédéral ne doit encourager ou contraindre un mineur à cacher à ses parents des informations concernant sa dysphorie de genre.  De plus, aucun agent de l'État ne peut cacher aux parents d'un mineur des informations concernant la dysphorie de genre de ce dernier » sous peine de sanctions disciplinaires et de poursuites judiciaires. Enfin, aucune sanction ne pourra être engagée par un employeur à l'encontre d'un de ses salariés qui exprime publiquement une opinion sur l'identité ou la dysphorie de genre,,.

#### Louisiane
Pour obtenir un changement de prénom officiel, le demandeur doit présenter une requête au tribunal. Chaque comté dispose d'un formulaire spécifique. Aucune publication n'est requise. Les personnes qui ont été condamnées pour un crime peuvent changer de prénom une fois la peine purgée, à l'exception des personnes qui ont été condamnées pour un crime violent (Louisiana Revised Statutes art 13:4751 à 13:4755),. Des instructions sur les changements de prénom officiel pour les mineurs de moins de 18 ans sont prévues. L'État mettra à jour le marqueur de sexe sur un certificat de naissance à la réception d'une ordonnance du tribunal certifiant le changement de sexe. « Le tribunal exigera les preuves qu'il juge nécessaires pour être convaincu que le demandeur a été correctement diagnostiqué comme transsexuel ou pseudo-hermaphrodite, qu'une chirurgie de réassignation sexuelle ou corrective a été correctement effectuée sur le demandeur, et qu'à la suite de cette chirurgie et du traitement médical ultérieur, la structure anatomique du sexe du demandeur a été modifiée en un sexe autre que celui qui est indiqué sur le certificat de naissance original du demandeur ». Une fois l'ordonnance du tribunal approuvée, une copie du jugement pour un nouveau certificat sera envoyée au registraire de l'état civil de La Nouvelle-Orléans dans les dix jours. De son côté, le demandeur doit présenter une demande de mise à jour de l'acte de naissance : une copie certifiée conforme de l'ordonnance du tribunal certifiant le changement de sexe, une copie de l'acte de naissance original, une copie du permis de conduire ou de la carte d'identité avec photo et un chèque ou un mandat pour les frais applicables. Un nouveau certificat de naissance sera délivré et l'ancien sera conservé sous scellés (Louisiana Revised Statutes art 40:62). Afin de mettre à jour le prénom et/ou le sexe sur une carte d'identité, le demandeur doit présenter respectivement: une décision de justice certifiant le changement de prénom et/ou une déclaration signée par un médecin indiquant qu'il a subi avec succès un changement/une opération de réassignation de sexe.

#### Maine
Nicole Maines, une femme trans, saisit la Cour suprême du Maine en juin 2013. Elle soutient que l'accès aux toilettes des femmes de son lycée, qui lui est refusé, constitue une violation de la loi des droits de l'Homme dans le Maine. Une première juridiction lui refuse cet accès. Elle gagne son procès contre le district scolaire d'Orono en janvier 2014, devant la cour suprême du Maine. Le 14 mai 2016, le département de l'Éducation des États-Unis et le département de la Justice ont publié des directives pour orienter les écoles publiques afin de permettre aux élèves transgenres d'utiliser les toilettes qui correspondent à leur identité de genre.

#### Maryland
Pour obtenir un changement de prénom officiel, le demandeur doit soumettre une requête au tribunal. Celui-ci émet un avis d'enregistrement au rôle et fixe une date limite pour recevoir les observations des tiers. Le demandeur doit publier un avis de la demande une fois dans un journal du comté au moins quinze jours avant la date limite du recueil des observations, à moins que le tribunal renonce à cette obligation (Règle du Maryland Procédures spéciales No 15-901),,,. Il existe des dispositions spécifiques pour les mineurs de moins de 18 ans.
Depuis le 1er octobre 2015, le ministère de la Santé du Maryland met à jour le marqueur de genre sur le certificat de naissance à la réception d'un certificat d'un médecin spécialiste attestant que le demandeur a subi un traitement chirurgical, hormonal ou autre approprié aux fins de transition sexuelle. Un nouveau certificat de naissance sera délivré et ne portera pas la mention "modifié" (code général de la Santé du Maryland article 4-211),. Pour demander un certificat de naissance mis à jour, le demandeur doit présenter :
- une copie certifiée conforme d'un changement de nom ordonné par un tribunal (le cas échéant)
- un formulaire de demande dûment rempli et une déclaration d'un médecin spécialiste
- les frais applicables

Pour mettre à jour le nom figurant sur le permis ou la carte d'identité du Maryland, le demandeur doit d'abord changer son nom auprès de la Sécurité sociale puis apporter un original ou une copie certifiée conforme de l'ordonnance de changement de prénom au bureau des véhicules du Maryland. Les demandeurs doivent informer ce service d'un changement de prénom officiel dans les 30 jours suivant le changement. À partir du  1er octobre 2019, le bureau des véhicules du Maryland permet aux demandeurs de choisir une désignation masculine, féminine, non désignée ou autre (X) lorsqu'ils demandent ou renouvellent un permis. Aucun formulaire supplémentaire n'est nécessaire.

#### Massachusetts
Avant d'autoriser un changement de prénom, le tribunal demande au conseiller à la probation un rapport sur la personne qui dépose la requête et, sauf motif valable, exige que la requête soit notifiée publiquement et que toute personne puisse être entendue à ce sujet. Dès l'entrée en vigueur du décret, le prénom ainsi établi devient le prénom officiel du requérant, et le registre peut délivrer un certificat, sous le sceau du tribunal, du prénom ainsi établi. Une demande de changement de nom d'une personne peut être entendue par le tribunal d'homologation du comté où réside le demandeur. Le changement de nom d'une personne est accordé, sauf si ce changement est incompatible avec les intérêts publics (code du Massachusetts chapitre 210, §§ 12 et 13),.
Il existe des dispositions spécifique pour les changements de prénom officiel pour les mineurs de moins de 18 ans. Le Massachusetts délivrera un certificat de naissance modifié, si une personne a subi une intervention médicale en vue d'un changement permanent de sexe, l'acte de naissance de cette personne sera modifié pour refléter de façon permanente et exacte le sexe réassigné si les documents suivants ont été reçus par l'officier d'État civil ou le secrétaire de mairie: 
- une déclaration sous serment du demandeur ou par le parent ou le tuteur si cette personne est un mineur, indiquant le sexe de la personne
- une déclaration notariée d'un médecin attestant que la personne a subi une intervention médicale, appropriée pour cette personne, en vue d'un changement permanent de sexe et qu'elle n'a pas le sexe indiqué dans le dossier.
- une copie certifiée conforme du changement de prénom ordonné par le tribunal (le cas échéant)

les frais applicables
Les demandes peuvent être soumises par courrier ou sur place au Registre de l'état civil de Dorchester ou au bureau du greffier de la commune de naissance,,,,,,.
Le Massachusetts autorise l'inscription d'un M, F ou X sur le permis de conduire ou la carte d'identité. Aucun document attestant du sexe n'est requis. Pour mettre à jour le nom ou le sexe sur une carte d'identité du Massachusetts, le demandeur doit soumettre une nouvelle demande de permis et de carte d'identité indiquant un changement d'information. Pour un changement de prénom, le demandeur doit soumettre un ordre de changement de prénom officiel avec la demande, et doit d'abord le mettre à jour auprès de la Sécurité Sociale.

#### Michigan
Donald Trump cherche en 2019 à faire autoriser le licenciement d'une personne, au seul motif qu'elle serait trans. En l'occurrence, un homme biologique ayant déclaré à son employeur son intention de transition et d'assignation des attributs sexuels féminins par une opération chirurgicale correspondant à son genre a été licenciée après son retour dans l'entreprise. Devenue Aimee Stephens, elle introduit une plainte auprès de la commission pour l'égalité des chances en matière d'emploi [U.S Equal Employment Opportunity Commission] au motif que son entreprise a fourni aux employés masculins, au contact du public, des vêtements conformes au code vestimentaire de l'entreprise, tandis que les femmes dans la même situation n'ont pas reçu une telle allocation. La commission a par la suite intenté une action en justice contre l'entreprise funéraire l'accusant d'avoir violé le titre VII de la loi sur les droits civils de 1964 (Civil Rights Act de 1964) en la licenciant en raison de son état de transgenre ou de sa transition, pour le refus de la salariée de se conformer à des stéréotypes fondés sur le sexe et d'administrer une politique discriminatoire d'allocation de vêtements. Le tribunal de première instance de Detroit [district court] a rendu un jugement en faveur de l'employeur.
La cour d'appel de l'Ohio le 7 mars 2018, a jugé que l'employeur a commis une discrimination illégale contre la salariée en raison de son sexe, qu'il n'a pas établi que l'application des interdictions du titre VII contre la discrimination fondée sur le sexe pèserait considérablement sur ses pratiques religieuses et donc qu'il n'était pas recevable d'invoquer pour sa défense le Religious Freedom Restoration Act même si sa pratique religieuse était lourdement atteinte, que la commission a établi que l'application du titre VII est le moyen le moins restrictif de promouvoir l'intérêt majeur du gouvernement pour éradiquer la discrimination sur le lieu de travail contre la salariée et est recevable pour déposer une demande d'allocation de vêtements distincts parce qu'une telle enquête sur la politique d'allocation de l'entreprise devait raisonnablement découler de l'accusation initiale de discrimination sexuelle.
Le gouvernement fédéral exerce un recours en août 2019 devant la Cour suprême des États-Unis afin d'annuler cette dernière décision en retenant deux moyens. En premier lieu, le titre VII de la loi sur les droits civils de 1964 n'interdit pas la discrimination contre les personnes transgenres en raison de leur état de transgenre. En second lieu, la discrimination à l'égard des personnes transgenres ne constitue pas des stéréotypes sexuels interdits par le titre VII95. Aimee Stephens est soutenue et représentée par l'Union américaine pour les libertés civiles dans cette affaire. Elle décède à l'âge de 59 ans en mai 2020 aux côtés de son épouse Donna, des suites d'une maladie rénale, avant le prononcé définitif de l'arrêt,,. La cour suprême tranche finalement ce litige en sa faveur en juin 2020 en considérant que le texte précité s'applique effectivement aux personnes transgenres. Sur le plan juridique, elle relève que lorsque le Congrès a adopté ce texte, s'il avait voulu le limiter aux seuls cas de discriminations fondés sur le sexe, comme il l'a fait dans d'autres lois, il aurait pu ajouter « uniquement » ou « principalement à cause de » afin d'indiquer que les autres situations ne violent pas la loi. Or, ce n'est pas le cas. Elle conclut: « dans le titre VII, le Congrès a adopté un libellé général interdisant à un employeur de se fonder sur le sexe d’un employé pour décider de licencier cet employé. Nous n'hésitons pas à reconnaître aujourd'hui une conséquence nécessaire de ce choix législatif: un employeur qui licencie un individu simplement pour avoir été gay ou transgenre viole la loi. ».

#### Minnesota
Pour obtenir un changement de prénom officiel, le demandeur doit soumettre une requête au tribunal et faire déposer deux témoins attestant de son identité. Il n'existe pas d'obligation générale d'une publication dans la presse pour les adultes sauf si le demandeur a des intérêts fonciers ou s'il est mineur. Des dispositions particulières sont applicables pour les mineurs. L'ordonnance est classée dans un registre des jugements et dans les dossiers de l'ordonnateur, cependant les dossiers du tribunal peuvent placés sous scellés si le demandeur participe au programme de protection des témoins et des victimes. Les demandeurs ayant fait l'objet d'une condamnation pour crime ne peuvent demander un changement de prénom qu'une seule fois. Une fois la demande approuvée, les demandeurs ayant des antécédents criminels doivent signaler le changement de prénom au Bureau de recherche/arrestation des criminels en fuites dans les dix jours, faute de quoi ils seront coupables d'un délit grave (code du Minnesota art 259.10 à 259.13),,,,.
Pour modifier le marqueur de sexe sur le certificat de naissance, le demandeur doit présenter une demande de certificat de naissance, signée devant un notaire et produire les documents parmi l'une des 2 options suivantes. En premier lieu, il s'agira d'une lettre originale d'un médecin agréé certifiant un traitement clinique approprié pour la transition de genre mentionnant le prénom et la date de naissance du demandeur qui figurent sur l'acte de naissance actuel afin d'identifier positivement l'acte. En second lieu, il s'agira d'une copie certifiée d'une ordonnance d'un tribunal qui ordonne spécifiquement la modification du sexe du sujet sur l'acte de naissance. Pour changer le prénom sur le certificat, une copie certifiée de l'ordonnance du tribunal autorisant le changement de prénom est nécessaire. Des frais modiques sont applicables pour ces modifications. L'État émettra un nouvel acte de naissance à la réception des dits documents. L'officier d'état civil pourra délivrer un certificat de naissance de remplacement mais le certificat de naissance antérieur restera confidentiel et ne sera pas divulgué, sauf en vertu d'une ordonnance du tribunal (code du Minnesota art 144.218),,,.
L'administration des conducteurs et des véhicules du Minnesota marquera un "M", "F" ou "X" sur le permis de conduire ou une carte d'identité  à la demande de la personne concernée. Aucun document n'est requis. Cette administration précise sur son site web que le sexe est auto-désigné. Pour mettre à jour le prénom sur une carte d'identité, le demandeur doit faire une demande de duplicata ou de renouvellement pour le permis et présenter une ordonnance du tribunal certifiant le changement de prénom. Ces changements peuvent être demandés en ligne,,
.

#### Mississippi
Le gouverneur de l'État déclare en mars 2021 qu’il signerait le projet de loi interdisant aux femmes transgenres de participer à des sports féminins.

#### Montana
Une proposition de loi intitulée Save women’s sports est adoptée devant le Sénat de cet État en janvier 2021. Il vise à interdire la présence de femme trans dans les compétitions sportives au sein des établissements d'enseignement public malgré le décret présidentiel adopté par Joe Biden (voir supra introduction du paragraphe) et la jurisprudence de la cour suprêmes de 1996. En l'occurrence: « les "différences intrinsèques" entre hommes et femmes, nous avons appris à le comprendre, restent un motif de célébration, mais pas de dénigrement des membres de l'un ou l'autre sexe ni de contraintes artificielles sur les chances d'un individu »,,. Sauf erreur matérielle d'écriture, le gouvernement de l'État rend juridiquement impossible en 2022 de modifier un certificat de naissance.

#### Nevada
Une juge d'une cour de district le 23 novembre 2020 considère dans son jugement que le département d'État des États-Unis: « n'a fourni aucune explication, et encore moins aucune preuve, de l'intérêt majeur qu'il a à vérifier l'identité sexuelle d'un demandeur transsexuel de passeport, ni aucune explication convaincante de la raison pour laquelle la procédure exigeant un certificat médical accroît l'exactitude des passeports délivrés ». La production d'un certificat médical n'est donc pas nécessaire pour l'obtention d'un passeport car elle viole les droits fondamentaux à une procédure régulière et à l’égal protection des droits garantis par le cinquième amendement de la Constitution des États-Unis,.

#### New Hampshire
James Roesener, âgé de 26 ans, devient le premier homme trans à siéger dans l'assemblée législative (Parti démocrate) de cet État en 2022. Plusieurs femmes transgenres avaient déjà été élues précédemment. Pour obtenir un changement de prénom officiel, le demandeur doit soumettre une requête au tribunal. Au regard de son pouvoir discrétionnaire, le tribunal peut ordonner une publication du changement dans un journal, mais en pratique ce n'est pas le cas (New Hampshire Revised Statutes art 547:3-i et 550:4),,,,. Des dispositions particulières existent pour les mineurs.
L'État établira un nouveau certificat de naissance à la réception d'une ordonnance du tribunal indiquant que l'individu a "changé de sexe" (art 5-C:87 du code du New Hampshire). Les modifications du certificat de naissance sont effectuées par l'intermédiaire du greffier de la ville où l'intéressé est né.
Pour chaque demande, un document particulier doit être fournis :
- une mise à jour d'un certificat de naissance : un formulaire de demande d'acte de naissance
- une copie du nouvel acte de naissance : une photocopie de la pièce d'identité avec photo délivrée par le gouvernement de l'État fédéré du demandeur
- un changement de nom : une ordonnance certifiée du tribunal attestant le changement de nom
- un changement de sexe : une  ordonnance certifiée du tribunal attestant le changement de sexe. L'ordonnance du tribunal doit donner instruction au greffier de la ville de changer le sexe figurant sur le certificat de naissance.

Dans ces deux dernier cas, un nouveau certificat de naissance doit être délivré sans mention qu'un changement de prénom ou de sexe a été effectué.
Les demandeurs peuvent indiquer un marqueur de sexe de type "M", "F" ou "X" sur leur permis de conduire ou leur carte d'identité. Pour mettre à jour le prénom sur une carte d'identité, il est nécessaire de soumettre une demande de modification de l'enregistrement auprès de l'administration des conducteurs et des véhicules du New Hampshire et un document légal attestant du changement de prénom. Pour mettre à jour le marqueur de genre sur une carte d'identité du New Hampshire, il faut soumettre un formulaire de changement de désignation de genre signé par le demandeur et un prestataire de soins de santé (médecin, infirmier en pratique avancée, psychologue, travailleur social clinique, conseiller en santé mentale) affirmant l'identité de genre du demandeur.

#### New Jersey
Pour obtenir un changement de prénom officiel, le demandeur doit soumettre une demande au tribunal, en incluant des informations concernant toute éventuelle condamnation ou mise en examen en cours. Le demandeur doit publier une fois un avis de la demande au moins deux semaines avant la date de l'audience. Une fois le jugement rendu, un avis doit être publié dans le journal et une copie du jugement doit être envoyée au Bureau du casier judiciaire automatisé (Rules governing the courts of the state of New Jersey articles 4:72-1 à 4:72-4). Les tribunaux du New Jersey fournissent des instructions et des formulaires en ligne pour la procédure de changement de nom,. Pour les changements de prénom officiel pour les mineurs de moins de 18 ans des dispositions spécifiques sont applicables. L'État délivre des certificats de naissance actualisés indiquant le sexe féminin, masculin ou non désigné/non binaire, à la réception d'un formulaire signé par le demandeur. Aucun document médical n'est requis en application de la loi Babs Siperstein de 1984 modifiée le 17 mai 2018. Pour cela, le demandeur doit envoyez la demande par courrier au bureau de l'État civil de l'État, avec les documents suivants:
- si le déclarant est un adulte: le formulaire de demande et l'attestation, remplis et signés par le déclarant
- si la personne inscrite est un mineur de moins de 18 ans: le formulaire de demande et l'attestation du parent/tuteur, signés par le parent ou le tuteur
- en cas de changement de prénom: une copie certifiée conforme de l'ordonnance judiciaire de changement de prénom
- une copie de l'acte de naissance original
- une copie de la carte d'identité du demandeur (adulte, parent ou tuteur)
- un chèque/mandat pour les frais modiques applicables

L'acte de naissance modifié ne portera pas la mention "modifié", l'original sera placé sous scellé. Pour les résidents du New Jersey nés dans un autre État, depuis le 1er février 2019, les tribunaux du New Jersey ont la compétence pour délivrer une ordonnance judiciaire pour indiquer un changement de sexe. Il est nécessaire de soumettre au tribunal une déclaration affirmant sous peine de parjure que la demande de déclaration de genre (féminin, masculin ou non désigné/non-binaire) est faite pour se conformer à son identité de genre et non dans un but frauduleux, conformément à la loi Babs Siperstein précitée.
Afin de mettre à jour le nom et/ou le sexe sur la carte d'identité, le demandeur doit soumettre :
- un formulaire de déclaration de changement de désignation de sexe, s'il demande un changement de sexe
- une ordonnance du tribunal certifiant le changement de nom, s'il s'agit d'un changement de nom

Les demandeurs peuvent désigner: sexe masculin / féminin ou indéterminé,,.
En 2022, une détenue trans entretient des relations sexuelles consenties avec 2 femmes cisgenres et les met enceinte. Elle est transférée dans une prison pour jeunes hommes. Elle y est victime de très mauvais traitements. En 2021, le New Jersey adopte une politique permettant aux prisonniers d’être incarcérés conformément à leur identité de genre pendant au moins un an, selon un accord résultant d’une action en justice intentée par une femme forcée de vivre dans des prisons pour hommes pendant 18 mois. La santé et de la sécurité de l’individu sont également prises en comptes. Les services pénitentiaires « examinent actuellement la politique de logement des personnes transgenres incarcérées avec l’intention de mettre en œuvre des modifications mineures »[réf. nécessaire].

#### État de New York
Une militante transgenre originaire du Guyana, émigrée aux États-Unis, demande en 2019 à la mairie d'abroger l'article 240.37 du Code pénal de cet État, relatif au racolage. Il est utilisé, d'après elle, pour cibler les femmes transgenres prostituées, comme cela l'est aussi au Guyana,
À la suite d'agressions physiques et verbales d'une détenue trans incarcérée dans le quartier des hommes, un nouveau règlement est adopté en 2020 dans le comté conservateur de Steuben. Désormais les détenus seront placés dans les quartiers en fonction de leur identité de genre. Le centre de détention sera également obligé d'administrer des hormones selon le calendrier prescrit par le détenu.

#### Nouveau-Mexique
Avant de déposer la requête au tribunal, le demandeur d'un changement de prénom officiel doit publier un avis au moins une fois par semaine pendant deux semaines. Cependant, cette obligation de publication peut être levée pour la sécurité du demandeur (code du Nouveau Mexique chapitre 40 article 8 alinéa 40-8-1 à 40-8-3). Pour obtenir ce changement, le demandeur doit présenter une requête au tribunal. Des mesures spécifiques sont prévues pour les mineurs de moins de 18 ans. Le service de l'état civil du Nouveau-Mexique délivrera un certificat de naissance modifié après réception des documents suivants: le formulaire approprié signé et notarié, intitulé "Demande de modification de la désignation du sexe sur un certificat de naissance" et le cas échéant si un changement de prénom est demandé, une copie certifiée de l'ordonnance de changement de prénom nonobstant le paiement des frais applicables (code du Nouveau Mexique chapitre 24 article 14 alinéa 25),. Pour les mineurs, les demandes doivent être soumises par un ou plusieurs parents ou un tuteur légal au nom du mineur. Les mineurs âgés de 14 à 17 ans doivent également soumettre un formulaire de consentement avec la demande,,. Pour mettre à jour le nom et/ou le sexe sur la carte d'identité, le demandeur doit présenter: un formulaire de "Demande de changement de désignation de sexe" indiquant: homme, femme ou non désigné et une ordonnance du tribunal certifiant le changement de nom,.

#### Ohio
Les personnes transgenres ne peuvent changer leur certificat de naissance. Un professeur de philosophie de l'Université de Shawnee, en janvier 2018, mégenre publiquement et sciemment une étudiante trans. Après une plainte de celle-ci à la direction de l'établissement, il reçoit un avertissement car il a créé un "environnement hostile" mais intente une action en justice contre l'Université dont il est débouté en première instance. Il conteste cette décision en arguant de sa liberté d'expression garantie par le Premier amendement de la Constitution des États-Unis. La Cour d'appel des États-Unis pour le sixième circuit annule la sanction en 2021. L'Université préfère clore l'affaire par une transaction extradudiciaire en accordant au Professeur une indemnité de 300 000 $, le paiement des dépens et la garantie d'un effacement de ladite sanction de son dossier personnel,. La Chambre des représentants adopte, en 2022, un texte visant à obliger les jeunes athlètes sur lesquels pèsent une suspicion de transidentité uniquement féminine, de fournir un certificat médical afin de définir leur sexe. Il doit se baser sur l'anatomie reproductive interne et externe du participant, ses niveaux normaux de testostérone produits de manière endogène et une analyse de sa constitution génétique. Les actions en justice contre ces mesures à l'égard des établissements scolaires et universitaires sont irrecevables. Tout participant privé d'une activité sportive ou à la suite d'un accident est enclin à intenter une action en réparation du préjudice subi à l'encontre de l'école, de la circonscription scolaire, de la délégation interscolaire ou de l'organisation qui réglemente le sport interscolaire. Tout participant ayant signalé le non-respect des dispositions, faisant conséquemment l'objet mesures défavorables est recevable pour obtenir une réparation en justice contre l'entité qui prend lesdites mesures. Toute école ou circonscription scolaire qui subit un préjudice direct ou indirect résultant d'une violation de ces dispositions pourra engager une action en réparation contre l'agence, la collectivité locale, l'organisme d'accréditation ou l'association auteur de ces faits. Ils sont prescrits au-delà de 2 ans. Ce projet doit également être adopté par le Sénat afin de pouvoir entrer en vigueur. D'après l'Ohio High School Athletic Association, une seule participante trans par an au maximum a concouru au cours des sept dernières années.

#### Oklahoma
Pour obtenir un changement de prénom officiel, le demandeur doit soumettre une requête au tribunal. Au moins 10 jours avant l'audience, le demandeur doit publier un avis d'audience dans un journal, mais il est possible de déroger aux exigences de publication et de clore les enregistrements pour des motifs légitimes (code de l'Oklahoma titre 12 articles 1631 à 1637.
Pour les mineurs de moins de 18 ans, il existe des dispositions particulières.  Le registre d'état civil délivrera normalement un certificat de naissance modifié à la réception d'une ordonnance judiciaire de changement de sexe (Code de l'Oklahoma section 310:105-3-3
).
Le demandeur doit soumettre l'un des documents suivants par courrier au registre d'état civil d'Oklahoma City :
- un formulaire de demande de certificat de naissance
- une ordonnance du tribunal pour le changement de sexe, s'il s'agit d'une demande de mise à jour du marqueur de sexe
- une ordonnance du tribunal pour le changement de nom, s'il s'agit d'un changement de prénom
- une copie de la carte d'identité avec photo de l'individu
- le paiement de tous les frais applicables

Le bureau des registres d'état civil contactera la personne si des informations supplémentaires sont nécessaires. L'acte de naissance modifié indiquera  bien informations précitées. Afin de mettre à jour le prénom et/ou le sexe sur la carte d'identité de l'Oklahoma, le demandeur doit présenter une ordonnance originale ou une copie certifiée du tribunal pour le changement de prénom, le cas échéant, et/ou une déclaration notariée sur papier à en-tête du médecin qui a effectué l'opération de changement de sexe indiquant que le demandeur ou le titulaire du permis a subi un changement de sexe physique complet. La lettre doit indiquer que le changement de sexe est "irréversible et permanent". Le titulaire du permis doit également présenter une preuve de son ancien prénom officiel, le cas échéant. L'ancien prénom doit être saisi dans le champ "alias" de la base de données des permis de conduire afin de fournir des informations historiques au ministère. La personne qui demande la modification des informations peut conserver l'ancien permis, s'il est disponible, après que l'agent des permis de conduire ait préalablement marqué d'un poinçon le numéro d'identification du permis
.

#### Oregon
Pour obtenir un changement de prénom officiel, le demandeur doit soumettre une requête auprès du tribunal du comté où il vit. Il sera tenu informé de la tenue de l'audience par l'envoi d'un avis d'audience. Le tribunal enverra un avis de prononcé de jugement lorsque le changement de prénom sera accordé. Le tribunal délivrera une copie du jugement sur demande (code de l'Oregon Titre 3 article 33.420) La même demande peut porter sur la reconnaissance du changement de prénom et de sexe. Il existe des particularités pour le changement de prénom officiel pour les mineurs de moins de 18 ans. Depuis le 1er janvier 2018, les personnes nées en Oregon peuvent mettre à jour le prénom et le sexe figurant sur leur certificat de naissance pour affirmer leur identité de genre en remplissant une demande notariée ou bien en produisant une ordonnance du tribunal,
.
Dans le premier cas, pour demander un certificat de naissance mis à jour avec une demande notariée, le demandeur doit fournir :
- Une demande de changement de prénom et/ou de sexe sur un acte de naissance, signée par le demandeur devant un notaire[339]
- Le formulaire de demande d'acte de naissance[340]
- Les frais applicables
- La photocopie de la pièce d'identité du demandeur

Les demandes peuvent être remises sur place ou par courrier au registre de l'état civil de Portland. Après approbation, le demandeur recevra selon sa demande: une copie certifiée conforme du nouvel acte de naissance d'enfant né vivant et viable, une copie du formulaire de demande de modification, une lettre officielle de l'officier d'état civil indiquant le changement de prénom et/ou de sexe officiels.
Dans le second cas, pour demander un certificat de naissance mis à jour avec une ordonnance judiciaire, le demandeur doit suivre d'autres instructions pour demander une ordonnance du tribunal pour le changement de sexe. Les demandeurs d'une ordonnance judiciaire ne sont plus tenus de fournir un avis public du changement de prénom ou de marqueur de sexe.
La sécurité sociale acceptera le nouvel acte de naissance ainsi que la lettre officielle de l'officier d'état civil indiquant le changement de prénom comme preuve d'un changement de prénom officiel.
Pour mettre à jour le prénom et/ou le sexe sur la carte d'identité de l'Oregon, le demandeur doit en faire la demande en personne, remettre sa carte d'identité actuelle et déposer :
- Une demande de carte d'identité originale, de renouvellement ou de remplacement. Les options de désignation du sexe sont M, F ou X, et les demandeurs doivent marquer la désignation souhaitée, aucune preuve supplémentaire n'est requise.
- Payez les frais applicables
- Une nouvelle photo

Si la demande de changement de sexe sur la carte d'identité inclut un changement de prénom officiel, le demandeur doit également présenter une preuve du changement de prénom officiel}. Le site web du ministère des transports de l'Oregon fournit des informations supplémentaires sur les changements de prénom et la modification de la désignation du sexe,.

#### Pennsylvanie
Le Dr Rachel Levine — diplômée de l'université Harvard — exerce la fonction de secrétaire d’État à la santé. Elle est confrontée à des trolls transphobes pendant la crise du coronavirus de 2020. Elle reçoit de nombreux soutiens dont celui du gouverneur de l'État. Lors d'une foire exposition en juillet 2020, une personne supposée la représenter est moquée chutant dans une cuve remplie d'eau après un déséquilibre provoqué par le jet d'un projectile. Le gouverneur Tom Wolf fait savoir qu'il n'y a pas de place pour la haine dans son État. Elle est pressentie pour occuper un poste important dans la haute administration subséquemment à l'élection de Joe Biden[réf. nécessaire]. Elle devient en 2021 secrétaire adjoint du département de la Santé et des Services sociaux des États-Unis.
Une femme trans est pourtant incarcérée dans prison pour hommes à sécurité maximale (Supermax) pour avoir signalé un viol dans un autre établissement pénitentiaire. Elle y subit de très mauvais traitements.[réf. nécessaire]

#### Tennessee
Les personnes transgenres ne peuvent changer leur certificat de naissance. Le projet de loi interdisant aux étudiants athlètes transgenres de participer à des sports au collège ou au lycée sous leur identité de genre entre en vigueur le 6 avril 2021 après son approbation par les deux chambres. En 2022, après avoir été exclue de facto de son lycée en raison de sa transidentité, une adolescente est appréhendée chez elle par la police dans sa chambre car elle ne s'est pas présentée à l'audience d'un tribunal devant statuer sur un éventuel placement en famille d'accueil. Un peu plus tard dans la journée, les policiers sont revenus afin de vérifier qu’elle prend place dans le véhicule de l’assistante sociale pour être acheminée dans une famille d’accueil.
En avril 2022, le gouverneur Bill Lee signe deux lois destinées à arrêter le financement des secteurs académiques autorisant les étudiants transgenres de pratiquer un sport. La ville de Nashville compte une élue trans depuis le 14 septembre 2023. C'est la première fois dans l'histoire de cet État jugé conservateur. Olivia Hill est âgée de 57 ans et a fait carrière dans l'ingénierie civile et militaire.

#### Texas
Des élus républicains déposent un projet de loi en 2021 visant à interdire aux filles et aux femmes transsexuelles qui fréquentent les écoles, collèges et universités publics de jouer dans des équipes sportives unisexes réservées aux filles et aux femmes,. Un tribunal de première instance suspend en 2022 une enquête préliminaire visant les parents d’une adolescente transgenre de 16 ans, menée en application d'une directive de cet État. D'après ce texte, certaines procédures “de changement de sexe” sont assimilées à des “mauvais traitements” sur les mineurs et sont pénalement répréhensibles,. Plus de 60 entreprises (dont Apple, Google, Microsoft), signent une lettre ouverte dans le Dallas Morning appelant le gouverneur du Texas - Greg Abbott - à abandonner cette mesure

#### Vermont
Taylor Small est une femme trans élue à la Chambre des représentants des États-Unis le 2 novembre 2020 à l'âge de 26 ans. C'est la cinquième aux États-Unis. Elle est membre du parti démocrate.

#### Virginie
Danica Roem, une personnalité transgenre, est élue à la chambre des délégués de cet État en 2017 puis réélue en 2019 et 2021 pour le Parti démocrate. Elle est élue en 2023 au Sénat de cet État.
Cet État adopte en 2020 une mesure visant à permettre l'obtention d'un nouvel acte de naissance sans porter mention des précédentes inscriptions.
En mai 2021, un professeur d'éducation physique de l'enseignement public refusant d'utiliser les prénoms et pronoms correspondant à l'identité de genre demandés par les élèves ou les parents est suspendu. Cette affaire prend de l'ampleur avec la poursuite en justice d'autres professeurs et l'utilisation de l'affaire par les médias conservateurs comme Fox News,.

#### États associés

##### Îles Mariannes du Nord
Les 3 formulaires pour changer de prénom sont disponibles sur le site du ministère de la justice: la demande, une ordonnance prescrivant les obligations du demandeur et un avis d'audience. La demande doit indiquer le prénom officiel actuel du demandeur, le prénom proposé, le lieu de résidence du demandeur, le lieu de naissance du demandeur et la raison de la demande. La requête peut également inclure une demande de modification du marqueur de sexe, qui doit être accompagnée d'un déclaration sous serment d'un médecin attestant que le sexe du requérant a été modifié par une intervention chirurgicale. Le dossier doit être déposé auprès de la Cour supérieure de Saipanou de Rota Island. Avant la date de l'audience, le requérant doit publier un avis de demande de changement de prénom officiel dans un journal de grande diffusion au moins une fois avant l'audience. L'avis de demande de changement de prénom légal doit être affiché au palais de justice pendant une période de dix jours avant l'audience. Une fois l'avis publié, une déclaration de publication doit être communiquée au tribunal. À titre dérogatoire, la publication peut être éludées uniquement s'il peut être démontré qu'un préjudice important sera causé au demandeur. Des dispositions spécifiques sont prévues pour les enfants.
Afin de changer le prénom et le marqueur de sexe sur un permis de conduire, le titulaire du permis doit produire l'ordonnance du tribunal relative au changement officiel de prénom et de sexe, ainsi qu'un passeport valide ou un certificat de naissance original. Le titulaire du permis doit également fournir une demande complète de permis de conduire. Pour changer le prénom officiel sur un certificat de naissance, le demandeur doit fournir une ordonnance du tribunal pour le changement de prénom officiel et de marqueur de sexe au Vital Statistics Office Division of Public Health basé à Saipan où le certificat de naissance sera modifié en conséquence. Il sera mentionné sur le verso comme ayant été modifié, mais le recto du document indiquera le prénom et le marqueur de sexe demandés (NMI Public Law 15-50).

##### Porto Rico
À Porto Rico, le changement de genre à l'état civil des personnes trans est autorisé par décision de la cour fédérale en avril 2018. Ce changement entre en application le 16 juillet 2018 ;  dès le lendemain, onze personnes, dont l'activiste Ivana Fred, inaugurent cette possibilité légale dans l'île,.

### Équateur
En 2008, l'Assemblée Constituante garantit dans la nouvelle constitution rédigée un droit à la « liberté esthétique », qui permet une meilleure acceptation des personnes transgenres au sein des institutions tout en interdisant toute discrimination réalisée selon le critère de l'expression de genre. De plus, l'article 77.14 de cette même constitution interdisant aux forces de l'ordre tout recours à la formulation de délits mineurs et d’autres dispositions pénales de rang inférieur pour légitimer une arrestation arbitraire dans un espace public, est selon la militante Elizabeth Vasquez un moyen de protéger les prostituées transgenres ( la prostitution étant très répandue au sein de la communauté trans équatorienne à l'époque ), qui ne peuvent plus être exclues d'un espace public, voire incarcérées par la police, sous prétexte qu'elles négocient un service auprès de clients.

### Haïti
En juillet 2020, des milliers de personnes opposées aux droits des homosexuels et des transgenres défilent dans la capitale Port-au-Prince. Cependant, le centre d'hébergement Kay Trans Haïti, en partenariat avec une association espagnole et le Programme des Nations unies pour le développement, est créé pour les personnes transgenres victimes d'abus verbaux ou physiques.

### Pérou
Au Pérou, Gahela Cari, une femme trans, est candidate aux élections générales de 2021. Le 10 mai 2024, le gouvernement péruvien adopte un décret pour inclure parmi les troubles de santé mentale les identités trans, non-binaires et intersexes (sous la dénomination « le transsexualisme, le travestissement de rôle double, le trouble de l'identité de genre pendant l'enfance, d'autres troubles de l'identité de genre, le travestissement fétichiste et l'orientation sexuelle égodystonique »). Le ministère de la Santé tente de justifier cette mesure car elle aurait pour objectif d'offrir une couverture complète des soins médicaux dans le domaine de la santé mentale, et une sorte de reconnaissance de sujets jusqu'alors en marge des législations,. Le décret est vivement critiqué par les organisations LGBT+ du pays, qui dénoncent une psychiatrisation des identités et craignent qu'il y ait en fait d'un recul des droits des personnes trans. La loi demeure néanmoins favorable à un droit à l'autodétermination administrative ainsi qu'à la chirurgie sans relier les deux systématiquement.

### Uruguay
En Uruguay, depuis 2009, la loi, qui est globalement et relativement, notamment à l'échelle locale, favorable aux droits LGBT, permet aux personnes trans majeures de changer d'état civil sans obligation d'intervention quelconque du corps médical (la transition de genre n'étant pas accessible avant la majorité civile). La « loi intégrale pour les personnes trans » (Ley Integral para Personas Trans) du 19 octobre 2018 décide du remboursement des traitements médicaux liés à la transition,,. Le 28 juillet 2023, les autorités annoncent un projet de nouvelle prison à Montevideo dans le quartier Punta de Rieles, dont un secteur spécifique sera réservé uniquement aux trans (il s'agit spécifiquement des femmes trans, et elles ne peuvent pas être en mixité avec des cis). En 2023, 37 personnes trans sont incarcérées.

### Venezuela
Au Venezuela, seul le changement de nom, sans chirurgie requise, est juridiquement autorisé. L'un des problèmes est non pas l'impossibilité de changer administrativement de genre sans interventions médicalisées mais l'indisponibilité des thérapies de réassignation sexuelle dans un cadre légal, qui pourraient en particulier permettre de bénéficier des droits conjugaux et familiaux de son identité postopératoire, le mariage homosexuel n'étant pas admis. Cependant, en pratique il n'y a pas même de possibilité de changer de genre légal, tant les ONG de défense des droits des personnes LGBT+ témoignent souvent dans les faits de la présence de fonctionnaires peu coopératifs ou récalcitrants dans la mise en œuvre de cette possibilité.

## Asie
Les personnes transgenres paraissent davantage acceptées en Asie du Sud-Est, où les opérations chirurgicales de réassignation de genre sont plus fréquentes. Elles semblent aussi bien mieux intégrées à la société.

### Arabie saoudite
La transidentité ne correspond à aucune réalité en droit saoudien. Afin de condamner des personnes à des peines allant de la prison à la flagellation, selon l’organisation Human Rights Watch, les charges retenues sont :"l'atteinte à la décence publique", "le travestissement en homme ou en femme" ou bien "la ressemblance au sexe opposé".

### Arménie
Le droit arménien ne contient pas de dispositions sur le changement de sexe enregistré à l'état civil. Aucune loi n’existe quant à la reconnaissance juridique du sexe, nouveau ou préféré, des personnes transgenres. La législation n’interdit ni ne régule la chirurgie de changement de sexe, qui n'est pas pénalisée mais ne peut se dérouler dans un cadre approprié et obtenir une valeur légale. L'article 58 de la loi sur l'état civil prévoit la possibilité de changer de nom ou prénom, mais ne précise pas si les personnes transgenres peuvent bénéficier de cette disposition. La Commission Européenne contre le Racisme et l'Intolérance considère cette situation comme équivalant à la violation éventuelle de l'article 8 de la Convention européenne des droits de l'homme (droit au respect de la vie privée et familiale).

### Bangladesh
On dénombre environ 1,5 million de transgenres mais ils sont régulièrement confrontés à des discriminations et des violences. Pour survivre, ils doivent souvent proposer de prestations de charme tarifé ou bien mendier. Le gouvernement de la Première ministre Sheikh Hasina reconnait juridiquement la transidentité depuis 2013. Dès 2018, ils peuvent s’inscrire sur les listes électorales en tant que troisième genre. À l'occasion de la journée internationale des femmes de 2021, pour la première fois le bulletin d'information d'une chaîne privée (Boishakhi TV) est impeccablement énoncé en direct par une présentatrice trans. La même année, pour la première fois, une femme trans est élue maire d’une ville rurale. En 2024, Anwara Islam Rani, 31 ans, transféminine, est candidate indépendante aux élections législatives.

### Bhoutan
La dépénalisation de l'homosexualité est adoptée en 2021. Plusieurs femmes trans peuvent changer leur nom et leur genre sur leur carte d'identité.

### Chine
Au regard de la psychiatrisation de la transidentité et de l'impossibilité en découlant de se procurer des hormones, les personnes trans sont contraintes de se fournir sur un marché parallèle.[réf. nécessaire] Les opérations de réattribution sexuelle demeurent rares. Elles sont juridiquement conditionnées à un accord parental. Les trans sont souvent socialement mal perçus. Les autorités refusent de leur délivrer de nouveaux documents d'identité. Une juridiction se prononce cependant en faveur d'un trans licencié en raison de son changement de genre au cours de l'été 2019.

#### Hong Kong
Il n'existe pas de texte sur l’identité de genre. La reconnaissance juridique du genre passe toutefois par le changement de prénom et des mentions du genre sur les documents officiels. Les autorités de Hong Kong réservent ce changement à ceux qui ont été concernés par une opération de réattribution sexuelle. Par choix ou faute de moyens, beaucoup ne peuvent y accéder.
La Cour d'appel de Hong Kong (où le mariage homosexuel n'est pas légal) a statué qu'une femme trans, étant juridiquement femme, a le droit d'épouser son conjoint (un homme cis). La décision a été rendue le 13 mai 2013,.
Le 16 septembre 2013, une femme transgenre colombienne venant de Taïwan a affirmé qu'elle avait été victime d'abus sexuels perpétrés par les agents des douanes, notamment la soumission à des fouilles corporelles, et qu'on lui avait refusé l'utilisation des toilettes féminines, bien que les agents de Hong Kong nient les allégations. Après avoir été libérée, elle a demandé et obtenu le statut de réfugié par le Haut Commissariat des Nations unies pour les réfugiés (HCR). Elle est désormais considérée comme apatride en attente d'acceptation d'un pays tiers. Désormais depuis le 6 février 2023, pour la cour suprême de Hong Kong, la rectification du genre mentionné sur la carte d'identité n'est plus subordonnée à l'accomplissement d'une opération de réattribution sexuelle.

### Corée du Sud
En Corée du Sud, il est possible pour les personnes transgenres de changer légalement de sexe, même si cela dépend de la décision du juge pour chaque cas. Depuis les années 1990, cependant, cela a été approuvé dans la plupart des cas. Le système juridique en Corée n'empêche pas le mariage une fois qu'une personne a changé officiellement de sexe[réf. nécessaire].
En 2006, la Cour Suprême de Corée a statué que les personnes trans ont le droit de modifier leurs documents juridiques, afin de refléter leur nouvelle identité sexuelle. Une femme trans peut être enregistrée, non seulement en tant que femme, mais aussi comme étant « née femme »[réf. nécessaire].
Alors que le mariage entre deux personnes de même sexe n'est pas approuvé par la loi sud-coréenne, une femme trans obtient le statut de « femme » automatiquement quand elle se marie avec un homme, même si elle a déjà été désignée comme « homme »[réf. nécessaire].
En 2013, un tribunal a jugé que les personnes trans peuvent changer leur légalement de sexe sans subir de chirurgie génitale. Pour la première fois, une femme transgenre sous-officière est exclue en 2020 de l'armée par un collège de militaires après sa transition. Finalement, la décision rendue en appel le 29 juin 2020 par le comité des affaires du personnel confirme la précédente. Elle ne pourra pas réintégrer l'armée pour les motifs suivants :« La décision de démobilisation en janvier 2020 a été prise légitimement selon les normes de l'examen médical et les procédures de démobilisation basées sur la loi de la gestion du personnel militaire en vigueur. Aucune illégalité n'a été trouvée concernant la décision de démobilisation ». Elle contestera cette décision jusque devant la cour suprême afin d'être réintégrée. Elle saisit en première instance la Cour du district de Daejeon. D'après cette femme, la Constitution n'autorise aucun type de discrimination, comme priver une personne d'un statut public, en raison de « l'identité personnelle ». Elle bénéficie du soutien de l'Open Society Foundations. Elle décède en mars 2021.

### Inde
En avril 2014, la Cour suprême de l'Inde a déclaré que la transidentité était un « troisième genre » dans la loi indienne,,. Ainsi, même pour des ressortissants étrangers lors d'une demande de visa pour l'Inde, le demandeur dispose d'un choix parmi les 3 catégories homme, femme et transgenre. La communauté transgenre en Inde (représentée notamment par les Hijras et d'autres) a une longue histoire en Inde et dans la mythologie hindoue,. Radhakrishnan a noté dans sa décision que « rarement, notre société ne se rendait compte, ou ne se souciait du traumatisme, de l'agonie, et de la douleur que les membres de la communauté transgenre subissent, ni n'apprécie les sentiments des membres de la communauté transgenre, surtout ceux dont l'esprit et le corps renient leur sexe biologique », en ajoutant :

« La non-reconnaissance de l'identité des Hijras / personnes transgenres leur interdit une égale protection par la loi, les laissant ainsi extrêmement vulnérables au harcèlement, à la violence et aux agressions sexuelles dans les espaces publics, à domicile et en prison, ainsi que par la police. Les agressions sexuelles, y compris l'attentat à la pudeur, les viols, les relations sexuelles anales et orales forcées, les viols collectifs et le déshabillage sont commis en toute impunité et il existe des statistiques et des documents fiables pour prouver ces actes. En outre, la non-reconnaissance de l'identité des Hijras / personnes transgenres les expose à une discrimination extrême dans toutes les sphères de la société, en particulier dans le domaine de l'emploi, de l'éducation, des soins de santé etc. Les Hijras / transgenres sont confrontés à une discrimination énorme dans l'accès aux espaces publics tels que les restaurants, les cinémas, les magasins, les centres commerciaux, etc. De plus, l'accès aux toilettes publiques est également un problème grave auquel ils sont confrontés assez souvent. Comme il n'y a pas de toilettes séparées pour les Hijras / transgenres, ils doivent utiliser des toilettes pour hommes où ils sont sujets aux agressions sexuelles et au harcèlement. La discrimination fondée sur l'orientation sexuelle ou l'identité de genre porte donc atteinte à l'égalité devant la loi et à une égale protection de la loi et viole l'article 14 de la Constitution de l'Inde »

La loi sur la protection des personnes transgenres de 2019 entérine cette jurisprudence et prévoit différents droits. Elle est déposée devant la Lok Sabha, la chambre basse du Parlement votée le 5 août 2019 et puis par la Rajya Sabha, la chambre haute du Parlement, le 26 novembre 2019.
Elle entre en vigueur à partir du 10 janvier 2020. Désormais, une personne transgenre peut demander au magistrat de district un certificat de personne transgenre qui lui donnera le droit de changer le nom sur son certificat de naissance et de faire mettre à jour tous les documents en conséquence. Cependant, une personne transgenre ne peut être identifiée officiellement comme un homme ou une femme qu'après avoir demandé un certificat révisé au magistrat du district, après une opération de réassignation sexuelle. Un arrêté du 5 février 2020 prévoit pour les personnes candidates à des postes dans la fonction publique ou d'autres types, de pouvoir choisir entre 3 catégories de cases à renseigner sur le formulaire: transgenre ou l'un des 2 sexes biologiques. Un conseil national pour les personnes transgenres sera créé en même temps que des mesures dans le domaine de l'aide sociale.
L'État du Kerala accorde des bourses d'études aux personnes trans et des allocations à celles qui se marient légalement en 2021. Pour la première fois, une candidate trans se présente aux élections du 6 avril 2021 de l’Assemblée dans cet l’État dans la circonscription du Vengara. Deux femmes trans sont élues maires d'un gram panchayat à Saligrama et à Kallahalli dans l'État du Karnataka en décembre 2020. La première maire transgenre est élue à Trilochanpur en 2021.
Selon les propos d'un rapport de 2020 du Commonwealth Human Rights Initiative intitulé "Identité perdue: les personnes transgenres dans les prisons indiennes", la majorité des prisons sont dépourvus de connaissances élémentaires et de compréhension des besoins des détenus trans. Il s'agit, d'après lui, d'une lacune politique et s'inscrit comme une violation flagrante des droits de l’homme. Cette situation avait déjà été relevée en 2014. Les détenus sont classés selon les apparences de leurs organes génitaux alors qu'un arrêt de la Cour suprême de 2014 (voir supra) dispose que « le sexe auquel appartient une personne est déterminé par la personne concernée ». La CHRI recommande enfin que « les gouvernements des États / les quartiers pénitentiaires devraient permettre aux détenus de s’identifier comme transgenres et de faciliter le processus d’obtention du certificat de transgenre en vertu de l’article 5 de la loi de 2019 sur les personnes transgenres (protection des droits) le tribunal de district, si une telle demande est présentée par l’intéressé ».
Dans une ordonnance du 14 juin 2024, la Haute Cour de Calcutta juge que le gouvernement du Bengale occidental doit réserver 1 % des emplois publics aux personnes trans. Cette décision fait suite à une requête déposée par une personne se déclarant transgenre après avoir réussi le Teachers’ Eligibility Test en 2014 et en 2022 ne pouvant exercer son métier. Le gouvernement de l’État avait adopté des mesure en faveur d'une politique d’égalité de traitement en matière d’emploi pour les transgenres. La Cour suprême également confirme le droit des personnes transgenres à décider de leur identité sexuelle et ordonne au gouvernement central et aux gouvernements des États d'accorder une reconnaissance juridique à leur identité sexuelle, qu'il s'agisse d'un homme, d'une femme ou d'un troisième sexe.

### Indonésie
Les personnes transgenres sont dénommées les bissus. Elles font partie du groupe ethnique des Bugis et sont considérées comme des leaders spirituels pouvant faciliter la prise de décisions pour les communautés dans des domaines importants : mariage, dates de récolte. Depuis sa conversion pour une large part à l'Islam, la communauté des Bugis par les bissus procède à la bénédiction des pèlerins en partance pour la Mecque. Leur nombre a cependant fortement décliné au regard de persécutions. Ainsi en janvier 2018, la police du nord de l’Aceh effectue une visite inopinée dans des salons de beauté employant plusieurs personnes transgenres. Elle procède à l'arrestation d'une manière totalement arbitraire de personnes qu’elle soupçonne d’être des femmes trans. Humiliées, torturées et profondément traumatisées, elles sont libérées le lendemain sans être mises en examen. Dans cette province où est appliquée la loi islamique beaucoup sont convaincus que la transidentité peut être soignée comme une maladie par le biais de l'exorcisme religieux. Des députés conservateurs déposent en 2020 une proposition de loi intitulée Résistance de la famille. Elle prévoit une « rééducation » par la contrainte des personnes transgenres par des exorcismes et d’autres traitements pour les « guérir » de ce qui est considéré comme une déviance sexuelle. Ce texte jugé prioritaire devrait être examiné dans les mois prochains après la crise sanitaire du Covid19. En février 2020, des élus de la Chambre des représentants déposent un projet de loi définissant l’homosexualité comme une attitude déviante, rendant obligatoire les personnes notamment trans à se présenter aux autorités en vue de leur réadaptation. L'île de Florès compte la première élue trans au sein d'un conseil municipal en 2020. Cependant, une femme trans est brûlée vive à Jakarta, en avril de la même année. Dans le sud, le peuple Bugi reconnaît l'existence de 5 genres.

### Israël
L'Armée de défense d'Israël compte expressément un officier ayant effectué sa transition. Il se nomme Ofer Erez. Il est le premier officier israélien transgenre. Il servira six années. Selon l'armée des dizaines de personnes transgenres servent actuellement dans ses rangs. Les appelés du service national sont incorporés avec le genre auquel ils s’identifient. Un poste d'officier conseil aux affaires de genre du bureau du chef d’état-major est créé. Un traitement particulier leur est réservé pour les dortoirs et les salles de bain. Depuis 2019, le changement de genre sur les papiers d’identité est autorisé pour les personnes n’ayant pas subi de chirurgie de réassignation sexuelle. De nouvelles directives permettent aussi dès 16 ans de rectifier la mention du sexe sur leur carte d’identité. La commission d’approbation du gouvernement ne la conditionne plus au suivi d'une thérapie hormonale.

Un député de la knesset recrute une femme trans en août 2020 comme collaboratrice parlementaire. Elle se nomme Linor Abergel et est fondatrice de l'organisation Israel Transances. Initialement détenue à la prison pour femmes de Neve Tirtza, une femme trans est transférée le 29 mars 2021 à la prison pour hommes de Nitzan où elle restera à l'isolement pendant 10 jours. Un certificat médical indique pourtant qu’elle doit être traitée comme une femme. Son avocat interjete appel devant la Cour suprême d'Israël et obtient une décision ordonnant son retour dans la prison pour femmes. Pour la première fois, un tribunal ordonne à l’administration pénitentiaire de permettre à une prisonnière trans de bénéficier des soins visant à affirmer son genre: traitements hormonaux et opération de réattribution sexuelle. Le début de son incarcération pour une peine de 23 ans pour homicide involontaire a commencé au sein d'une prison pour hommes.
La Haute Cour de Justice juge le mercredi 5 mai 2021 en faveur de la mention « parents » sur les actes de naissance des enfants de parents transgenres à la place de « père » et « mère ». Sheila Weinberg (MtF) est élue conseillère municipal dans la commune de Kiryat Tivon en 2024. Il n'existe pas de précédent en Israël.

### Japon
Le 10 juillet 2003, la diète nationale du Japon a approuvé à l'unanimité une nouvelle loi qui permet aux personnes trans de modifier légalement leur sexe, mais nécessite en particulier la conjugaison soit avec la chirurgie génitale soit avec l'intersexuation biologique et ne permet pas non plus de satisfaire à l'expression autodéterminée d'un genre non binaire chez les personnes biologiquement intersexes ou dyadiques, permettant seulement à des personnes dyadiques d'officialiser un genre binaire postopératoire et à des intersexes dont le développement physique est ambigu de choisir celui des deux genres binaires que leur aspect n'a pas fait privilégier à la naissance, notamment dans une optique parfois non consensuelle de correction de cette ambiguïté physique. Elle est appelée la loi sur les cas particuliers de traitement du statut de genre pour les personnes souffrant de troubles de l'identité sexuelle. Elle est applicable à compter du 16 juillet 2004 et prévoit 5 conditions cumulatives:
- être âgé d'au moins 20 ans
- ne pas être marié
- ne pas avoir d'enfant mineur
- ne pas posséder de glandes reproductrices ou avoir des glandes reproductrices qui ont définitivement perdu leur fonction
- avoir un corps qui semble avoir des parties qui ressemblent aux organes génitaux de ceux du sexe opposé

Le 28 juillet 2004, le tribunal des affaires familiales de Naha, situé dans le ressort juridictionnel de la Préfecture d'Okinawa, rend un jugement concernant une femme trans (dyadique) âgée d'une vingtaine d'années, lui permettant la rectification de son registre familial (koseki). Cette décision est généralement considérée comme la première mise en œuvre de la loi de 2003, d'une façon qui interprète les derniers critères comme favorables aux personnes dyadiques transgenres pourvu qu'elles aient fait l'objet d'une réassignation médicale. Bien que la chirurgie de réassignation sexuelle et la prise d'hormones soient obligatoires pour un changement de genre, au moins pour les personnes dont l'aspect biologique correspond à un sexe binaire, ce qui ne protège pas les diverses personnes intersexuées d'interventions qu'elles peuvent ne pas désirer y compris en lien variable avec leur identité ressentie, ni ne prend en compte les plus jeunes, ces mesures ne sont de plus pas prises en charge par l'assurance maladie. Cependant, depuis l'arrêt rendu par la Cour suprême le 25 octobre 2023, la nécessité d'entreprendre une opération de réattribution sexuelle est considérée comme inconstitutionnelle (inapplicable) car elle  impose de « graves restrictions » à la vie d’une personne et « limite le libre droit à ne pas subir contre sa volonté une atteinte à son corps », en lien avec les opérations chirurgicales non consenties que peuvent subir les personnes discriminées en tant qu'intersexes.
Les personnes transgenres demeurent toujours victimes de discriminations et ne font l'objet d'aucune protection juridique. Cependant, dès 2003, une femme trans est élue au conseil municipal de Tokyo. En 2017, la ville d’Iruma, dans la région du Kantō, compte un homme trans élu. La situation évolue avec un arrêt historique de la Cour suprême rendu le 11 juillet 2023 en faveur d’une employée transgenre qui poursuivait le gouvernement afin de garantir l’accès des femmes aux toilettes sur leur lieu de travail. La haute Cour dispose que l’interdiction faite à cette femme trans âgée d’une cinquantaine d’années d’accéder aux toilettes de son genre, qui sont les plus proches, en la forçant à utiliser d’autres sanitaires, situés à d’autres étages, que son bureau « manquait cruellement de validité ». Son employeur, le ministère de l'économie, avait précédemment émis un avis favorable à certaines de ses demandes, mais avait insisté sur le fait qu’elle pouvait utiliser uniquement les toilettes pour femmes situées à quelques étages de son bureau, au regard du manque de « compréhension du public » au sujet des personnes trans.

### Koweït
Le 3 octobre 2021, le tribunal condamne Maha al-Mutairi, âgée de 40 ans, à deux ans de prison et à une amende de 3 315 $ pour « usage abusif de communications téléphoniques » et « imitation du sexe opposé » en ligne, au regard des articles 70 et 198 du code pénal. Elle est détenue à la prison centrale du Koweït dans une prison pour hommes, à l'isolement dans une cellule destinée aux détenues transgenres. En appel, le 31 octobre 2021, elle est condamnée à deux ans de prison. Le 16 février 2022, la Cour constitutionnelle juge inconstitutionnelle cette loi criminalisant « l'imitation du sexe opposé ». Maha al-Mutairi est libérée. Amnesty International salue cette décision.

### Malaisie
Il n'y a pas de législation permettant expressément que les personnes trans changent légalement de sexe en Malaisie. Les législations relatives sont Births and Deaths Registration Act de 1957 et National Registration Act de 1959. Actuellement les juges exercent donc leur pouvoir discrétionnaire dans l'interprétation de la loi et la définition du genre. Il y a des décisions contradictoires sur cette question. Il y a un cas en 2003, où la cour[Laquelle ?] a autorisé une personne trans à changer la mention de genre sur la carte d'identité, et a accordé une déclaration qu'elle est une femme[pas clair]. Cependant, en 2005, dans une autre affaire, la cour[Laquelle ?] a refusé de modifier le sexe d'une personne trans sur la carte d'identité et l'acte de naissance.

### Népal
La cour suprême demande en 2013 au gouvernement d'ajouter une troisième catégorie sur les passeports afin que les personnes trans notamment n'aient plus à se définir binairement comme homme ou femme
. En 2023, sachant que le mariage homosexuel n'est cependant pas possible à ce moment, un premier mariage est juridiquement reconnu entre un homme cis et une femme trans, ce qui permet un premier mariage dit LGBT dans le pays, et une reconnaissance plus ouverte du genre juridique, que suivra d'ailleurs de près la libéralisation du mariage homosexuel,.

### Pakistan
Depuis 2009, les khawajasiras ou bien hijras peuvent ne pas préciser de genre sur leurs documents officiels: passeport, permis de conduire. Bien qu'également associés à la culture et à la spiritualité locales, ils sont associés sur ce sujet même à des groupes discriminés et ce pays musulman ne leur offre pas le niveau de protection que leur accorde l'Inde. Ils disposent du droit de vote sans que cela ne soit évident et depuis 2012 seulement du droit d'éligibilité. On en dénombrerait 500 000 sur les 190 millions d'habitants. L'opinion de la population et la protection de la police évoluent lentement en leur faveur malgré la présence de conservatismes au sein de la société,,. Bien que parfaitement reconnu comme « troisième sexe » sur le plan juridique, ils font l'objet de violences physiques et d'humiliation sociale. Ils sont contraints de vivre dans la précarité. Ils bénéficient d'un accès à un régime d’assurance maladie gouvernemental créé en 2015 sans condition de ressources financières. Un projet de loi « historique » pour défendre la communauté trans sera prochainement déposé.[réf. nécessaire] Le Pakistan est parmi les premiers pays au monde a reconnaître juridiquement un « troisième sexe ». En 2018, une loi est votée permettant aux trans, le droit de déterminer eux-mêmes leur sexe sur tous les documents officiels y compris de panacher avec celui de leur naissance. Le 19 mai 2023, la Cour fédérale de la charia, annule plusieurs mesures de loi de 2018. Elle dispose notamment: « le genre d'une personne est soumis au sexe biologique d'une personne », [la transidentité ouvre] « la voie aux criminels de la société pour qu'ils puissent facilement commettre des crimes tels que des attouchements, des agressions sexuelles et même des viols à l'encontre des femmes ». Des militants saisiront la Cour suprême pakistanaise.
Amnesty International relève l'inexistence de preuve publique s'agissant de tels incidents et regrette un « coup porté aux droits d'un groupe déjà assiégé ». Elle ajoute « Le déni des droits essentiels des personnes transgenres et de sexe différent ne doit pas être guidé par des hypothèses enracinées dans les préjugés, la peur et la discrimination ». Pour la Gender Interactive Alliance « Cette décision va encore accroître les actes de violence à l'encontre des transgenres ». Beaucoup de trans sont obligés de vivre en marge de la société, en survivant grâce à la mendicité, la danse lors des mariages ou la prostitution. D'après la Commission pakistanaise des droits de l'Homme, 19 personnes trans ont été assassinées en 2022.

### Philippines
La Cour suprême des Philippines, le 12 septembre 2008, a permis à Jennifer Cagandahan, 27 ans, de modifier son certificat de naissance, son genre et le prénom de Jennifer pour Jeff :
« Nous respectons l'état congénital du défendeur et sa décision mature d'être un homme. La vie est déjà difficile pour une personne ordinaire. Nous ne pouvons que respecter la façon dont l'intimé gère son état inhabituel et contribuer ainsi à lui faciliter la vie, compte tenu des circonstances uniques de cette affaire. En l'absence d'une loi sur la question, le tribunal ne dictera rien au défendeur sur une question aussi intime que sa sexualité et ses préférences de style de vie, et encore moins s'il doit ou non subir un traitement médical pour inverser la tendance masculine due à une condition médicale rare, l'hyperplasie congénitale des surrénales. En l'absence de preuve s'agissant de qualifier juridiquement le statut actuel du défendeur et en l'absence de preuve démontrant que la classification du défendeur en tant qu'homme nuira aux autres membres de la société [...] la Cour affirme comme valides et justifiés la position du défendeur et son jugement personnel d'être un homme. »
Les dossiers de la cour ont montré qu'à 6 ans, il avait de petits ovaires ; à 13 ans, sa structure de l'ovaire avait été réduite au minimum et il n'avait pas de seins ni de menstruations. Le psychiatre a témoigné qu'« il a les deux organes sexuels masculin et féminin, mais il est génétiquement femme [par les chromosomes sexuels, XX], et que, depuis que son corps sécrète des hormones mâles, ses organes féminins ne se développent pas normalement ». Les Instituts nationaux de la Santé philippins ont déclaré que « les personnes avec hyperplasie congénitale des surrénales n'ont pas l'enzyme nécessaire de la glande surrénale pour synthétiser les hormones du cortisol et de l'aldostérone ».
Ceci, cependant, ne s'applique encore une fois qu'aux cas d'hyperplasie congénitale des surrénales et à d'autres situations de personnes intersexes[réf. nécessaire]. La Cour suprême des Philippines a également jugé que les citoyens philippins n'ont pas le droit de changer légalement de sexe sur les documents officiels (permis de conduire, passeport, certificat de naissance, de Sécurité sociale, etc.) s'ils sont trans et qui ont subi une chirurgie de réassignation sexuelle. La Cour a dit que si une personne assignée homme à la naissance, qui a eu une opération chirurgicale, devait être autorisé à changer légalement de sexe, il y aurait de « sérieuses et larges conséquences légales et sur les politiques publiques », citant notamment l'institution du mariage.
La justice refuse[Quand ?] une suspension de peine à un marin américain condamné pour homicide d'une femme trans à 12 ans de prison. Il sera gracié par le président philippin en 2020,.

### Qatar
Les résidents LGBTQI+ sont victimes d’enlèvements et de tortures en raison de leur sexualité et/ou de leur expression de genre. Une personne transmasculine, assignée femme, et considérée comme une princesse, membre de la famille régnante Al Thani, demande en décembre 2022 l'asile au Royaume Uni en raison de persécutions. Dans un acte authentique de changement de nom, signé en présence d'un notaire britannique à l'automne 2015, elle abandonne l'usage de son nom qatari et adopte un prénom anglais masculin qui demeurera secret. Elle déclare vouloir bénéficier d'une opération de réattribution sexuelle et épouser son amie (cis) afin de construire un avenir avec elle.

### Russie
Le 14 juillet 2020, la Douma dépose un projet de loi dont l'article 70 introduit une nouvelle catégorie immuable « sexe » sur les certificats de naissance russes: « les corrections et les modifications de l'enregistrement de l'acte de naissance d'une personne qui a changé de sexe ne sont pas autorisées ». Alors, l'on ne sait pas clairement si la reconnaissance du sexe sera toujours possible pour d'autres documents officiels comme les passeports. Cet amendement pourrait aller jusqu'à constituer une interdiction complète de la reconnaissance légale du genre autodéterminé non cis. Par ailleurs, l'amendement proposé aurait un effet rétroactif : les personnes trans qui ont obtenu la reconnaissance de leur sexe dans le passé et qui ont déjà modifié leur acte de naissance seraient légalement obligées de modifier à nouveau leur acte de naissance afin d'y inscrire le sexe qui leur a été attribué à la naissance au lieu de leur identité sexuelle reconnue. Face au tollé provoqué par des avocats et des militants LGBT+, cette proposition de loi est retirée au mois de novembre de la même année. Vladimir Poutine qualifie la transidentité d'« obscurantisme ».
D'autre part, l'article 14 constitue notamment une interdiction plus forte du mariage homosexuel en définissant le mariage comme une union « entre un homme et une femme », ce qui n'était techniquement pas le cas auparavant. L'article 146 empêche les personnes LGB et trans qui se sont mariées à l'étranger d'accueillir des enfants. Ces dispositions enfreignent la Déclaration universelle des droits de l'homme, la Convention européenne des droits de l'homme, les Principes de Yogyakarta et les résolutions du conseil de l'Europe s'agissant de l'accès à la reconnaissance légale du genre et à l'établissement de procédures « rapides, transparentes, accessibles et basées sur l'autodétermination ». Cette autre proposition est également retirée.
Les services de sécurité russes (FSB) arrêtent le 13 juillet 2023 un militant trans accusé de « haute trahison » au profit de l’Ukraine. Il encourt la détention à perpétuité. Une loi plus répressive est adoptée sur la transidentité le 14 juillet 2023. Les opérations chirurgicales, les thérapies hormonales, le changement de la mention du sexe dans les documents d’identité sont strictement interdits. Des dérogations médicales, liées à l'intersexuation y compris celle des mineurs et à sa répression non désirée, peuvent être examinées par une commission spéciale en cas « d’anomalies congénitales » chez les enfants ou de maladies génétiques ou endocriniennes. Les mariages entre cis et trans de même sexe biologique assigné sont « annulés » en tant qu'unions homosexuelles après l’entrée en vigueur de la loi. Enfin, les personnes transgenres ont l’interdiction d’avoir la garde d’enfants ou d’en adopter,.

### Taïwan
Audrey Tang, nommée ministre du numérique en 2016, est la première membre d'un gouvernement au monde à se déclarer ouvertement transgenre. Elle souhaite que la transidentité soit reconnue sur la carte d'identité.

### Thaïlande
Le parlement compte, pour la première fois, quatre députés transgenres subséquemment aux élections de 2019. Le pays abrite une population transgenre plus visible et affirmée que dans les pays avoisinants. L'une d'entre elles souhaite devenir Première ministre en 2019. Sa carte d’identité l'identifie toujours comme un homme. Elle doit toujours utiliser les installations pour les hommes dans les hôpitaux publics. La Cour Constitutionnelle en 2020 retire son mandat à l'une d'elles considérant « qu’actionnaire d’une société de médias », elle enfreint la loi électorale. Soulignant une présence avérée dans la société, des manifestants défilent à Bangkok en 2020 en faveur notamment de la protection des trans.

### Turquie
En 2016, une jeune femme trans est condamnée à la réclusion criminelle à perpétuité pour sa transidentité, pour séparatisme officiellement, et précisément incarcérée dans une prison pour hommes. Elle observe une grève de la faim afin de bénéficier d'une opération de réattribution sexuelle. Un tribunal rend une décision favorable. Des rapports positifs de l’hôpital sont produits mais l’opération est toujours écartée. Désespérée, elle procède elle-même à l'ablation de son pénis. Elle est transférée à la prison de Metris, à Istanbul, dans une unité spéciale d'un centre de soins. Une trans adresse une lettre ouverte au président Recep Tayyip Erdoğan pour davantage de justice dans le domaine de la transidentité. Esmeray Özadikti, âgée de 50 ans, est une candidate trans placée en troisième position sur la liste du Parti des travailleurs de Turquie aux élections législatives du 14 mai 2023 à Istanbul. Ses priorités portent sur la protection des droits des personnes LGBT+ sur la base de l'égalité de citoyenneté, de fournir des emplois et d'améliorer les conditions de vie des personnes proposant des prestations de charme tarifés,,.

### Viêt Nam
Une loi adoptée en 2015 et entrée en vigueur à partir du 1er janvier 2017 permet à ceux qui ont subi une opération de changement de sexe de s'inscrire auprès du gouvernement sous leur nouveau sexe. Jusqu’à présent, seules les personnes sans organes sexuels complets ou nées avec des organes sexuels masculins et féminins, donc sans sexe biologique clair, pouvaient être légalement concernées par une opération de réattribution sexuelle, y compris non consentie, et dans le sens de plus de binarité. Des actions de sensibilisation sont menées auprès des jeunes par des associations,.

## Europe
Le parlement européen vote dès 1989 une résolution « sur les discriminations dont sont victimes les transsexuels ». La même année, l'assemblée parlementaire du conseil de l'Europe recommande au Comité des Ministres d'élaborer une recommandation invitant les États membres à réglementer le cas du transsexualisme irréversible par un texte législatif, aux termes duquel :
1. la mention concernant le sexe de l'intéressé devrait être rectifiée dans le registre des naissances, ainsi que dans ses pièces d'identité
2. le changement du prénom devrait être autorisé
3. la vie privée devrait être protégée
4. toutes discriminations dans la jouissance des libertés et droits fondamentaux devraient être interdites conformément à l'article 14 de la Convention européenne des Droits de l'Homme.

Puis en 2015, elle adopte la résolution 2048 sur la discrimination à l’encontre des personnes transgenres en Europe.
Une majorité de pays en Europe donnent le droit aux personnes transgenres de pouvoir au moins changer leur prénom, et la plupart offrent également la possibilité de changer leur certificat de naissance.
Plusieurs pays européens reconnaissent le droit aux personnes trans de se marier selon leur sexe postopératoire. Croatie, Tchéquie, Danemark, Finlande, France, Allemagne, Irlande, Italie, Pays-Bas, Norvège, Pologne, Portugal, Roumanie, Suède, Espagne, Turquie et Royaume-Uni ont tous reconnu ce droit. La Convention qui prévoit des règlements pour la reconnaissance des décisions de changement de sexe a été signée par cinq pays européens, et ratifiée par l'Espagne et les Pays-Bas.
Le Parlement européen, dans une résolution adoptée en 2015, réclame la mise en place d'actions spécifiques visant à renforcer les droits des différents groupes de femmes, en accordant une attention particulière notamment aux personnes homosexuelles, bisexuelles, trans et intersexes. Le Parlement européen publie en 2018 un rapport sur la situation des droits fondamentaux dans l’Union européenne. Il « condamne avec force la promotion et la pratique de thérapies de conversion pour les personnes LGBTI et encourage les États membres à ériger ces pratiques en infractions pénales condamne également avec force la pathologisation des identités transsexuelles et intersexuées ». Il « prie instamment tous les États membres d’adopter des mesures pour faire respecter et défendre de manière similaire les droits à l’identité de genre, à l’expression du genre, à l’intégrité physique et à l’autodétermination » (voir infra la proposition de la loi pour la France). Par une résolution datée du 1er mars 2018, le Parlement européen, s'agissant de la situation des droits fondamentaux dans l’Union européenne, « se félicite des initiatives interdisant les thérapies de conversion pour les personnes LGBTI et la pathologisation des identités transsexuelles, prie instamment tous les États membres d’adopter des mesures similaires qui respectent et défendent le droit à l’identité de genre et l’expression de genre ». Les chargés des Affaires européennes de la France, de la Grande-Bretagne et de la Tchéquie déclarent conjointement le 18 juin 2020 : « Nous condamnons fermement toute mesure d'exclusion et de discrimination et désapprouvons fermement les restrictions aux droits humains et à l'égalité », et notamment le refus de toute reconnaissance légale des transsexuels et transgenres. La CJCE se prononce le 4 octobre 2024 en faveur de l'obligation pour les autres États de reconnaître un changement de genre obtenu dans un État membre pour les personnes multinationales. En l'occurrence, la reconnaissance de changement de genre à l'état civil britannique obtenu avant le Brexit, pour une personne trans de nationalité britannique et roumaine, doit être également reconnue en Roumanie.

### Albanie
Malgré l'adoption d'un texte en faveur de l'autodétermination en 2011, qui ne dissocie pas interventions médicales et juridiques, les trans souffrent d'un fort rejet sociétal.

### Allemagne
En 1980, une loi est venue autoriser et encadrer le changement de genre juridique et de prénom associé. Cependant, le changement de prénom dans le cadre de la transition de genre redevenait juridiquement impossible si la personne accueillait un enfant plus de 300 jours après la demande de changement de prénom dans ce cadre.
Initialement, le droit allemand obligeait aussi les parents à donner à leur enfant un prénom cohérent vis-à-vis du sexe,, ce qui n'est plus le cas depuis que le Tribunal constitutionnel fédéral a établi en 2008 qu'il n'y a pas d'obligation pour que le prénom soit spécifique du sexe. Il est désormais possible de valider un changement de prénom avant de changer juridiquement de sexe, ou encore de réunir ces deux procédures juridiques en une seule.
Dans les deux cas, la "loi sur les transsexuels" exigeait des personnes en transition qu'elles se présentent devant un tribunal et fournissent deux rapports d’experts, en général des psychothérapeutes, afin que le nom et le genre auxquels elles s’identifient soient juridiquement reconnus. Ces expertises judiciaires étaient destinées à évaluer trois critères :
- la personne « ne s'identifie pas à son sexe/genre assigné à la naissance[478], mais à un autre »,
- la personne « ressent une contrainte à vivre selon ces idées depuis au moins trois ans » et
- il doit y avoir une forte probabilité que le sentiment d'appartenance à l'autre sexe/genre[478] ne va pas changer.

Pour le changement de sexe juridique, il était aussi exigé que la personne :
- soit définitivement stérile et
- qu'elle ait subi une intervention chirurgicale qui remplace ses caractéristiques sexuelles externes par une « approximation significative » de l'apparence du sexe désiré.

Ces exigences ont été déclarées inconstitutionnelles par une décision de la Cour suprême en 2011.
À l'origine, la loi disposait que ni le changement de prénom ni le sexe juridique adapté n’étaient disponibles pour les personnes de moins de 25 ans. Cette condition a été déclarée nulle par les tribunaux, et aujourd'hui il n'y a pas d'âge minimum, y compris pour les mineurs. Jusqu'en 2008, la personne devait être célibataire, ce qui a également été abrogé en tant qu'en contradiction avec la légalité.
Cette loi s'appliquait seulement pour les citoyens allemands ; il y avait des exceptions seulement pour les citoyens non allemands ayant un statut juridique très spécifique, comme les personnes apatrides vivant légalement en Allemagne, ou dans le cas où l'État étranger n'avait pas un droit équivalent, ce qui serait en conformité avec la constitution allemande.
Plusieurs décisions judiciaires ont en outre précisé quelques points. Par exemple, une personne avec seulement un changement de prénom a le droit d'être appelée « Herr » ou « Frau » (M. ou Mme) en fonction de son prénom, et non pas en fonction de son sexe juridique. De même, les documents doivent être émis en reflétant son identité de genre réelle, et non pas son sexe juridique. Les références de l'emploi, les certifications et autres documents antérieurs au changement de prénom peuvent être réémis avec le nouveau prénom, de manière efficace, il est impossible pour un nouvel employeur d'en apprendre davantage sur le changement de nom et/ou le sexe juridique. Aussi, les personnes avec seulement un changement de prénom n'ont pas l'obligation de divulguer leur sexe juridique aux employeurs.
Les demandeurs en transition déplorent son coût (jusqu'à 2 000 €), la lourdeur de cette procédure et les questions personnelles très intimes, notamment sur leur passé sexuel ( voir supra les rapports d'experts devant le juge).
Le projet de loi de 2022 prévoit que désormais, le demandeur adulte déclarera directement auprès de l’administration compétente le changement souhaité sur les documents officiels. Il bénéficie du soutien des sociaux-démocrates, des Verts et des Libéraux du FDP. Un délai subséquent de trois mois sera nécessaire pour que les changements demandés prennent effet. Le gouvernement annonce également la nomination d’un délégué ministériel à la cause "queer" afin de lutter contre les discriminations sexuelles et de genre. Le 9 mai 2023, le gouvernement présente ce projet de loi visant à simplifier les changements de nom officiel et de genre, supprimant l'exigence préalable d'une expertise et d'une approbation par un tribunal prévue par la loi de 1981. Les adultes pourront légalement changer directement leur nom et leur sexe dans le registre d'état civil. Cette loi s'appliquera également aux mineurs. S'ils sont âgés de moins de 14 ans, une déclaration de modification doit être soumise par leur tuteur légal. Dès 14 ans, ils peuvent le faire eux-mêmes en présentant une lettre en leur faveur émanant de leur tuteur. Cette législation libéralisée sur l'autodétermination s'applique dorénavant, dans des conditions inchangées quant à la nationalité, en lieu et place de la législation passée sur la transsexualité. Les dispositions contraignantes relatives à la transparentalité et à l'adaptation patronymique ne sont en outre plus d'actualité.
Anastasia Biefang, lieutenante-colonelle trans de la Bundeswehr, reçoit un blâme de sa hiérarchie en 2019 pour avoir affiché sur son profil Tinder la mention: «Directe, sensuelle, trans*, en relation ouverte, cherche sexe. Tous genres bienvenus». Elle conteste cette sanction devant le tribunal administratif fédéral qui rejette son recours le 25 mai 2022. Le jugement retient contre elle un comportement qui: « contrevient au code de bonne conduite qu’une commandante de bataillon ayant environ 1 000 personnes sous ses ordres doit respecter en dehors de son service ». Elle envisage de saisir la Cour constitutionnelle fédérale car cette punition porterait atteinte à ses droits fondamentaux.

### Andorre
Une loi sur la capacité juridique des personnes et la famille est adoptée par le Parlement le 21 février 2022 (Llei 30/2022, del 21 de juliol 2022, qualificada de la persona i de la família). Elle permet aux personnes transgenres de mettre à jour leur nom et leur sexe sur les documents juridiques par un processus simple, sans intervention médicale. Les personnes majeures et les mineurs émancipés peuvent demander la rectification de la mention d'inscription après leur sexe si cette mention ne correspond pas à l'identité de genre qu'ils ressentent comme la leur. Ils doivent prouver qu'ils se présentent publiquement depuis deux ans ou plus et qu'ils sont connus sous cette identité dans leur environnement familial, professionnel ou social proche. L'accréditation de l'identité de genre, considérée comme une démarche ayant un caractère personnel, n'exige pas que la personne ait subi une opération de réattribution sexuelle ou qu'elle ait été traitée médicalement. Les personnes âgées handicapées doivent en faire la demande avec le soutien dont elles ont besoin, le cas échéant. La demande de rectification de l'inscription de la mention du sexe est instruite devant la juridiction compétente par la remise d’une requête personnelle déposée au greffe, avec la production d'un rapport préalable du ministère public et l'audition de l'intéressé. La résolution judiciaire acceptant la rectification de la mention d'inscription du sexe doit comporter le nouveau nom demandé par la personne concernée, à moins que celle-ci ne décide de conserver celui qu'elle possède. La rectification de la mention du sexe permet à la personne d'exercer tous les droits inhérents à sa nouvelle identité,,.
La loi du  15 février 2019, sur les droits des enfants et des adolescents établit, dans son article 23, un droit à l'identité: « Tous les enfants et adolescents ont le droit d'être respectés et accompagnés dans la détermination de leur identité de genre » . Les administrations publiques, dans le cadre de leurs attributions, doivent garantir le plein respect des principes de l'égalité de traitement et des chances dans la diversité sociale des enfants et des adolescents, au sens d'éviter ou d'éliminer tout obstacle injustifié en termes d'équité et d'interdire la discrimination par cause d'(…) identité ou expression de genre (article 12).

### Autriche
Il n’existe pas actuellement de texte spécifique relatif au changement de sexe/genre et de prénom après un changement de sexe/genre. En 2006, le décret du ministre fédéral de l'intérieur du 27 novembre 1996 sur le statut des transsexuels (Transsexuellen-Erlass), interdisant aux personnes mariées de changer de prénom après un changement de sexe/genre, a été annulé par la Cour constitutionnelle. Selon elle, une rectification du sexe inscrite dans le registre des naissances à la condition que le demandeur ne soit pas marié manque de base juridique. L'existence d'un mariage ne saurait pas davantage empêcher la rectification du sexe d'une personne. Au regard de l'article 139 alinéa 3 de la Constitution fédérale, la Cour constitutionnelle doit « annuler non seulement les parties préliminaires d'un règlement, mais aussi l'ensemble du règlement si elle constate, entre autres, que l'ensemble du règlement a été publié illégalement »,. Les personnes transgenres mariées qui ont subi une chirurgie de réattribution sexuelle ne sont plus obligées de divorcer pour être légalement reconnues dans leur nouveau genre. Il existe donc des couples mariés du même sexe, à la suite de la conversion sexuelle de l’un des membres d’un couple alors que le droit autrichien interdit le mariage homosexuel. Les autorités n’ont pas annulé ces unions.
La directive du Conseil de l'Union européenne no 2004/113/CE interdisant la discrimination fondée sur le genre dans l’accès aux biens et aux services et à la fourniture de biens et services sera transposée en droit national par 17 textes,.

### Belgique
Une loi de 2007 facilitait le changement de sexe sur la carte d'identité. Cependant elle était contestée par certaines associations transgenres, notamment sur le point concernant la procréation où il est dit que « l’intéressé n’est plus en mesure de concevoir des enfants conformément à son sexe précédent ». Sous le régime de cette loi, la personne trans devait respecter certaines conditions. Elle est abrogée par la loi du 25 juin 2017. La nouvelle loi permet entre autres à une personne majeure de demander à changer de marqueur de genre et de prénom sur simple déclaration à l'officier d'état civil de la commune. Pour les majeurs, la procédure est la suivante: dépôt d'un formulaire de demande de changement de genre à l'officier d'état civil de la commune où la personne est inscrite dans le registre de la population. Le choix est irrévocable. Un document daté portant accusé de réception est communiqué. La demande est transmise au Procureur du Roi dans un délai compris entre 3 et 6 mois qui peut s'opposer au changement pour cause de contrariété à l'ordre public (par exemple en raison d'une tentative de fraude à l’identité: la personne est recherchée par la justice ou des créanciers). Si le Procureur du Roi ne formule pas d’avis trois mois après le dépôt de demande, l’avis est considéré comme positif. Il pourra revenir sur cette autorisation si des éléments nouveaux étaient portés à sa connaissance en matière de contrariété à l'ordre public. Entre trois et six mois au plus tard après la première déclaration, il est nécessaire de se présenter une seconde fois auprès du service de l’état civil du lieu de la première déclaration avec un autre formulaire. Le Service de l’état civil établira alors l’acte de modification de l’enregistrement du sexe et l’associera aux autres actes de l’état civil qui mentionnent le sexe. Cette procédure est autorisée à partir de 16 ans.
Pour le changement de prénom, elle est similaire mais plus courte car l'avis du Procureur du Roi n'est pas requise. Elle est autorisée à partir de 12 ans. En 2019, la Cour constitutionnelle annule certaines dispositions de la loi "transgenre" du 25 juin 2017, les jugeant déraisonnablement contraignantes et donc discriminatoires. Elle considère lacunaire notamment le maintien de catégories binaires, homme ou femme, au niveau de l'enregistrement de la mention du sexe dans l'acte de naissance. Elle invite le législateur à retenir le principe d'autodétermination. Le gouvernement d'Alexander de Croo s'emploiera durant son mandat à rendre juridiquement possible l'enregistrement d'une personne comme 'X'.
Petra De Sutter est une députée européenne écologiste transgenre. Elle devient en octobre 2020 la première vice-première ministre trans du Pays et en Europe.
Dans l'enseignement supérieur, la province de Hainaut est attentive à ce sujet et l'aborde sous certains aspects au sein de la Haute École provinciale de Hainaut Condorcet. Une détenue trans est incarcérée dans un prison pour hommes alors qu'elle demande de pouvoir vivre dans une prison pour femmes. Son traitement hormonal est commencé avant son incarcération. La direction de la prison le sait. Elle est humiliée au quotidien par les agents pénitentiaires qui la mégenrent à dessein,.
L' IEFH belge diffuse un guide d'accompagnement pour les personnes trans au travail. Une militaire membre des forces spéciales reconnait avoir été très bien accompagnée dans sa transition (MtF) par le ministère de la Défense en 2021.

### Bulgarie
Un homme trans né en 1970 en Bulgarie et habitant de Stara Zagora est inscrit à sa naissance sur les registres d’état civil comme étant de sexe féminin et portant un prénom à consonance féminine. Il indique qu’il a pris conscience dès l’adolescence que son identité sexuelle était masculine et menait une vie sociale en tant qu’homme sous un nom et un prénom masculins. Depuis 2008, il vit en concubinage avec une femme qui a donné naissance à un enfant en 2010, à l’aide d’une insémination artificielle avec donneur. L’enfant et lui-même s’identifient mutuellement comme père et fils. Sur la photographie de sa carte d’identité, datée de novembre 2011, son apparence est celle d’un homme. D'après une expertise médicale datée du 28 mai 2014, il présente les caractéristiques d’un véritable transsexualisme, avec une identification consciente et permanente au sexe masculin. En 2014, dans le cadre de son parcours de transition sexuelle, il fait procéder, à sa demande, à une intervention chirurgicale d'ablation des glandes mammaires et du tissu parenchymateux. Cependant, « il ne pouvait entreprendre une conversion médicale complète avant qu’un tribunal ait reconnu juridiquement sa réassignation de sexe. Il dit avoir soumis sa demande de changement de sexe et de nom auprès des tribunaux ». En l'occurrence le tribunal de première instance puis la juridiction d'appel les ont rejetés car seulement considérés « comme mal fondées ». La Cour européenne des droits de l'homme « conclut que le refus des autorités internes de reconnaître légalement la réassignation de sexe du requérant sans avancer pour cela de motivation suffisante et pertinente, et sans expliquer pourquoi dans d’autres affaires une telle réassignation pouvait être reconnue a porté une atteinte injustifiée au droit du requérant au respect de sa vie privée ». Il y a bien eu violation de l’article 8 de la Convention européenne des droits de l'homme car l’État bulgare ne s’est pas acquitté de son obligation positive de respect de la vie privée du requérant, notamment dans son aspect relatif à l’identité sexuelle,.

### Chypre
La procédure juridique de changement de sexe et de prénom est relativement simple et directe. Les nouveaux documents établis après le changement de nom/genre ne remplacent pas les précédents. Les anciens et nouveaux documents sont donc valables simultanément.

### Croatie
En 2013, le Commissaire aux droits de l'homme du Conseil de l'Europe appelle les autorités croates à clarifier le cadre juridique concernant la reconnaissance officielle des personnes transgenres dans le choix de leur appartenance sexuelle.
La transition de genre est légale. Les certificats de naissance peuvent être légalement modifiés pour la reconnaître. Jusqu'en juin 2013, le changement de genre devait toujours être mentionné sur l'acte de naissance d'un individu. Cependant, le 
29 mai 2012, le gouvernement annonce l'adoption de mesures supplémentaires destinées à protéger les personnes transsexuelles et transgenres. En vertu des nouvelles règles, la mention d'une opération de réassignation sexuelle ne doit plus figurer sur l'acte de naissance, ce qui garantit que ces informations restent privées. C'est également le cas pour les personnes qui n'ont pas recouru à une opération de changement de sexe mais qui ont entrepris un traitement hormonal substitutif.
À l'issue d'une bataille judiciaire de quatre ans menée auprès des autorités publiques, un jeune homme de 18 ans est autorisé à modifier ses documents personnels sans avoir à subir une opération de réassignation sexuelle stérilisante. Les autorités l'exigeaient avec insistance alors que la loi ne prévoyait pas. Avec le soutien de sa mère, le garçon avait suivi une thérapie hormonale et vivait depuis longtemps dans son véritable genre. La Cour constitutionnelle décide finalement que le ministère de l'administration publique doit modifier les documents. Plusieurs organismes, dont le ministère de la Santé et le Conseil national de la santé, modifient leurs procédures pour tenir compte de la nouvelle jurisprudence.
La Croatie n'exige désormais plus de procédures médicales, telles que la stérilisation, les interventions chirurgicales ou les traitements hormonaux, comme conditions préalables à la reconnaissance légale du genre. Cependant, un diagnostic de troubles mentaux, une évaluation du temps vécu dans la nouvelle identité de genre et le célibat (ce qui oblige les personnes mariées à divorcer) sont requis avant de pouvoir apporter des modifications aux documents officiels. En raison de ces exigences onéreuses, de nombreuses personnes transgenres disposent toujours de documents qui ne correspondent pas à leur identité de genre et rencontrent de sérieuses difficultés pour accéder aux services et aux équipements réservés à un genre,. Les textes anti-discriminations existent avec des dispositions sur l'identité sexuelle mais ne sont pas appliqués.

### Danemark
En 1930, l’artiste peintre Lili Elbe est l’une des premières personnes transgenres à bénéficier d’une opération de réattribution sexuelle. En 2015, son histoire est racontée au cinéma dans Danish Girl.
Une action en justice contre l’administration pénitentiaire de la prison de Hestedvester est introduite par une femme trans ayant réalisé son changement de genre à l'état civil pendant sa détention sans bénéficier d'une opération de réattribution sexuelle, afin d'être déplacer vers une prison pour femmes. Après un premier refus, en appel la Haute Cour de l’Est du Danemark rejette en 2023 la présence de la prisonnière dans une prison pour femmes car cela « poserait un risque de sécurité non insignifiant pour les femmes détenues ».

### Espagne
La loi du 15 mars 2007 réglementant le changement de sexe des personnes permet aussi la modification de la mention du sexe dans les documents officiels comme le registre d'état civil et le numéro national d'identification [Documento Nacional de Identidad], si les conditions énoncées dans la loi sont remplies. En l'occurrence, il est nécessaire d'être de nationalité espagnole, d'avoir l'âge légal et que l'état soit entériné par les rapports médicaux appropriés. Le changement se fait par la voie administrative en déposant une demande accompagnée de la documentation correspondante à l'état civil du lieu de résidence de l'intéressé. En 2019, Elsa, une enfant transgenre âgée de 8 ans, prononce un discours devant l'assemblée du conseil régional de l'Estrémadure afin de faire reconnaître le droit de ce que l'on est vraiment pour vivre heureux. Le gouvernement de Pedro Sánchez rétablit en 2021 l’accès gratuit à la PMA pour les femmes célibataires et les couples de femmes, supprimé en 2014. La mesure est étendue aux grossesses de personnes légalement transmasculines, point de législation plus libéral que dans beaucoup de pays, notamment la France. Depuis le 22 décembre 2022, la loi permet aux personnes, dès 16 ans, de changer leur genre sur leurs papiers d’identité, sans avoir à procurer des rapports médicaux ou de preuves de traitement hormonaux, chirurgicaux, ou encore d'études psychiatriques, dans un délai de trois mois après le dépôt de la demande et sa validation. Le texte autorise les 14-16 ans à effectuer ce changement à l’état civil, sous réserve qu'ils soient accompagnés de leurs parents. Pour les 12-14 ans, il est nécessaire d'obtenir l'accord de la justice. Rien n'est permis avant cette limite. Les thérapies de conversion de toutes les personnes LGBT+ sont interdites sous peine d'une amende pouvant atteindre 150 000 euros.

### Estonie
Le règlement no 32 du 7 mai 1999 du ministère des affaires sociales intitulé « Exigences communes pour les actes médicaux de conversion sexuelle » (Soovahetuse arstlike toimingute ühtsed nõuded) les subordonne à une décision de la commission d’expertise médicale, nommée par le ministère des affaires sociales dont la demande est déposée auprès de ce ministère. Les justificatifs suivants doivent être présentés : une attestation d'avoir vécu sous une identité transgenre pendant au moins les deux ans précédant la demande, une déclaration d’un psychiatre excluant la possibilité que des troubles psychiatriques soient à l’origine du souhait de changement de genre/sexe et la compatibilité du genre/sexe chromosomique et gonadique attestée par une recherche génétique. Cette décision sert de base à l'autorisation, prise par un décret du ministère de affaires sociales, de pratiquer des actes médicaux de réattribution sexuelle. La personne devra attendre pendant un délai d'au moins deux ans avant de commencer ces actes ainsi que d'entreprendre les demandes de modifications juridiques nécessaires. Cela vaudra pour le changement de prénom et/ou du nom de famille auprès du bureau de l'état civil (articles 7 et 15 de la loi sur les noms du 15 décembre 2004 : Nimeseadus), l'obtention d'un nouveau numéro d'identification personnel (article 52 de la loi sur le registre de la population du 1er août 2000: Rahvastikuregistri seadus), la délivrance d'un nouveau passeport avec la production du nouvel acte d'état civil et enfin la modification du numéro personnel d’identification au registre des retraites d’État afin de conserver ses droits et en acquérir de nouveaux (article 31 du règlement no 22 du 18 janvier 2002: Riikliku pensionikindlustuse registri’ pidamise põhimäärus),,,,.

### Finlande
Les personnes souhaitant changer de sexe sur les documents officiels, tels que les passeports, les certificats de naissance et les pièces d'identité, doivent longtemps être stérilisées, par la réassignation chirurgicale de l'apparence, ou être "pour une autre raison infertiles" (notamment être des personnes intersexes, bien que certaines aient d'autre part les capacités reproductives de l'un ou l'autre sexe, qui leur a été attribué normalement à la naissance, et doivent donc en conserver la dimension légale et officielle de genre social, sans que d'autre part le système binaire associé à la tendance cissexiste sur le plan juridique ne corresponde ici à la composante biologique). La chirurgie stérilisante est donc requise pour les personnes trans dyadiques, et intersexes, fertiles, seules les personnes déjà stériles, notamment en raison de leur développement sexuel naturel, pouvant en être exemptées. Les mutilations sur les enfants au développement sexuel physiquement ambigu ne sont d'un autre côté pas rares. En 2012, une éventuelle modification de la loi est mise à l'étude sans succès par le ministère finlandais des affaires sociales et de la santé. Une recommandation du Conseil des droits de l'homme des Nations unies visant à supprimer l'obligation de stérilisation ou d'infertilité est rejetée par le gouvernement finlandais en 2017. En octobre 2017, un projet de loi visant à modifier la loi échoue parce que les députés ne sont pas assez nombreux à soutenir cette mesure pour qu'elle soit votée. La présidente de la commission, Tuula Haatainen, déclare précisément que seuls 8 des 17 membres de la commission soutiennent le projet de loi, ce qui ne donne de justesse pas de majorité. Ce projet de loi déposé par la députée de l'Alliance de gauche Silvia Modig en 2016 avait recueilli 85 signatures de députés au Parlement finlandais.
Sakris Kupila, militant transgenre et étudiant en médecine, s'est vu refuser un changement juridique de sexe après avoir refusé de se soumettre à ce processus, faisant campagne avec Amnesty International pour exiger un changement de la loi. Les personnes transgenres doivent également recevoir un diagnostic de troubles mentaux afin de changer de sexe légal.
En 2019, le cabinet Rinne nouvellement élu publie son programme législatif pour les quatre prochaines années. Il prévoit notamment la suppression de l'obligation de stérilisation pour les changements de sexe et l'interdiction des opérations chirurgicales sur les nourrissons intersexués,.
Cette législation votée concernant l'identité de genre entre en vigueur en avril 2023, dépathologise complètement la transidentification (après que le "travestisme" a été rayé de la liste des maladies mentales en 2011) et permet aux adultes de faire correspondre leurs genres social et légal sans chirurgie requise ni intervention médicale ou diagnostic psychiatrique, sur simple déclaration d'identité civile, mais ne prévoit aucune possibilité de changer d'identité de genre officielle pour les enfants et adolescents mineurs qui le demanderaient. La Finlande ne s'inscrit toujours pas au nombre des pays qui reconnaissent en adaptant le droit la non-binarité de personnes dyadiques ou intersexes, ni qui protègent l'autodétermination des personnes intersexuées biologiquement y compris en légiférant sur la chirurgie des mineurs.

### Géorgie
Les préjugés discriminants demeurent répandus et précarisent les conditions de vie des personnes transgenres. La modification du genre figurant sur la carte d’identité et les autres documents juridiques officiels est conditionnée par une opération de réattribution sexuelle. Elle n'est pas financée par l’État. Kesaria Abramidzé, une influenceuse trans âgée de 37 ans est sauvagement assassinée au lendemain du vote d’une loi contre la « propagande des relations homosexuelles » en 2024.

### Grèce
La conversion sexuelle est pratiquée et a été au moins une fois prise en charge par la Sécurité Sociale grecque (IKA). Une fois l'opération de réattribution sexuelle réalisée, l'intéressé a le droit de changer son prénom en suivant une procédure relativement simple,.

### Hongrie
Une décision rendue en 2018 par la Cour constitutionnelle permet à toute personne de faire reconnaître son identité de genre. Le changement de sexe est un droit fondamental selon elle. Le gouvernement de Viktor Orbán envisage de contrer cette possibilité par un texte déposé en mars 2020 (projet de loi T/9934) selon lequel le registre d'état civil certifie juridiquement le sexe de naissance car il s'agit d'une question de fait établi par un médecin,. Le genre se définissant selon ce projet comme :« le sexe biologique, basé sur les caractéristiques sexuelles primaires et les chromosomes ». Ce texte est adopté en mai 2020. Le 15 juillet 2021, la Commission européenne signale avoir introduit des procédures d’infraction à l’égard de la Hongrie au sujet de cette loi.
Deux femmes trans se sont mariées en 2020 malgré l'interdiction du mariage homosexuel. L'une d'elles avait bénéficié d'un changement de sexe sur son acte de naissance après sa transition en 2013. Considérée comme femme d'un point de vue juridique, elle a pu épouser une femme trans enregistrée en tant qu'«homme» auprès de l'État civil.

### Irlande
En Irlande, il était impossible pour une personne trans de modifier son certificat de naissance jusqu'en 2015. Un cas de refus de la Haute Cour par Lydia Foy en 2002 a été révélé ; son certificat de naissance a été considéré comme un document historique.
Foy avait entrepris une nouvelle procédure devant la Haute Cour, en invoquant les décisions de la Cour européenne des droits de l'Homme. Sa demande a été entendue entre le 17 et le 26 avril 2007, et le jugement a été réservé. L'arrêt a été donné à la Haute Cour le 19 octobre 2007. Le juge a estimé que l’État irlandais n'a pas respecté les droits de Foy en vertu de l'article 8 de la Convention européenne des droits de l'homme en ne fournissant aucun moyen pour obtenir un nouveau certificat de naissance dans son genre féminin. Il a été indiqué que le droit irlandais dans ce domaine était incompatible avec la Convention. Il a également été dit qu'il aurait trouvé que son droit de se marier en vertu de l'article 12 de la Convention avait été violé. Le 14 février 2008, le juge a accordé la déclaration que les articles de la Loi sur l'enregistrement civil de 2004 étaient incompatibles avec l'article 8 de la Convention. Ce fut la première déclaration d'incompatibilité en vertu de la Convention européenne des droits de l'homme. La loi est adoptée en 2003.
Le Gouvernement a fait appel de cette décision, mais a abandonné son appel en juin 2010 et a mis en place un groupe consultatif, composé de fonctionnaires, pour faire des recommandations pour la nouvelle législation. Le rapport du groupe consultatif a été publié en juillet 2011, mais il y avait une controverse sur certaines de ses recommandations, notamment que les personnes transgenres mariées devraient divorcer avant de pouvoir être reconnues dans leur genre acquis. Lors du lancement du rapport, le Ministre responsable a déclaré que le Gouvernement mettrait en place la législation de la reconnaissance du genre dès que possible. Aucune législation n’a été introduite en février 2013, et Foy a publié la nouvelle procédure devant la Haute Cour pour obtenir une déclaration que l'État soit tenu de lui délivrer un nouveau certificat de naissance dans son genre féminin, ou à défaut, que l'État était en violation de la Constitution irlandaise ou de la Convention européenne des Droits de l'Homme, parce qu'il avait omis de lui fournir un recours effectif en cas de violation de ses droits.
Le 15 juillet 2015, l'Irlande a adopté une loi qui permet le changement légal de genre, sans même l'exigence d'une intervention médicale,.
Il est possible depuis la promulgation de la Loi sur la reconnaissance du genre de 2015 de demander un certificat de reconnaissance du genre grâce à l'auto-détermination pour toute personne âgée de 18 ans ou plus, résidant en Irlande, et inscrit sur les registres de naissance ou d'adoption. Les personnes âgées de 16 à 18 ans doivent obtenir une ordonnance de la cour à la dispense de l'exigence normale d'avoir au moins 18 ans au moment de faire la déclaration du formulaire de demande.
Un certificat de reconnaissance du genre permet à une personne de changer officiellement de sexe par l'auto-détermination, sans aucune exigence de traitement hormonal ou chirurgical, ou d'une évaluation par, ou au nom de, l'État.
Selon le journal The Guardian, cela fait de l'Irlande un des quatre pays au monde où les gens peuvent changer légalement de sexe par auto-détermination.

### Islande
La loi no 57-2012 sur le statut juridique des personnes transgenres autorise celles qui sont diagnostiquées transgenres et ont reçu un traitement de la part de l’équipe spécialisée dans les troubles de l’identité de genre de l’Hôpital universitaire national, à déposer une demande auprès du groupe d’experts sur les troubles de l’identité de genre pour obtenir la reconnaissance de leur appartenance à l’autre genre. Il est nécessaire d'obtenir un rapport de l’équipe de l’hôpital, indiquant que la personne demanderesse a été prise en charge dans ce service pendant au minimum 18 mois et qu’elle vit dans l’autre genre depuis au moins un an. La demande n'est pas conditionnées par une intervention chirurgicale, un stérilisation ou un divorce. Aucune demande n’a été refusée dans le cadre de ce protocole médical. Les demandeurs doivent être notamment majeurs, domiciliés en Islande et bénéficier de l’assurance maladie. L'enregistrement officiel auprès de l'état civil (Registers Iceland) est subordonné à un changement de nom conformément à la loi sur les noms et patronymes.

### Italie
Une femme trans est autorisée par le tribunal civil de Rome à recourir à une opération chirurgicale de réattribution sexuelle le 10 mai 2001. Cependant, elle est obligée d'attendre 2003 que le tribunal constate la réalisation de l’opération pour se prononcer définitivement sur son identité de genre et de pouvoir ainsi changer de prénom, conformément à l’article 3 de la loi no 164 de 1982 en vigueur au moment des faits. Le 30 mai 2001, en attendant de pouvoir effectuer l’intervention chirurgicale autorisée par le tribunal, elle demande au Préfet de Rome le changement de son prénom sur le fondement de l’article 89 du décret présidentiel no 396 de 2000. Selon elle, son parcours de transition a débuté depuis plusieurs années, et au regard de son aspect physique, l’indication d’un prénom masculin sur ses documents d’identité est un motif d’humiliation et d’embarras permanent. De plus, elle affirme que les délais d’attente pour l’intervention chirurgicale sont de quatre ans environ. Par une décision rendue le 4 juillet 2001, le Préfet rejette sa demande, car aux termes du décret présidentiel no 396 de 2000, le prénom d’une personne doit correspondre à son sexe. Or, d'après lui, en l’absence d’une décision judiciaire définitive portant rectification de l’attribution du sexe au sens de la loi précitée de 1982, son prénom ne peut pas être modifié. Elle saisit la CEDH en 2018 afin de contester cet empêchement et obtient un dédommagement de 2 500 € au titre de la réparation du préjudice moral.
En 2011, un décret législatif modifie la loi de 1982 précitée en établissant la non nécessité d'obtenir une décision du tribunal dans ces procédures s'agissant des personnes déjà opérées, car la rectification de l'état civil peut être ordonnée par le juge en même temps que la décision autorisant l'intervention chirurgicale. La Cour constitutionnelle également considère que pour obtenir la rectification du sexe sur les registres de l'état civil, une intervention chirurgicale n'est plus exigée, s'il est démontré que le parcours de transformation de la personne est "sérieux, univoque et définitif".

### Lettonie
Il est possible de réaliser une opération de réattribution sexuelle et de changer légalement d'identité (prénom et nom) au regard de la loi du 29 avril 2009 mais le système de santé national ne permet pas sa prise en charge. Même si le droit letton ne définit pas le "changement de sexe", cependant un certificat médical doit être soumis aux autorités afin de changer juridiquement de sexe d'après l'article 37 de la loi sur l’état civil du 1er janvier 2013,.
En 2004, les autorités refusent un changement de genre auprès de l'état civil à une personne transgenre qui avait subi un changement partiel de sexe. Selon cette personne, il existerait un autre cas pour lequel le genre officiel inscrit à l'état civil a été modifié après un changement partiel de sexe. Elle intente une action en justice. La Cour suprême juge en 2008 que, dans ce cas particulier, l'identité légale aurait dû être modifiée, car les autorités avaient déjà agi en ce sens dans des cas similaires. La personne, qui se présentait déjà comme un homme, risquait d'être confrontée à divers problèmes si elle devait s'identifier juridiquement comme une femme. Cette situation donne lieu à une proposition de loi en 2009 visant à modifier le droit applicables en obligeant les personnes transgenres à se faire stériliser afin de changer leur genre auprès des registres de l'état civil. Ces amendements sont toutefois rejetés par la Saeima.

### Liechtenstein
Un ressortissant liechtensteinois transgenre vivant dans le pays a été autorisé à modifier la mention de son nom et de son sexe sur les documents officiels conformément aux articles 46.1 et 87.2 de la loi sur les personnes physiques et les sociétés, après avoir bénéficié d'une opération de réassignation sexuelle en Suisse. Une autre personne transgenre ayant entamé un processus de transition sexuelle souhaite enregistrer le changement de nom et de genre. Il n’existe pas de dispositions juridiques spécifiques sur l’accès des personnes transgenres à un traitement de conversion sexuelle, la prise en charge par l’assurance maladie des frais s’y rapportant.

### Lituanie
L'article 2.27 alinéa 1 du code civil de 2000 prévoit pour la première fois le droit pour toute personne de changer de sexe. Il entre en vigueur le 1er juillet 2003 et dispose qu’un célibataire a droit à une conversion sexuelle médicale si cela est médicalement possible. Les conditions et la procédure de conversion sexuelle seront fixées par une loi distincte. Un projet de loi en ce sens est rédigé par un groupe de travail du ministère de la Santé au début de l’année 2003. Le 3 juillet 2003, le gouvernement l’approuve et le soumet pour examen au Parlement (Seimas). Bien qu'initialement prévu pour un vote à la séance plénière du Seimas le 12 juin 2003, l’examen du texte est reporté au 17 juin 2003, puis retiré le moment venu de l’ordre du jour parlementaire. À la même date, le président du Parlement fait distribuer une note écrite officielle concernant le projet. Il indique notamment ceci : « Le président du Seimas (...) s’oppose vivement aux opérations de changement de sexe et à l’examen en séance d’un projet de loi traitant de ce sujet [alors que] la démographie en Lituanie est de plus en plus menacée, le  Seimas n’a pas à aggraver la situation en discutant une loi aussi controversée, laquelle peut passer pour insultante aux yeux de la société compte tenu des problèmes bien plus importants que connaît le système de santé publique ». Dans un arrêt rendu le 8 août 2006, la Cour constitutionnelle dispose que les tribunaux sont enclins, le cas échéant, à combler une lacune législative, notamment aux fins de la protection des droits et des libertés d’une personne.
Un homme né de sexe féminin prend conscience très rapidement que son « sexe cérébral » est masculin et qu'il ne correspond pas à son sexe génital. Il entreprend différentes démarches sur le plan médical (psychique et organique) afin de conformer ses apparences physiques à son identité de genre. En 1999, son médecin traitant généraliste lui refuse de prescrire un traitement hormonal au regard de l’incertitude juridique quant à la possibilité de faire procéder à une chirurgie de conversion sexuelle complète permettant une réinscription à l’état civil sous une autre identité conformément au droit national. Il poursuit toutefois le traitement hormonal non officiellement, car on pensait à ce moment qu'un tel traitement devait être observé pendant deux ans avant que l’intervention complète ne soit effectuée. En mai 2000, cette personne bénéficie d'une « opération de conversion sexuelle partielle » : une ablation mammaire. Il se range à l’opinion des médecins selon laquelle l’intervention suivante ne devrait être réalisée qu’une fois le texte manquant adopté. Par la suite, la même année, il fait modifier son certificat de naissance et son passeport afin qu’ils indiquent sa nouvelle identité. En l'occurrence, le nom et le prénom choisis sont d’origine slave et ne révèlent donc pas son identité sexuelle, contrairement à un prénom et un nom lituaniens. Cependant, son numéro d'identification personnel indiqué sur son nouveau certificat de naissance et son nouveau passeport le considère toujours comme étant de sexe féminin. Il saisit la Cour européenne des droits de l'homme le 14 août 2003.
La CEDH dans son arrêt du 11 septembre 2007 conclut à la violation par l'État Lituanien du droit au respect de la vie privée prévu par l'article 8 de la convention européenne des droits de l'homme au regard d’« une lacune législative limitée en matière d’opérations de changement de sexe, du fait de laquelle le requérant se trouve dans une situation d’incertitude pénible pour ce qui est du déroulement de sa vie privée et de la reconnaissance de sa véritable identité ». L’État lituanien lui verse 40 000 € au titre de la réparation du dommage matériel et 5 000 € au titre de la réparation du dommage moral,.
Un projet de loi est examiné en 2012 devant le parlement lituanien afin d'interdire le changement de sexe par transformation chirurgicale.
La Commission européenne contre le racisme et l'intolérance, en 2016, recommande vivement aux autorités lituaniennes de se conformer sans plus attendre à l'arrêt de la CEDH de 2007. À ce jour, aucune nouvelle disposition n’a été adoptée,.
Une décision du 7 août 2019 d'un tribunal première instance juge en faveur du changement des inscriptions dans les actes d'état civil s'agissant d'un processus irréversible de changement de sexe d'homme à femme, du requérant.

### Luxembourg
Précédemment, il appartenait aux juges de décider quant au bien-fondé d'une demande en rectification de la mention relative au sexe sur l'acte de naissance. La jurisprudence retenait l'abandon irréversible des marques extérieures du sexe de naissance comme critère nécessaire et suffisant:« à la suite d'un traitement médicochirurgical subi dans un but thérapeutique, une personne présentant le syndrome du transsexualisme ne possède plus tous les caractères de son sexe d'origine et a pris une apparence physique la rapprochant de l'autre sexe, auquel correspond son comportement, le principe du respect dû à la vie privée justifie que son état civil indique désormais le sexe dont elle a l'apparence ».
Depuis le vote de la loi du 10 août 2018, lorsqu'une personne démontre par une réunion suffisante de faits que la mention relative à son sexe dans les actes de l'état civil ne correspond pas à celui dans lequel elle se présente et dans lequel elle est connue, peut déposer une demande auprès du ministre de la justice pour modifier la mention du sexe et d’un ou de plusieurs prénoms.
Le texte site expressément certains faits non limitatifs et non cumulatifs:
1. de se présenter publiquement comme appartenant au sexe revendiqué
2. d’être connu sous le sexe revendiqué de son entourage familial, amical, professionnel ou associatif
3. d’avoir obtenu le changement de son prénom afin qu'il corresponde au sexe revendiqué

L'accomplissement de traitements médicaux ou une opération chirurgicale ou une stérilisation ne peut motiver un refus de faire droit à la demande.
Pour les mineurs, dès l’âge de 5 ans, les titulaires de l’autorité parentale peuvent solliciter ces mêmes changements devant le tribunal d’arrondissement. À partir de l'âge de 12 ans, le consentement de l'enfant est nécessaire. Les personnes ne détenant pas la nationalité Luxembourgeoise ou celles possédant le statut de réfugié doivent pouvoir justifier d'une résidence habituelle et d'un séjour régulier au Grand-Duché de Luxembourg pendant au moins 12 mois consécutifs afin que leur demande soit recevable, dans les mêmes conditions.
La décision favorable ou défavorable du Ministre de la justice prise par arrêté ministériel est notifiée à l’officier de l’état civil de la commune de naissance de l'intéressé après avoir vérifié son d’identité sur convocation au ministère. Une mention de l’arrêté ou du jugement pour les mineurs est portée en marge de l’acte de naissance de la seule personne concernée. Aucune mention relative à la modification de la mention du sexe du parent n’est portée sur l’acte de naissance des descendants.
Subséquemment aux rectifications, ni le lien de filiation avec ses enfants, ni les droits et obligations qui en découlent ne sont modifiés. Si la personne intéressée conçoit un enfant ou donne naissance à un enfant après le changement de sexe, la filiation de cet enfant sera établie sur la base du sexe biologique de la personne intéressée.

### Macédoine du Nord
Un arrêt de la Cour européenne des droits de l'homme rendu le 17 janvier 2019 constate une absence de procédures juridiques " rapides, transparentes et accessibles " pour modifier, sur les actes de naissance, le sexe enregistré des personnes transgenres dans cet État. Le requérant, né de sexe féminin mais qui s'est toujours considéré comme appartenant au genre masculin (FtM), reçoit 9 000 euros au titre de la réparation du préjudice moral car il n'avait pu effectuer ces modifications après avoir réalisé sa transition. Cependant, la Commission d'État (cour administrative d'appel) rend le 10 février 2020 une décision faisant droit à la demande de changement de la mention du sexe / genre du demandeur. Le service du Registre d'état civil par la suite modifie la mention du sexe / genre du requérant dans les documents officiels. Le ministère de l'Intérieur émet un nouveau numéro d'identification national correspondant à son sexe / genre modifié. Le 26 octobre 2020, un nouvel acte de naissance avec la nouvelle mention du sexe / genre est délivré au requérant. Un projet de loi portant sur la reconnaissance du genre fait l'objet d'actives considérations au niveau intérieur.

### Malte
La Constitution de Malte modifiée en avril 2014, par son article 32, inscrit l'identité de genre dans le droit maltais au niveau le plus élevé dans la hiérarchie des textes en considérant que :« (…) toute personne à Malte a droit aux libertés et droits fondamentaux de la personne, c'est-à-dire le droit, quels que soient son lieu d'origine, (…) son sexe, son orientation sexuelle ou son identité de genre (….) ». Cela signifie que toutes lois ou autres normes contraires sont nulles et non avenues. Il s'agit du premier État européen et le deuxième au niveau mondial à inscrire l’identité de genre dans sa Constitution. Les thérapies de conversion parfois appelées aussi thérapies de réorientation sexuelle s'agissant de l'homosexualité ou l'identité de genre y sont pénalement interdites depuis 2016.

### Moldavie
Les personnes transgenres sont toujours obligées de fournir un certificat médical dont le diagnostic porte la mention "transsexualité" afin de demander le changement du sexe et du prénom sur leurs documents d'identité. Jusqu'à présent, changer les papiers étaient uniquement possible par une décision de justice, une procédure qui durait entre 6 mois à 12 mois. Les demandeurs devaient exposer leurs arguments en public. Aussi, la Cour suprême de justice a émis la recommandation no 16 sur la procédure d'examen des demandes relatives à la rectification des actes d'état civil à la suite du changement de sexe. Le ministère de la santé adopte l'ordonnance no 1268 du 17 décembre 2012 portant sur la création de la Commission pour l'établissement du trouble du genre. La personne transgenre soumet désormais tous les documents à l'Hôpital Psychiatrique du ressort territorial de sa ville de résidence. Les opérations de changement de voix, l'orchiectomie, mastectomie sont possibles. Cependant, la couverture médicale prend en charge seulement l'orchidectomie. Il s'agit d'une opération considérée comme nécessaire si le patient subit une l'hormonothérapie afin de réduire la pression sur le système hormonal. Cependant, des recours judiciaires en contestation sont menés par l'Agence des publics parfois jusque devant la Cour Européenne des droits de l'Homme, entrainant un retard de deux à trois ans. La modification de l'acte de naissance et l'obtention d'une carte d'identité reflétant le changement et la réalité dans laquelle vit le demandeur sont en pratique conditionnées à une opération de réattribution sexuelle.

### Monaco
Le droit monégasque est muet quant à l’accès aux traitements de transition de genre, le changement du prénom et la reconnaissance juridique du changement du genre. Cependant, le tribunal de première instance le 4 juillet 2022 autorise l’un de ses ressortissants à modifier son genre et son prénom. En l'occurrence, la mention « sexe masculin » remplace « sexe féminin » sur son acte de naissance à l'état civil. Dès l’âge de 4 ans, le demandeur s'identifiait comme appartenant au genre masculin. Depuis 2020, il bénéficie d'un programme médical de réattribution sexuelle. Précédemment en 2007, la juridiction avait autorisé le changement en faveur d'un prénom non genré pour un enfant né de sexe masculin.

### Norvège
Des réflexions sont menées par le gouvernement norvégien en 2015. Le 18 mars 2016, le gouvernement d'Erna Solberg présente un projet de loi visant à permettre le changement légal de sexe sans aucune forme d'évaluation psychiatrique ou psychologique, de diagnostic ou d'intervention médicale, pour les personnes âgées d'au moins 16 ans. Les mineurs âgés de 6 à 16 ans peuvent faire la transition avec le consentement de leurs parents,,. Le projet de loi est voté à une large majorité (79-13) par le Parlement le 6 juin 2016 et est entré en vigueur le 1er juillet 2016,. Un mois après son entrée en vigueur, 190 personnes avaient déjà demandé de changer de sexe.

### Pays-Bas
De 1985 à 2014, la transgenderwet (« loi transgenre ») autorisait le changement de sexe à l’état civil. Il était subordonné au suivi d'un traitement hormonal et à des opérations de réattribution sexuelle afin de ressembler au maximum au genre auquel la personne prétendait. Par la suite, une stérilisation irréversible était systématiquement pratiquée. Jusqu’en 2001, les personnes étaient contraintes de quitter leur partenaire. Le 27 novembre 2021, le gouvernement néerlandais présente officiellement ses excuses à la communauté transgenre s'agissant de ces mesures. Fin 2018, un droit à "congé transition" est accordé aux fonctionnaires municipaux par les communes d'Amsterdam et d'Amersfoort en mars 2019. En 2019, une loi interdit expressément les discriminations au travail, à l'accès au logement et aux soins médicaux ainsi que dans l'éducation, sur les bases de l'identité de genre, de l'expression de genre et des caractéristiques sexuelles. À partir de 2024-2025, les cartes d'identité ne mentionneront plus le sexe des citoyens. Le Transgender Netwerk Nederland mène différentes campagnes d'information dans le domaine juridique, comme en faveur du changement de sexe à l'état civil, des titres d'identités neutres, du droit à un congé de transition.

### Pologne

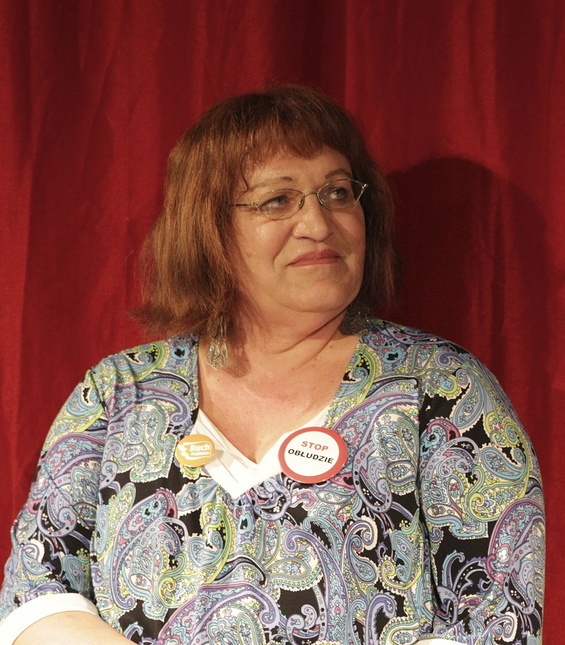
Anna Grodzka, la première femme trans députée en Europe.

En 1964, la Cour de Varsovie juge qu'il est possible, dans le cadre de procédures civiles, d'agir sur les registres de l'état civil, et déclarer un changement juridique de genre d'une personne trans après une chirurgie de réassignation génitale. En 1983, la Cour Suprême statue que, dans certains cas, lorsque les attributs genrés de la personne prédominent, il est possible de changer officiellement de genre avant même la chirurgie de réassignation génitale. Toutefois, aucune procédure spécifique n'étant prévue, les personnes trans doivent intenter un procès à leurs parents pour pouvoir changer de genre à l'état civil, en utilisant l'article 189 du code de procédure civile. En mars 2025, la cour suprême polonaise met fin à cette obligation.
En 2011, Anna Grodzka est la première parlementaire transgenre dans l'histoire de l'Europe ayant bénéficié d'une opération de réattribution sexuelle. Aux élections législatives polonaises de 2011, elle remporte avec 19 337 votes en faveur de son parti sur 45 079 suffrages exprimés dans la circonscription. Dans la ville de Cracovie, elle arrive en sixième position (928 914 personnes inscrites, avec un taux de participation de 55,75 %).

### Portugal
La première loi concernant la reconnaissance du genre date de 2011. Depuis, 485 personnes ont changé de prénom et de sexe selon le ministère de la Justice. Le parlement portugais approuve en 2018 une nouvelle loi facilitant le changement de sexe d'un point de vue juridique. Les citoyens dès 16 ans pourront désormais modifier leur sexe et leur prénom dans les documents officiels sans avoir besoin de produire un rapport médical.

### Roumanie
En Roumanie, il est légal pour les personnes transgenres de changer leur prénom pour refléter leur identité de genre, sur la base du choix personnel. Depuis 1996, il est également possible pour quelqu'un qui est passé par la chirurgie de réattribution sexuelle de changer de sexe juridique afin de refléter leur genre postopératoire, un droit qui vient donc plus tard. Les personnes trans ont alors le droit de se marier selon leur sexe postopératoire.

### Royaume-Uni
Historiquement, au Royaume-Uni, les personnes transgenres ont réussi à faire changer leurs certificats de naissance et se marier. Ce fut d'abord juridiquement contesté dans les années 1960, dans le cas de Ross Alexander, où la Court of Session a jugé que le certificat de modification était légitime dans le cadre de l'héritage d'un titre, une décision confirmée par le ministre de l'Intérieur. Cependant, l'affaire s'est tenue secrète et dans un tribunal écossais, et il n'y a pas eu de cas publiquement signalé dans une cour anglaise jusqu'en 1970. Cette année, dans le cas de Corbett v Corbett, Arthur Corbett a tenté d'annuler son mariage avec April Ashley, au motif que les personnes trans n'ont pas été reconnues par le droit anglais. Il a été décidé que, pour les fins du mariage, une personne trans postopératoire était considérée selon son sexe assigné à la naissance.
Cela a créé un précédent pour les décennies à venir. Les gens qui pensaient avoir un mariage valide qui s'est avéré être faux[réf. nécessaire]. De même, les personnes trans ont pu changer de nom, librement, sur leurs passeports et des permis de conduire, avoir leur Assurance Nationale changée, et ainsi de suite[réf. nécessaire], et une loi de 1975 sur la discrimination sexuelle a rendu illégale la discrimination au motif du sexe anatomique dans l'emploi, l'éducation et le droit au logement, aux biens, aux équipements et services.
Dans les années 1980 et 1990, le groupe de pression Press for Change, a fait des campagnes de soutien pour les personnes transgenres et transsexuelles afin qu'elles soient autorisées à se marier, et aider les gens à prendre plusieurs cas à la Cour européenne des Droits de l'Homme. Dans Rees V. United Kingdom (1986), il a été décidé que le Royaume-Uni n'avait pas violé les droits de l'homme, mais que la situation devait être revue[réf. nécessaire]. Le Règlement sur la Discrimination fondée sur le Sexe (réattribution de genre) de 1999 rend illégale la discrimination à l'égard de toute personne pour des motifs de changement de genre, mais seulement dans les domaines de l'emploi et de la formation professionnelle.
Dans l'affaire de 2002 de Goodwin v. Royaume-Uni, il a été décidé que les droits à la vie privée et à la vie familiale ont été violés. En réponse, le Parlement a adopté la loi de 2004 sur la reconnaissance du genre (Gender Recognition Act 2004), qui a accordé la pleine reconnaissance juridique des personnes transgenres.
La loi sur l'égalité de 2006 (Equality Act 2006) a également introduit le Gender Equality Duty in Scotland (Devoir d'égalité des genres en Écosse), qui a rendu publiques les organismes obligés de prendre au sérieux la menace, le harcèlement ou la discrimination des personnes trans dans différentes situations. En 2008, la réglementation sur la discrimination fondée sur le sexe a prolongé la réglementation existante pour rendre illégale la discrimination lors de la fourniture de biens ou de services aux personnes trans. La définition de « transsexuel » utilisée est toujours techniquement la même que celle de la Loi sur la Discrimination Sexuelle, mais cette législation a également signifié prévenir la discrimination à l'encontre de tous les individus transgenres.
La loi sur l'égalité de 2010 (Equality Act 2010) ajoute officiellement le « changement de sexe » comme une « caractéristique protégée », stipulant que : « Une personne a la caractéristique protégée de changement de sexe si elle demande à subir, subit ou a subi un processus (ou une partie d'un processus) de réassignation sexuelle en changeant des attributs sexuels physiologiques. » Certains militants pour les droits des personnes trans, tels que Transgender Equality & Rights in Scotland, ajoute la catégorie « identité de genre » afin d'être « plus clair, dans le cas des personnes transgenres, qui ne s'identifient pas comme transsexuelles, et qui n'ont pas l'intention de changer le genre dans lequel ils vivent ». Ils veulent également mettre en place des mesures qui permettraient d'inclure explicitement les personnes intersexes et clarifier les protections contre la discrimination dans l'éducation, à certains types d'emploi, et l'assurance médicale. Le 16 avril 2025, la Cour suprême britannique juge  « que les termes "femme" et "sexe" dans la loi sur l'Égalité de 2010 se réfèrent à une femme biologique et à un sexe biologique » au Royaume-Uni. Cependant, la Cour ajoute: « son interprétation [de l'arrêt] ne devait pas priver les personnes transgenres de leur protection » s'agissant de 
la discrimination fondée sur le changement de genre.
En 2010, le Parti Vert appuie une réforme du Royaume-Uni sur la Loi sur la Santé mentale afin de supprimer les personnes transgenres du registre psychiatrique, qu'il considère discriminatoire. Ils s'opposent aussi au « veto du conjoint », un morceau de la législation décrite par PinkNews comme « une stipulation dans la loi du Mariage (couples de même sexe) ; les personnes transgenres mariées ne pourraient être légalement reconnues dans leur genre que si leur conjoint donne la permission ». Le parti travailliste (Royaume-Uni) lance en 2019 une campagne en faveur des droits des trans à travers une déclaration fondatrice et des engagements pour ses membres et les autres personnalités qui soutiennent les droits des trans,. Le groupe de réflexion Britannique Civitas publie en 2020 un rapport demandant notamment au gouvernement d'annoncer un moratoire sur toute réforme de la loi sur la reconnaissance de l'égalité des sexes, la clarification de la distinction entre les protections juridiques fondées sur le sexe et sur le genre et l'interdiction de la prescription de bloqueurs de la puberté et d'hormones aux mineurs ainsi que toute «transition sociale» à l'école (c'est-à-dire changer de prénom, de pronoms, d'uniforme ou d'utiliser les vestiaires et les toilettes destinés aux membres du sexe opposé) sans l'autorisation de leurs parents. Enfin en matière d'enseignement, les écoles devraient être encouragées à séparer l'enseignement des relations lesbiennes, gays et bisexuelles de l'enseignement sur la transidentité dans le cadre du programme "Relations et éducation sexuelle". L'enseignement sur la transidentité ne devrait pas contredire le contenu du programme d'études en sciences / biologie. Le 29 avril 2020, une Cour d’appel britannique confirme l’arrêt rendu précédemment par la Haute Cour de Londres. Elle refuse à un homme trans ayant donné naissance à une fille biologique par l'intermédiaire de ses possibilités reproductives féminines préservées qu’il soit inscrit comme « père » sur le certificat de naissance. En effet, la Cour d’appel considère « que le droit d'un enfant né d'un parent transsexuel de connaître la réalité biologique de sa naissance l'emportait sur le droit du parent d'être reconnu comme du sexe de son choix ».
Contrairement à ce qui se pratique ailleurs dans le monde, la reconnaissance du genre ne nécessite pas de chirurgie postopératoire. Les candidats doivent démontrer qu'ils ont souffert de troubles de l'identité de genre, qu'ils ont vécu dans leur « nouveau genre » depuis deux ans et qu'ils ont l'intention de continuer à le faire jusqu'à la mort.
Une Cour d'appel confirme en 2020 une décision en jugeant qu'une homme trans puisse être reconnu comme le père de l'enfant dont il a accouché. L’enfant a été « conçu par insémination artificielle avec du sperme de donneur dans une clinique agréée ». Au regard de l’article 8 de la Convention européenne des droits de l’homme et du droit au respect de la vie privée et familiale, l'inscription comme « mère » « a porté atteinte au sentiment de McConnell sur sa propre identité en tant qu’homme, ainsi qu’à la vie familiale de son fils et de sa fille, les définissant comme mère et fils alors que leur expérience vécue serait celle d’un père et d’un fils ». Ce journaliste du quotidien The Guardian est in fine débouté de ses demandes par la justice britannique en dernier ressort auprès de la Cour suprême.
Un employé de la chaine de brasserie Wetherspoons de Stevenage (Hertfordshire) est licencié en 2021 pour avoir traité un collègue transgenre de « chose » et d'avoir appelé son amie « la noire ». Son licenciement est confirmé par le conseil des prud'hommes pour « termes raciaux inappropriés et de références sexuelles graphiques ».

#### Écosse
La loi adoptée le 22 décembre 2022 supprime l'exigence d'un diagnostic médical et psychiatrique lors de la demande d'un certificat de reconnaissance de genre. La période pendant laquelle un demandeur doit vivre dans son genre acquis passe de deux ans à six mois (période de réflexion supplémentaire comprise). L'âge minimal pour cette demande passe de 18 à 16 ans.

### Saint-Marin
Il n'existe à Saint-Marin aucune disposition juridique spécifique en matière de reconnaissance juridique du changement de genre et de noms pour les personnes transgenres. La loi de 2006 pour la reconnaissance juridique du changement des données d’identité dans les registres de l’état civil l'autorise seulement pour la correction d’erreurs matérielles par l’officier de l’état civil. Pour les autres cas cette reconnaissance est possible par décision de justice. Le seul cas connu concerne une décision judiciaire italienne portant reconnaissance du changement de l’état civil d’une personne transgenre. Le juge de Saint-Marin a indiqué que cette décision de l’autorité judiciaire italienne n’est pas contraire au droit de Saint-Marin.

### Slovaquie
Le droit slovaque relatif aux transgenres prévoit que la discrimination reposant sur leur identification sexuelle ou de genre est considérée comme une discrimination fondée sur le genre. La conversion sexuelle ne fait pas l’objet d’un droit spécifique mais entre dans le champ d'application de la loi no 300/1993 du 
24 septembre 1993 modifiée en 2015 fixant les conditions de modification du nom et du prénom. Un avis favorable médical est nécessaire pour approbation pour un « changement de sexe ». La pratique médicale désigne par « changement de sexe » un traitement en trois volets: un traitement hormonal, un test en vie réelle et des opérations chirurgicales conduisant à la stérilisation. Une personne désirant changer son nom et son prénom pour un nom et un prénom asexués doit présenter un certificat d'un médecin spécialisé attestant qu'une procédure de conversion sexuelle est effectivement suivie.

### Suède
En 1972, pour la première fois au monde, la Suède adopte un texte sur la conversion sexuelle permettant aux personnes transgenres de changer le code d'identification de sexe sur leurs documents officiels. La Suède devient ainsi le premier État à offrir la possibilité de changer de sexe légal après une enquête. Dans la même année, le traitement par l’hormonothérapie et la chirurgie sont également proposés. Le texte est modifié en 2012 et 2013. Le Conseil national suédois de la santé et de la protection sociale [Socialstyrelsen] soumet les demandes de conversion sexuelle à une commission de professionnels de la médecine et du droit, qui prend sa décision sur la base des critères d’admissibilité définis dans la loi sur la reconnaissance du genre précitée. Si la personne remplit les conditions, les frais de la conversion sexuelle sont pris en charge par la sécurité sociale. Le Conseil national de la santé et de la protection sociale publie en 2015 de nouvelles lignes directrices sur les procédures de conversion sexuelle pour améliorer les traitements et garantir dans l’ensemble du pays l’égalité d’accès aux traitements chirurgicaux et hormonaux financés par l’État. Elles s'appliquent aux adultes et aux enfants. Toutefois, un hôpital renommé ne propose plus de chirurgies ni d’hormones aux mineurs. Il préfère désormais attendre leur majorité avant d'avoir recours aux traitements de changement de sexe,. Le code personnel d’identification du genre peut être modifié à la suite d’un tel traitement auprès de l'administration fiscale,,,,.
La Cour administrative d’appel de Stockholm le 19 décembre 2012 juge que l’exigence selon laquelle toute personne qui veut changer le sexe légal doit être stérile et ne doit pas avoir conservé ses gamètes est contraire à la Convention européenne des droits de l'homme et à la Constitution suédoise.
Les personnes qui ont demandé à changer de sexe entre le 1er juillet 1972 et le 30 juin 2013, période pendant laquelle il était exigé qu’elles ne devraient pas avoir de capacité de reproduction, sont indemnisées chacune par l’État pour un montant de 225 000 couronnes suédoise (environ 22 000 €).
Cela s’applique à ceux qui ont demandé un changement de sexe et qui ont vu leur demande acceptée. Cette stérilisation obligatoire a été supprimée le 1er juillet 2013,.
La loi de 2016 sur les noms et prénoms personnels dans son article 28 autorise le changement de prénom :« pour toute autre raison où le prénom est inapproprié ».
L’identité ou l’expression transgenre s’ajoute comme critère de discrimination en 2016 où elles sont expressément désormais incluses dans le droit suédois,.
La loi portant réforme du mariage le rend neutre en matière de genre en 2009: « Les deux qui se marient deviennent conjoints ». Jusqu’alors, il était exigé que toute personne souhaitant changer de sexe légal soit célibataire. Désormais, d'autre part, si un couple de personnes du même sexe initialement enregistré a conclu un partenariat civil au sein duquel un changement de sexe légal est souhaité, ce partenariat doit préalablement être "converti" en mariage avant que le sexe légal puisse être changé,,. Lina Axelsson Kihlblom, une personne transféminine, devient ministre de l'Enseignement primaire au sein du gouvernement social-démocrate de la Première ministre Magdalena Andersson en 2021. Dans un pays renommé pour son progressisme sociétal et ayant légiféré précocement pour les droits des personnes trans, mais finalement pris de retard par rapport aux pays européens et occidentaux ayant ensuite légiféré en faveur de l'autodétermination de genre, une nouvelle loi actualise considérablement et non sans controverses les conditions de la transition de genre qui réglemente les procédures chirurgicales et est entérinée le 17 avril 2024 dans la série incluant les modernisations des dispositions finlandaises et allemandes. Le diagnostic de dysphorie de genre ne cessera pas d'exister mais de conditionner ce parcours. Une autre loi libéralise la transition de genre à l'état civil et l'hormonothérapie dès le seizième anniversaire, avec l'accord requis des responsables légaux, d'un médecin et de la direction nationale de la santé et des affaires sociales pour les personnes mineures non émancipées. La chirurgie de réassignation sexuelle sera légalement contrindiquée avant la majorité civile mais les pratiques chirurgicales ne nécessiteront plus l'aval de la direction nationale de la santé et des affaires sociales. L'ablation des ovaires ou des testicules restera réservée aux personnes ayant atteint leur vingt-troisième anniversaire. Ce nouveau cadre légal polémique confirme donc pour partie des tendances plus illibérales, tandis que la droite dure est arrivée au pouvoir. L'entrée en vigueur de cette loi est à venir le 1er juillet 2025.

### Suisse

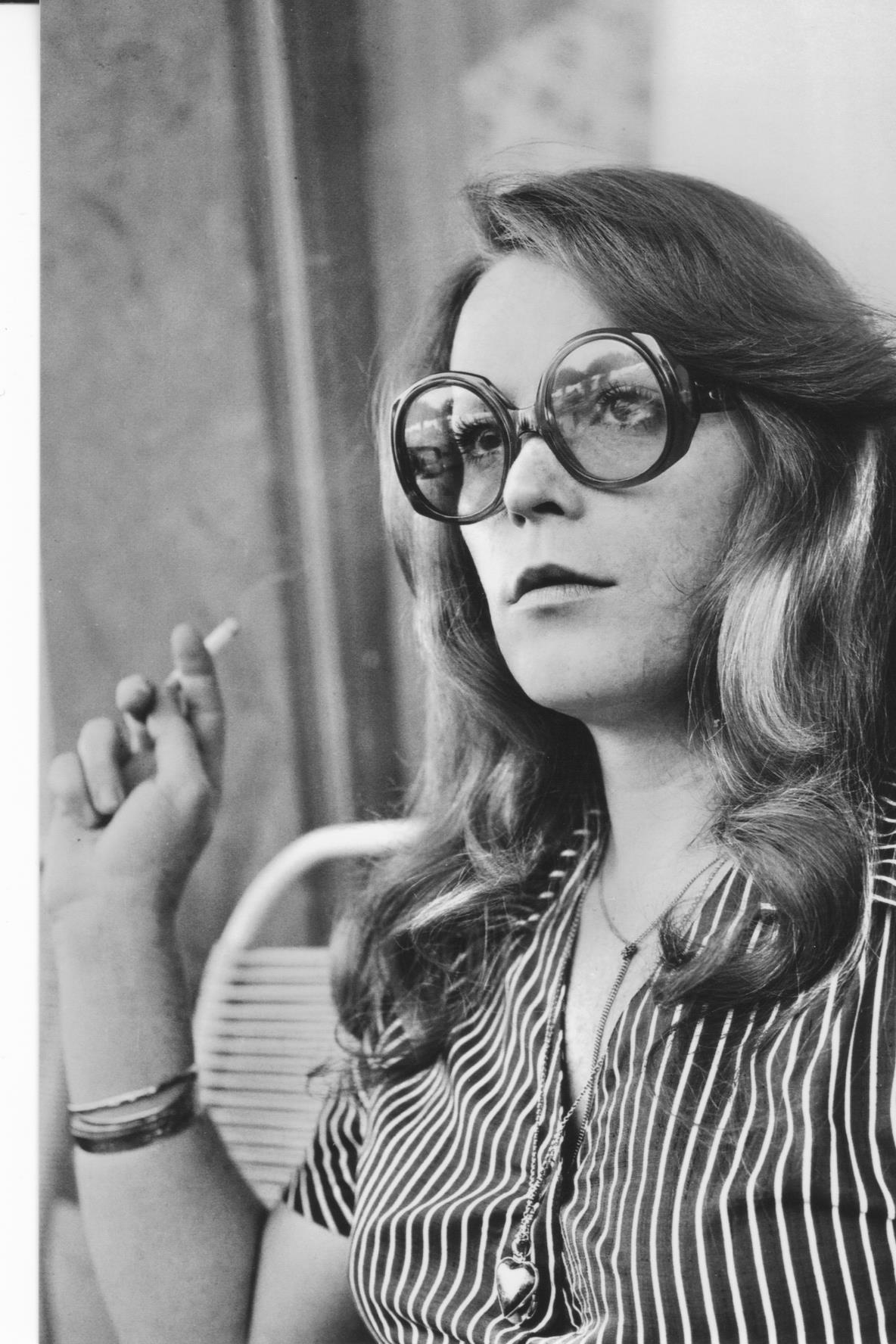
Peggy Guex, première personne trans suisse à obtenir le changement de son état civil en 1974.

Depuis le 1er janvier 2024, les personnes qui le souhaitent peuvent obtenir sur simple déclaration la modification du sexe inscrit au registre de l'état civil : cette possibilité est désormais prévue à l'art. 30b du Code civil suisse. La nouvelle procédure est fondée sur le principe de l'autodétermination du genre et supprime toute exigence de reconnaissance ou de constatation par un juge. La déclaration n'est soumise à aucune condition (sous réserve d'un abus manifeste), si bien que l'officier de l'état civil qui reçoit la déclaration ne peut ni ne doit en examiner le fond. Ce changement ne modifie pas les liens du mariage ou les liens de filiation déjà établis.
La Fondation Agnodice délivre un guide des bonnes pratiques dans les établissements scolaires du canton de Vaud et du canton de Genève afin de mieux intégrer les élèves transgenres et de faciliter les transitions. Ainsi en avril 2017, un moment d'écoute est organisé dans une classe de Genève afin d'annoncer qu'une élève porterait désormais un prénom masculin. Ce premier évènement est bien accueilli par le corps enseignant et les autres élèves. Le canton de Vaud autorise plusieurs élèves à changer d'identité de genre sans que cela fasse l'objet d'une quelconque médiatisation,. L'expulsion du territoire d'une femme trans proposant des prestations de charme tarifé est annulée par la justice. Elle avait initialement violé l'interdiction d'exercer sa profession engendrée par les mesures sanitaires, entre les mois de mars et de juin 2020. Une amende sera finalement jugée.
Un homme transgenre suisse s'est porté volontaire pour rejoindre de l'armée suisse en qualité de renfort temporaire. Il n'a pas caché son genre lors de son incorporation. Sa candidature n'a été pas acceptée mais les textes sont en cours de modification afin d'éviter les discriminations au sein de l'armée suisse. Une lieutenant-colonel de l'armée d'active a rendu public la préparation de son opération chirurgicale pour changer de sexe. De nombreux soutiens lui ont été manifestés. Il existe au sein de l'armée suisse un bureau dénommé le Diversity Swiss Army chargé de l'intégration des personnes transgenres. Le chef de l'armée est favorable à la présence des personnes transgenres pour le service militaire. En moyenne ce sont 18 dossiers qui sont portés à la connaissance des médecins militaires tous les ans. En 2013, un volontaire effectue une centaine de jours de service en tant qu'homme et participe - avec succès - à une opération de maintien de la paix au Kosovo après son changement de sexe. En 2022, la pasteur, aumônière militaire, est une femme trans. Sa transition a été validée précédemment auprès de l'État civil.
Les opérations de changement de sexe sont remboursées au titre de l'assurance maladie de base pour autant que les conditions suivantes soient remplies :
- L'opération est autorisée par un médecin psychiatre
- Elle est effectuée en hôpital public
- La personne a 25 ans révolus
- Elle a été suivie pendant au moins deux ans avant l'opération. Les assurances maladie refusent de plus en plus tout remboursement d'opérations en dehors des hôpitaux publics. Une équipe dirigée par le professeur Giovanolli exerce à l'hôpital universitaire de Zurich et un autre chirurgien, le Dr Daverio, n'exerce qu'en clinique privée à Lausanne. L'hôpital cantonal de Genève va créer une cellule de traitement. Diverses cliniques privées sont prêtes à accepter de nouveaux patients. Les traitements « annexes » (traitement hormonal, logothérapie, etc.) sont pris en charge par l'assurance maladie de base. L’épilation ne peut être remboursée que lorsqu’elle est réalisée dans un cabinet médical[634]

#### Historiquement
Auparavant, la situation était réglée par la jurisprudence, dont deux jugements du Tribunal fédéral qui règlent les modalités de remboursement de l'opération. Le premier de ces jugements date du 26 juin 1975, et l'autre jugement date du début des années 1980. Peggy Guex (Diana Santiago) est la première personne trans de nationalité suisse à obtenir à l'âge de 29 ans une décision satisfactoire en 1974 s'agissant de son changement d’état civil après une procédure judiciaire de trois ans.
Il était nécessaire de s'adresser au tribunal de son lieu de domicile. La fourniture d'un document signé par un psychologue ou un psychiatre attestant que la personne est trans était demandée pour changer de sexe. Les tribunaux exigeaient parfois une apparence physique conforme au genre afin de pouvoir être enregistré officiellement en tant que tel. Certains tribunaux demandaient si la personne suivait un traitement hormonal ou si elle avait effectué certaines opérations. Les juges n’avaient cependant pas le droit de poser ces questions. La demande pouvait être effectuée par un mineur. Dans un arrêt de principe rendu le 1er février 2011, le tribunal suprême du Canton de Zurich avait écarté l'exigence d'une intervention chirurgicale comme préalable à la reconnaissance du changement de sexe. Lynn Bertholet est la première femme (trans) de Genève en 2015 à avoir pu obtenir de nouveaux papiers d'identité avant une opération de réassignation sexuelle,.
Le Conseil fédéral (Suisse) reconnût lui-même en 2018: « les pratiques judiciaires sont disparates, les procédures sont longues et onéreuses pour les intéressés. » Il estime nécessaire d’adapter le code civil au regard notamment d'« une évolution importante des mentalités et des conceptions ». Il prépara ainsi une modification du code civil dont il envoya en consultation le texte en mai 2018 à l’Assemblée fédérale (Suisse). L'article 30 du code civil comportera un second alinéa relatif au changement d'état civil par simple déclaration à l'officier d'état civil « pour toute personne qui a la conviction intime et constante de ne pas appartenir au sexe inscrit dans le registre de l'état civil ». En décembre 2020, le parlement suisse adopta la modification pour permettre un changement dans l'état civil du genre de manière facilité, sans l'accord d'un tribunal ou d'un médecin, à partir de 16 ans.
Un avis juridique consultatif de l'Office fédéral de l'état civil du 1er février 2012 permit aux personnes trans mariées de changer leur état civil tout en maintenant les liens du mariage. Une décision du tribunal de la commune de Martigny, située dans le canton du Valais, autorisa en 2020 le changement de sexe à l’état civil pour les personnes trans. Il n'est pas subordonné, d'après ce jugement, à une obligation de subir une stérilisation chirurgicale ou médicamenteuse (voir supra la jurisprudence similaire du canton de Zurich).

### Tchéquie
La loi tchèque sur les soins de santé prévoit que les opérations chirurgicales pour les transgenres sont réalisées à la demande de l'intéressé, après l'accord d'une commission composée de cinq membres: un juriste, deux médecins spécialisés dans ce domaine et deux médecins ne participant pas à l’opération chirurgicale. Un jugement doit être rendu par un tribunal si la personne n’est pas dotée de la pleine capacité juridique. La Cour constitutionnelle subordonne le changement de sexe à l’état civil à une intervention chirurgicale dans une décision rendue en 2022.

### Ukraine
Malgré les mesures adoptées par l'OMS en 2019 accordant davantage de droits aux personnes souhaitant changer leur genre de naissance ou d'état civil et ne classant plus cette décision comme un trouble mental ou comportemental, le gouvernement ukrainien ne se détermine pas en conséquence. Même si la chirurgie n'est pas requise, les personnes souhaitant changer de sexe sont dans l'obligation de passer un examen psychiatrique. La transidentité est considérée comme une maladie psychiatrique et son diagnostic doit être obtenu pour que les modifications juridiques soient admises comme améliorations de l'état psychique. Une marche en faveur des LGBT est organisée le 22 mai 2021 à Kiev afin de demander au gouvernement de modifier le droit qu'un segment de l'opinion dénonce comme discriminatoire.

### Vatican
Il n'existe aucune disposition en droit canonique concernant la transidentité.

## Océanie

### Australie
Estelle Asmodelle a été la première personne officiellement trans d'Australie. C'était la première fois dans la loi australienne qu'un adulte trans ait été autorisé à modifier son certificat de naissance, et peu après, le passeport. Le livre d'Estelle Asmodelle documente sa lutte pour changer les lois australiennes relatives au certificat de naissance ; d'autres personnes ont également contribué à la modification des lois vers plus d'acceptation pour les personnes trans.
L'Australie est l'un des rares pays où le statut juridique du nouveau sexe est accordé par l'intermédiaire d'un nouveau certificat de naissance. Les certificats de naissance sont de la compétence de l'État, alors que le mariage et les passeports sont des questions pour le Commonwealth. Toutes les juridictions australiennes reconnaissent aujourd'hui le sexe affirmé d'un individu après la chirurgie, sauf si la personne est mariée.
Dans l'affaire New South Wales Registrar of Births, Deaths and Marriages v Norrie [2014] la Haute Cour de l'Australie a déclaré que la loi sur l'inscription des naissances des décès et des mariages de 1995 n'exige pas qu'une personne qui se soumet aux procédures d'affirmation sexuelle doive s'identifier comme homme ou femme. Plutôt, la Cour a réfuté la notion de sexe binaire, et l'acte lui-même reconnaît qu'une personne peut être autre qu’homme ou femme et, par conséquent, permet l'enregistrement « non spécifique ».
Concernant le mariage, le changement de sexe n’a, a priori, aucune incidence sur la qualité du mariage. Non seulement au moment de sa formation le mariage respectait les conditions de différence des sexes, mais en outre, le changement de sexe n'ayant pas d'effet rétroactif. Il faut en déduire que le mariage a été valablement célébré. L’union constatée préalablement au changement de sexe ne peut pas subir une action en nullité. [réf. nécessaire]
Enfin, les passeports sont délivrés dans le genre choisi, sans nécessiter un changement de certificats de naissance ou certificats de citoyenneté. Une lettre d'un médecin est nécessaire pour certifier que la personne a eu ou reçoit un traitement approprié pour la transition.
Conformément à la loi concernant la discrimination de l'État de Nouvelle-Galles du Sud, les femmes trans sont autorisées à se rendre dans un bassin océanique réservée aux femmes - le ladies baths - à Coogee.
La présence de Roxanne Tickle, une femme trans depuis 2017, est interdite en 2021 sur une plate-forme de médias pour femmes (Giggle for Girls) par sa fondatrice Sall Grovere, au motif qu’elle est un homme selon elle. Le 23 août 2024, le juge se prononce en faveur de la femme transgenre: le versement de 10 000 dollars australiens pour discrimination et le paiement des frais de justice par la partie adverse. La responsable de Giggle for Girls tente en vain d'invoquer la Convention sur l'élimination de toutes les formes de discrimination à l'égard des femmes adoptée le 18 décembre 1979 par l’Assemblée générale des Nations unies et obligeant notamment à protéger les droits des femmes dans les espaces non mixtes. L'obligation d'interdire la discrimination à l'égard des femmes, créée par ce texte et définie à l'article 1er, fait spécifiquement référence à la discrimination qui place les femmes dans une position moins favorable que les hommes. L'article 22, en combinaison avec l'article 5B du Sex Discrimination Act 1984 australien, ne peuvent donc pas constituer une mise en œuvre de cette obligation dans la mesure où ils pourraient être invoqué par des personnes alléguant (comme Mme Tickle) qu'elles ont été victimes de discrimination en étant traitées de la même manière que les hommes. C'est la première fois, en Australie, que des faits portant sur la discrimination relative à l'identité de genre sont jugées par un tribunal fédéral,, .